# Ethnische Religionen

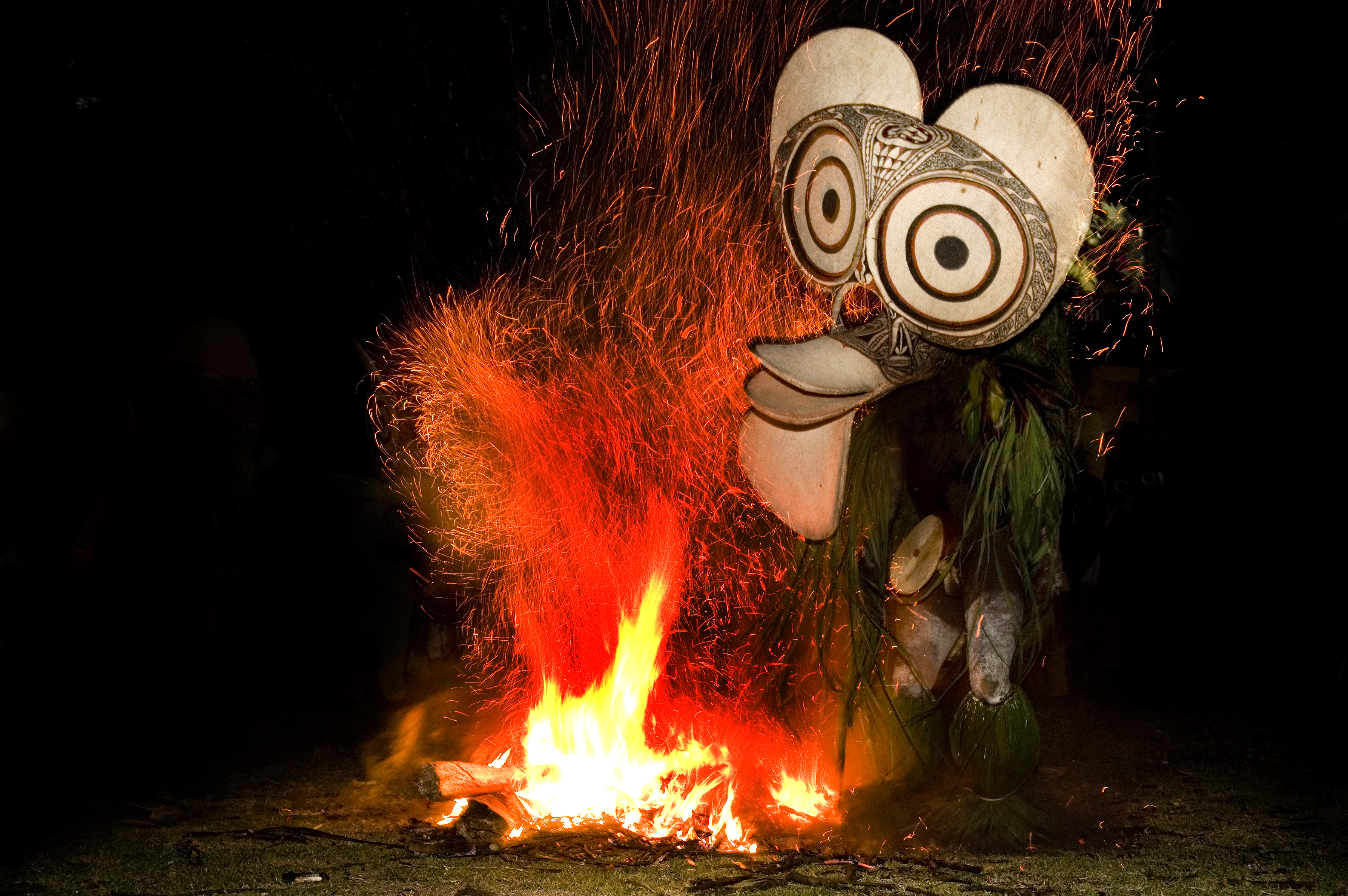
Spezielle Kulte und Rituale prägen vielfach die religiösen Äußerungen traditioneller, lokaler Menschengruppen. (Feuertänzer der Baining aus Neubritannien)

Ethnische Religionen (auch traditionelle Religionen, populär aber veraltet auch Naturreligionen) werden alle mündlich oder durch Rituale überlieferten Glaubenssysteme genannt, die keine schriftlich fixierten Lehren kennen und deren Anhänger jeweils nur einer kleinen Zahl verbundener ethnischer Gruppen angehören.
Ursprünglich dienten solche Konzepte traditionellen Kulturen, das Umweltgeschehen gedanklich zu strukturieren, zu erklären bzw. für die Gesellschaft positiv zu beeinflussen, indem sie zugleich die Gemeinschaft, die natürliche Umwelt oder die vorgestellten transzendenten Wesen ansprachen. Im Gegensatz zu den Weltreligionen sind sie nach wie vor stärker auf die Gegenwart ausgerichtet. Sie fördern zumeist die emotionale und spirituelle Bindung an Ethnie und Natur, was sich auch in ihrer Ethik und reichen Mythologien ausdrückt. Das Konzept der individuellen Erlösung oder die Hoffnung auf eine jenseitige Existenz finden sich kaum; im Zentrum steht hingegen das Heil der Gemeinschaft. Traditionelle Glaubenssysteme kennen keine Religionsstifter, keinen universellen Geltungsanspruch und keinen expliziten Moralkodex. Sie sind offen für fremde Einflüsse, so dass sich im Laufe der Jahrtausende eine große Vielfalt unterschiedlicher Vorstellungen und Ausprägungen entwickelt haben.
Es gibt weltweit tausende unterschiedlicher lokaler Glaubensvorstellungen. Seit den ersten Kontakten zu den Weltreligionen kam es weltweit zu erheblichen Missionsbestrebungen, um die „heidnischen“ Ideen auszulöschen. Ihre offizielle Anhängerschaft macht daher – soweit bekannt – nur noch vier Prozent der Weltbevölkerung aus. Die Tendenz ist stark abnehmend, da sich ihre Anhänger aus diversen pragmatischen Gründen immer häufiger zu einer Weltreligion bekennen. Dies bedeutet allerdings nicht, dass sie die alten Traditionen völlig abgelegt haben und die neue Religion tatsächlich leben. Rein lokal entstandene, weitgehend unbeeinflusste religiöse Vorstellungen finden sich nur noch bei den wenigen isolierten Völkern der Tropen. Mehr oder weniger stark mit Elementen der Weltreligionen vermischt sind sie noch in entlegenen Wildnisregionen Nordkanadas, Sibiriens und Australiens, in großen Teilen Subsahara-Afrikas, Indiens sowie in den Bergländern Südostasiens und Indonesiens anzutreffen.

## Bezeichnungsproblematik

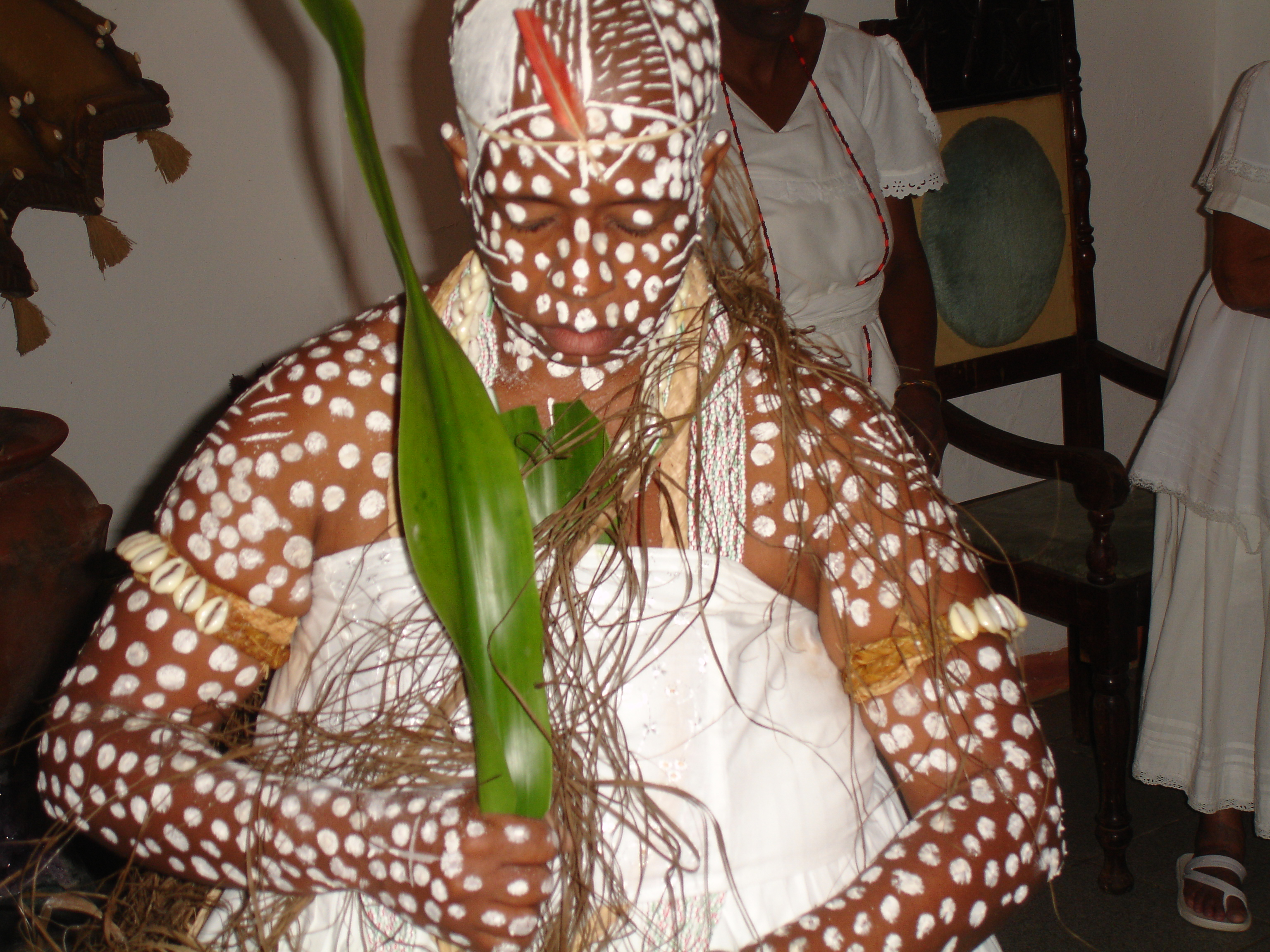
Da die Candomblé-Religion von Afrobrasilianern praktiziert wird, ist sie keine „indigene“, wohl aber eine „ethnische Religion“ (wenn auch mit katholischen Einflüssen)

„Ethnische Religion“ wird heute in Ermangelung einer Theorie der Religion als Sammelbezeichnung ohne Bezug zu einem bestimmten wissenschaftlichen Konzept verstanden. Lediglich das Fehlen textlicher Aufzeichnungen religiöser Inhalte, die Einheit einer Volksgruppe (Ethnie) mit deren Glaubensinhalten und -praktiken, sowie eine vorrangig naturbezogene Spiritualität (in diversen Ausprägungen) sind allgemein anerkannte Abgrenzungskriterien.
Die Bezeichnung ist heute vor allem in der deutschen Ethnologie, seltener in der Kulturanthropologie üblich. Dort wie in der Religionswissenschaft werden zudem Bezeichnungen wie schriftlose Religionen, Stammesreligionen oder indigene Religionen verwendet. Früher übliche Bezeichnungen wie primitive oder archaische Religionen werden wegen ihrer abwertenden Tendenz und der ungenauen beziehungsweise irreführenden Begrifflichkeit („Natur“ im Gegensatz zu „Kultur“) von den meisten Wissenschaftlern abgelehnt oder nur unter Vorbehalt gebraucht. Dies gilt auch für den Begriff der „Urreligion“; und für den nach wie vor populären Begriff Naturreligionen, der missverständlich ist, weil er sich keineswegs auf die ganze Natur als Gegenstand religiöser Verehrung beschränkt und weil er oft mit einem vermeintlichen „Naturzustand“ des Menschen assoziiert wird. Aktuell wird auch das Wort „Religion“ in Bezug auf ethnische Konzepte von einigen Wissenschaftlern kritisiert, da der Begriff zu stark auf das Christentum und europäische Kulturen fixiert sei.
Jede bislang verwendete Kurzbezeichnung für solche Glaubenssysteme suggeriert mehr oder weniger eine religionswissenschaftliche Einheit. Tatsächlich handelt es sich jedoch um eine enorme Vielfalt religiöser Vorstellungen und Praktiken mit den unterschiedlichsten Ausprägungen, die nur aufgrund ihrer Fremdartigkeit als vermeintliche Einheit wahrgenommen werden. Daher vermeiden die meisten heutigen Fachleute eine verallgemeinernde Begriffsdefinition. Als behelfsmäßige Clusterbezeichnung hat sich „Ethnische Religionen“ bei einer Vielzahl gegenwärtiger Fachleute durchgesetzt.

### Begriff oder Bezeichnung? Unterschiedliche Sichtweisen

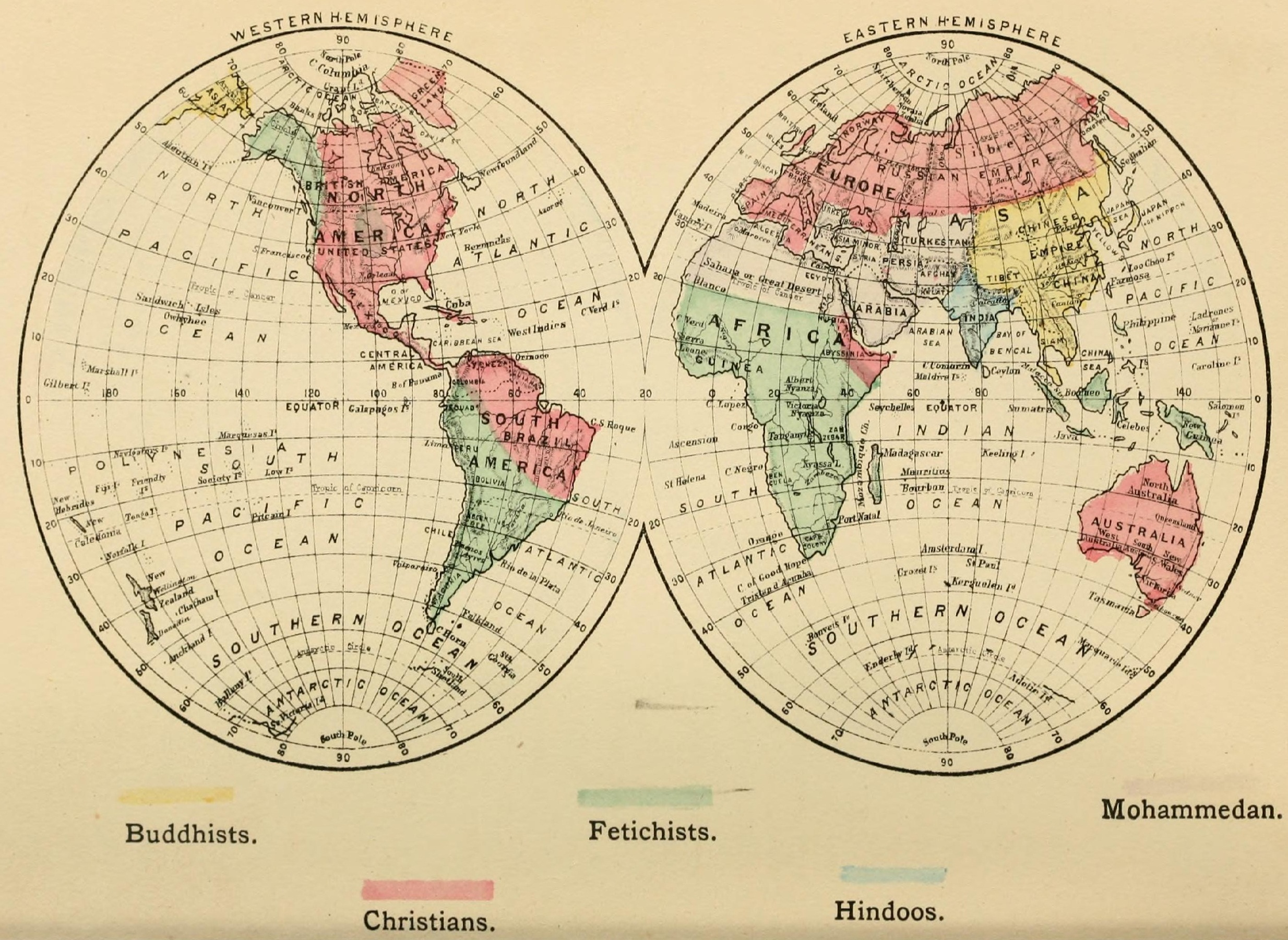
Auf dieser Religionskarte von 1883 werden die Anhänger der traditionellen Religionen „Fetischisten“ genannt

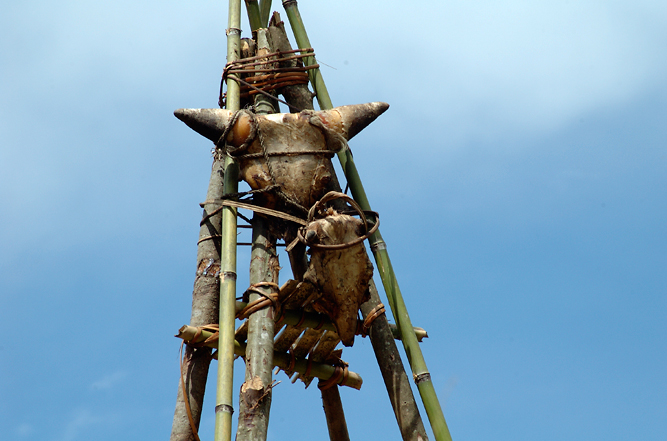
Tierschädel als heilige Objekte finden sich überall auf der Erde. Dennoch handelt es sich nur um eine augenfällige Analogie; die Bedeutung kann vollkommen unterschiedlich sein (Opfergabe auf einem Grab der Apatani aus Indien)

Die Bezeichnung „Ethnische Religion“ taucht bereits 1821 bei Goethe in dem Erziehungsroman Wilhelm Meisters Wanderjahre auf. Schon zu Goethes Zeit bestand Uneinigkeit über den Begriff. Die Verwendung der Bezeichnung ethnische Religion in den modernen Wissenschaften – die heute als neutraler Ersatz für diverse andere irreführende oder abwertende Ausdrücke benutzt wird – verwendet den von Wilhelm Emil Mühlmann eingeführten Fachbegriff ethnisch (altgriechisch éthnos ‚[fremdes] Volk‘), der in diversen Mehrwortbenennungen zu finden ist.
Seit jeher steht die Ethnologie vor dem Problem, „fremde“ Vorstellungen in eigenen Begriffen zu beschreiben. Bei der Religionsethnologie beginnt die Problematik jedoch bereits in der eigenen Kultur mit dem Begriff der „Religion“:
„Religion“ ist ein weltlicher Fachbegriff, der ursprünglich nur in europäischen Sprachen vorkam und in anderen Sprachen keine Entsprechung hat. Indigene Völker verbinden damit zumeist nur das Christentum und die Kirche. Ihre eigenen traditionellen Vorstellungen und Praktiken fassen sie hingegen als „etwas anderes“ auf, aber nicht als Religion. Die Menschen sehen häufig keinen Widerspruch darin, sich etwa zur katholischen Religion zu bekennen, obwohl fast alle Rituale und transzendenten Vorstellungen nach wie vor den Überlieferungen folgen. Es führt im Gegenteil eher zum Erstaunen, wenn auch der alte Glaube Religion genannt wird.
Die klare Trennung von Kirche und Staat und nicht zuletzt der Kontakt zu fremden Kulturen führte in den europäischen Wissenschaften zu einer deutlichen Schärfung des Begriffes „Religion“ und der damit verbundenen Merkmale. Diese Festlegung ist jedoch künstlich, denn sie vermittelt den Eindruck, religiöse Äußerungen seien etwas Eigenständiges, vom Alltag Abtrennbares. Vermutlich werden die meisten Gläubigen, gleich welcher Tradition, dieser Ansicht widersprechen. Der Religionsbegriff – als Integration von Anschauungssystem, Ethik und Ritual – ist lediglich hilfreich, um einen Oberbegriff für Glaubensdinge zu haben und andere weltanschauliche Systeme davon abzugrenzen.
Bei der Übertragung auf fremde Kulturen wird dieser Oberbegriff jedoch ad absurdum geführt, da seine festliegenden Unterbegriffe (etwa Gott, unsterbliche Seele, Himmel und Hölle, Offenbarung u. v. a.) zwangsläufig mit transportiert werden. So entsteht ein begriffliches Dilemma:
- Aus der Sicht „des Westens“ ist es heute vor dem Hintergrund der lange Zeit evolutionistisch geprägten Forschungsgeschichte politisch korrekt, alle umfassenden Glaubenssysteme mit entsprechenden Ritualen, Gemeinschaften, ethischen Grundsätzen und einem eigenen Weltbild als Religion zu bezeichnen.
- Aus der Sicht „der Fremden“ ist es jedoch genauso verständlich, dass sie ihre ganz andersartigen Vorstellungen nicht mit demselben Begriff belegen möchten, den die Kolonialherren als Synonym für das Christentum oder den Islam mitbrachten.

Aus der Perspektive der Fremden müssten die sogenannten „ethnischen Religionen“ nach einem Vorschlag der Ethnologin und Religionswissenschaftlerin Bettina E. Schmidt eher „[…] Systeme von Glaubensvorstellungen und Praktiken, die eine Bedeutung für eine bestimmte Gruppe, in einem bestimmten historischen und kulturellen Kontext haben.“ genannt werden.

### Abweichender internationaler Gebrauch des Begriffs

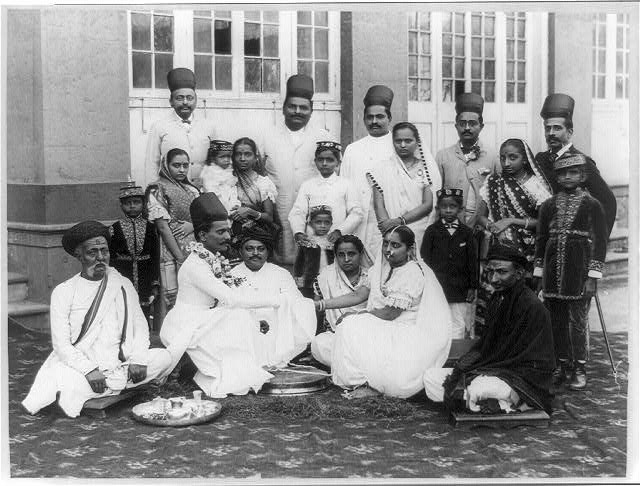
Zoroastrier aus Persien: Beispiel für eine sogenannte ethnisch-religiöse Gruppe, nicht zu verwechseln mit ethnischer Religion

Im angelsächsischen Sprachraum wird der Begriff – wenngleich mit erheblichen begrifflichen Umschärfen nicht nur in Schul- und Studienskripten, sondern auch in der englischen Wikipedia – für die Anhänger von Schriftreligionen oder Religionen mit mündlich überliefertem traditionellen Kanon verwendet, die nicht territorial verankert sind, sondern sich als Mitglieder einer weit verbreiteten, durch gemeinsame Abstammung definierten Ethnie ansehen wie z. B. Hindus, Juden oder Parsen. Diesen religiösen Gruppen kann man nicht oder nur im Ausnahmefall beitreten; die Mitgliedschaft wird biologisch und teilweise auch sozial vererbt (im Judentum durch die Mutter, bei den Hindus durch Kastenzugehörigkeit). Ihre Ausbreitung über das Ursprungsterritorium hinaus erfolgt nicht durch Missionierung, sondern durch Wanderung. Sie sind daher nicht indigenous, sondern können viele regionale kulturelle Ausprägungen erfahren. Dabei kann die Religion aber zur Festigung der ethnischen Identität oder sogar zur Neubegründung und Neuabgrenzung einer ethnischen Identität dienen. Ethnizität ist in diesem Konzept nicht vorsozial-natürlich vorgegeben (primordial), sondern ihre Grenzen sind künstlich und konstruierbar durch Selbstdefinition und Fremdzuschreibung. Das zeigt die Transformation der einst muslimischen Jugoslawen, die in einer von ihrem Anspruch her universalistischen Kultur lebten, in der Gruppenbildung weitgehend ausgeschlossen war, in „ethnische“ Bosnier. Megan Stuart Mills beschreibt die Genese und das Fortbestehen von ethnic religions unter dem Druck der Umwelt in der Diaspora und hebt ihre große Stabilität hervor. In Anlehnung an Anthony D. Smith hält er ethnic religions für ein Phänomen mit powerful unifying ability, das den klassischen Nationalismus verdrängt, und für eine wichtige Quellen der Resilienz – auch um den Preis eines neuen religiösen Ethnonationalismus.
Die weiter oben beschriebenen schriftlosen ethnischen Religionen wurden im Englischen mit Begriffen wie tribal religion oder primal religion angesprochen, die jedoch oft als abwertend empfunden werden. Stattdessen wurde seit den 1990er Jahren der Begriff der indigenous religion für territorial gebundene, traditionelle Kulte verwendet und meist mit den Religionen indigener Völker gleichgesetzt.
Der ebenfalls benutzte Begriff folk religion bezieht sich hingegen vor allem auf das Fehlen von komplexen Institutionalisierungsformen, Klerus und schriftlichen Überlieferungen eines Systems religiöser und nicht-religiöser Alltagspraktiken wie z. B. des chinesischen Volksglaubens oder auch der Cargo-Kulte, die allerdings nicht ethnisch oder territorial gebunden sein müssen (im Sinne eines „Volksglaubens“).
Im Französischen werden die Begriffe réligion tribale (Stammesreligion), réligion traditionelle (mit Zusatz, z. B. africaine) und réligion ethnique fast synonym verwendet.
Im Spanischen wird hingegen religión étnica als Bezeichnung sowohl für ethnische Religionen als auch für ethnisch-religiöse Gruppen benutzt und dem Begriff der réligion universal gegenübergestellt.
Ethnisch-religiöse Gruppen haben mit schriftlosen ethnischen Religionen nichts zu tun; es handelt sich dabei um Ethnien (zumeist Minderheiten), die sich insbesondere über ihre traditionelle Religion von der jeweiligen Mehrheitsgesellschaft abgrenzen (Beispiele: Zoroastrier, Drusen, Hui-Chinesen).
Das Problem der begrifflichen Abgrenzung wird daran deutlich, dass sich im 1998 gegründeten European Congress of Ethnic Religions (ECER) u. a. Hindus, aber auch Anhänger neopaganer Bewegungen wie der litauisch-„altbaltischen“ Romuva, der deutschen Eldaring-Bewegung oder des Hellenismos organisieren. Diese basieren nach eigener Auffassung im Gegensatz zu den monotheistischen Offenbarungsreligionen auf traditionellen kulturellen Gebräuchen (primary religion). Auf der Website des ECER werden ethnic religion und ethnic religious group offenbar synonym verwendet.

## Abgrenzungsmerkmale
„Es gibt etwas, das unser spirituelles Verstehen öffnet – selbst wenn wir nicht Gott anbeten – das ist die Natur.“

Es führt zwangsläufig zu Missverständnissen, wenn wir versuchen, sehr Fremdes in den religiösen Begriffen der eigenen Kultur oder Religion zu beschreiben. So führen etwa die Begriffe Gott und Natur oder auch der abgeleitete Begriff Naturreligion zu Vorstellungen, die in anderen Kulturen vollkommen unterschiedliche Bedeutungen haben. Der beste Weg ist die Verwendung der fremden Begriffe und der Versuch, ihre Bedeutung zu erklären. Die moderne Religionsethnologie untersucht vor allem individuelle religiöse Erfahrungen in ihrem sozialen, kulturellen und/oder historischen Zusammenhang, ohne sie „trennscharf“ einer bestimmten Religion zuzuordnen. Insbesondere bei den wandelbaren mündlich überlieferten Traditionen weichen die Aussagen verschiedener Anhänger so weit voneinander ab, dass es schon schwierig ist, sie unter dem Begriff einer bestimmten „Religion“ widerspruchsfrei zusammenzufassen. Noch weitergehende Abstraktionen durch Wissenschaftler wie etwa die Konzepte des Schamanismus oder Animismus, die das Gedankengut vollkommen unterschiedlicher Ethnien vereinheitlichen sollen, sind daher heute zumeist obsolet. Das soll allerdings nicht heißen, dass es keine unscharfen Übereinstimmungen oder indigenen Konzepte gäbe. Sie gehen nur weit über das hinaus, was Menschen europäischer Kulturen mit dem Begriff „Religion“ verbinden.
Folgende Übereinstimmungen und Konzepte werden häufig genannt:

### Ethnische Begrenzung
Die ethnischen Religionen sind im Allgemeinen auf einen relativ kleinen Kreis von Anhängern beschränkt, die sich durch eine gemeinsame Abstammung und/oder Kultur (Sprache, Geschichte, Subsistenzweise, Bräuche … und eben Religion) selbst als abgrenzbare Gruppe identifizieren und die meistens in einem eng begrenzten Siedlungsgebiet leben. Ausnahmen nach der Größe sind Voodoo mit rund 60 Mio. Anhängern und einer weltweiten Verbreitung in etlichen Lokalgruppen und der Shintoismus Japans mit mindestens vier Millionen Anhängern.
Der Terminus „ethnisch“ umfasst wohlgemerkt nicht nur homogene Minderheiten oder Abstammungsgruppen, sondern ebenso heterogene Gruppen, die sich dennoch aufgrund bestimmter kultureller Gemeinsamkeiten zusammengehörig fühlen. So gehen etwa einige afrikanische Religionen oder die bemerkenswert einheitliche polynesische Religion weit über einzelne „Stammesgrenzen“ hinaus. Durch die sich beschleunigenden Migrationsbewegungen vor allem in Afrika kommt es zudem zu einem verstärkten Synkretismus von Elementen ethnischer Religionen; doch werden diese damit auch zu einem wichtigen Faktor sozialer Inklusion bzw. Exklusion.

### Schriftlosigkeit

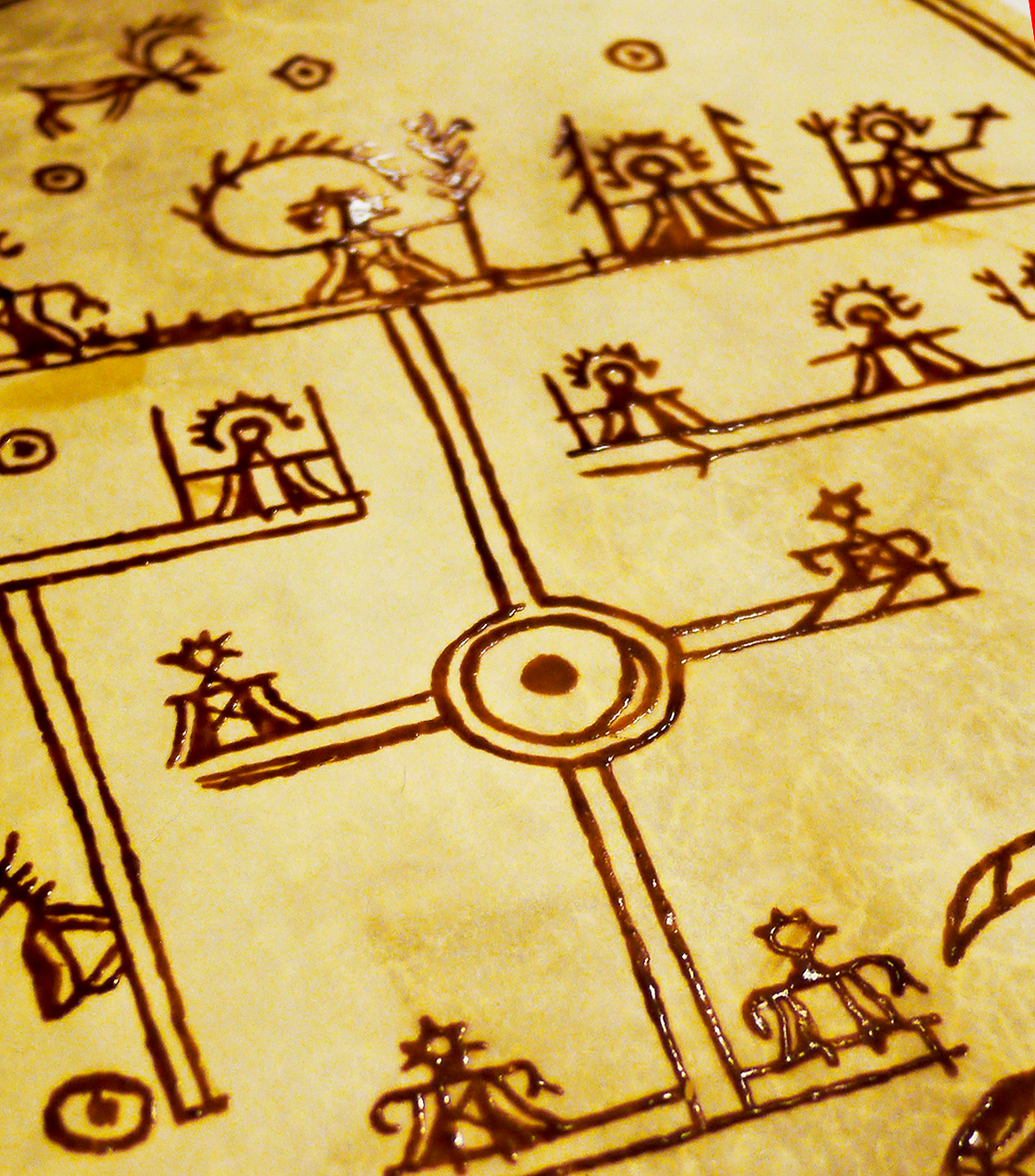
Besondere religiöse Zeichen – wie diese Piktogramme aus der sámischen Mythologie auf einer Schamanentrommel – gibt es in allen Religionen. Heilige Schriften indes kennzeichnen nur die Buchreligionen.

Das Merkmal, mit dem die ethnischen Religionen „per Definition“ von den Buchreligionen abgrenzt werden, ist ihre Schriftlosigkeit. Die religiösen Traditionen werden seit alters her (aus westlicher Sicht) nur mündlich und über tradierte Ritualpraktiken weitergegeben. Dies schließt allerdings nicht aus, dass es aus der Perspektive fremder Ethnien eine Bewahrung religiöser Inhalte über verschiedenste Arten von Zeichen und Symbolen oder das „Lesen“ von natürlichen Objekten oder Artefakten gibt. Die scharfe Trennung zwischen Realität und Aufzeichnung (welcher Art auch immer) ist eine westliche Vorstellung. Das Fehlen von heiligen Schriften macht diese Religionen je nach der kollektiven Geschichte sowie der individuellen Auffassung der Menschen sehr wandelbar. Im Gegensatz zu religiösen Büchern – die zumindest den Schriftkundigen offenstehen –, wird das Wissen von den religiösen Spezialisten ethnischer Religionen oftmals geheim gehalten. Während die statischen Texte der auf heiligen Schriften basierenden Religionen im Zuge des kulturellen Wandels immer wieder neu gedeutet und ggf. in einer säkularisierten Sprache formuliert werden müssen, da die Gläubigen sie sonst nicht mehr verstehen, müssen sich mündliche Überlieferungen dem Verständniswandel zwangsläufig kontinuierlich anpassen.
Einen Grenzfall bildet die germanische Religion. Aus der langen Zeit des Übergangs von der schriftlosen zur Schriftkultur von ca. 600 bis 1200 sind eine Reihe von rituellen Texten und Formeln mit magischer Bedeutung als Runentexte überliefert, die wohl nur für eine kleine Elite verständlich waren, aber innerhalb dieser in rudimentär schriftlicher Form tradiert wurden. Hinzu kommt die schriftliche Fixierung von mündlichen Überlieferungen während oder unmittelbar nach der Christianisierung. Obwohl es sich bei den Liedern der Älteren Edda um Mythen und nicht um sakrale Texte handelte, werden in anderen Quellen, so vor allem in der recht neutral über die heidnischen Bräuche berichtenden Snorra-Edda auch religiöse Rituale beschrieben, die im Alltag der christlichen Zeit nachwirkten. Ihr Fortleben in den Darstellungen wurde von Snorri als für Christen nicht ungefährlich empfunden. Das gilt wohl auch für die Präsentation der altgermanischen Götterwelt in den Mythen und Liedern der Älteren Edda. Die Entstehung und Überlieferung einer komplexen Kosmologie mit einer Chronologie der Ereignisse, wie sie in der Völuspá und in Gylfaginning dargestellt ist, hätte jedoch die Existenz einer entwickelten Schriftkultur zur Voraussetzung; entweder handelt es sich dabei um nachträgliche Systematisierungen oder es existieren – wie Andreas Heusler vermutete – tatsächlich ältere schriftliche Vorlagen, die verschollen sind.
Eine Besonderheit kennzeichnet auch den Shintoismus. Aus dem 8. Jahrhundert, also der Zeit der Verbreitung des Buddhismus in Japan und des Übergangs von der chinesischen Schrift zu einer phonetischen Schreibweise des Japanischen mit chinesischen Buchstaben, stammen mit den Schriften Kojiki und Nihonshoki Sammlungen von Mythen, die zwar keine sakrale Bedeutung besaßen, aber doch die Fortexistenz der shintoistischen Tradition unterstützten. Erst nach der Meiji-Restauration 1868 wurden sie im Rahmen des Staats-Shintō kanonisiert.

### Fehlende Stifter
Als weiteres Merkmal führt Hans-Jürgen Greschat das Fehlen von Religionsstiftern an. Unabhängig davon, ob die jeweiligen Weltentstehungsmythen einen Schöpfer enthalten oder nicht, beginnt die Geschichte aller ethnischer Religionen mit der Urzeit, in der die kosmische Ordnung entstand. Stifterpersönlichkeiten wie Moses, Jesus, Mohammed oder Buddha kommen offenbar nur auf, wenn diese ursprüngliche Balance durch einen verstärkten Wandel in sich „aufheizenden Kulturen“ zu wanken beginnt. Die Rituale der ethnischen Religionen orientieren sich dementsprechend nicht am Leben eines Stifters, sondern meist am natürlichen Jahreskreislauf und am Mondkalender.

### Fehlender missionarischer Auftrag
Im Gegensatz zu den missionierenden Universalreligionen kennen weder die großen Volksreligionen (Hinduismus, Daoismus, Jüdische Religion) noch die kleinen „Stammesreligionen“ einen (göttlichen) Auftrag zur Bekehrung Andersgläubiger. Mit der Geburt wird man in die Religion „hineingeboren“ und die jeweiligen religiösen Vorstellungen werden fast überall nur auf das eigene Volk bzw. die Kulturgruppe bezogen und nicht auf andere übertragen. Mission ist somit ein fremder Gedanke.
Diese Einstellung begünstigt allerdings häufig den Einfluss von Weltreligionen, da fremde Glaubenssätze in der Regel respektiert und nicht als „Irr“- oder „Aberglaube“ aufgefasst werden.

### Weitere mögliche Merkmale zur Abgrenzung

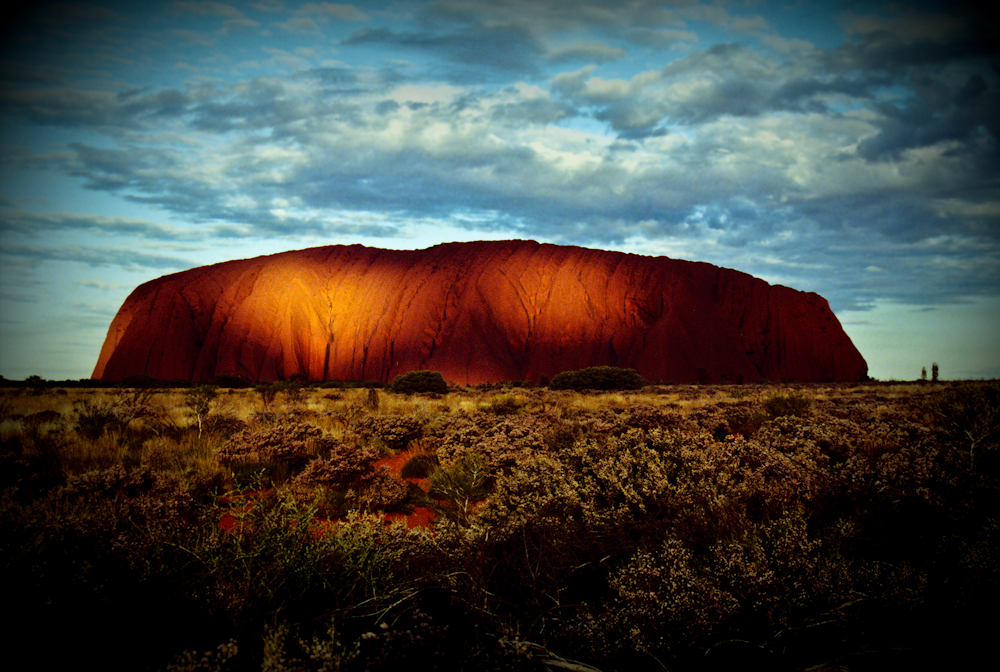
Heilige Berge (hier der Uluru in Australien), heilige Bäume, heilige Felsen, heilige Wasserfälle: „Begreifbare“ Objekte der Anbetung angesichts der Ergriffenheit vor diesen Naturwundern und der Unbegreiflichkeit des Daseins

Funktionalistisch argumentierende Ethnologen wie Clifford Geertz betonen, dass ethnische Religionen vielfältige Funktionen erfüllen können und dafür völlig unterschiedliche symbolische Formen und Rituale entwickeln. Die lokalen Kulte unterliegen (wie schon die Stammesreligion der alten Griechen auf dem Weg zum olympischen Götterhimmel) oft einer funktionalen Differenzierung durch Hervorbringung immer neuer immanenter und transzendenter Wesenheiten. Diese helfen die Vorstellungen des Menschen vom Dasein und der Welt zu ordnen; sie motivieren die Menschen und unterstützen sie beim Versuch der Bearbeitung der Natur; sie integrieren die Gesellschaft und grenzen sie nach außen ab; aber mit zunehmender sozialer Differenzierung der Gesellschaft (im Übergangsbereich zur verschriftlichten „Hochreligion“) können sie auch der Herrschaftslegitimation dienen.
Die folgenden Kennzeichen stehen in der Diskussion und werden nicht von allen Fachleuten als Abgrenzungsmerkmale anerkannt. Sie werden etwa als zu stark verallgemeinert aufgefasst, als übertrieben hervorgehobene Facetten kritisiert oder sind ungeeignet, weil sie auch in nicht-ethnischen Religionen vorkommen.

#### Spiritueller Bezug zur Natur
Die Glaubensinhalte der meisten ethnischen Religionen werden durch zahlreiche Aspekte der natürlichen Umwelt symbolisiert, da das „Ziel“ dieser sogenannten „Naturreligionen“ auch die unmittelbare, positive Beeinflussung der natürlichen Bedingungen ist. Das schließt nicht aus, dass gleichzeitig im heutigen Sinne „rationale“ Formen der Naturbeeinflussung angewandt werden; beide Formen sind äquivalent und werden nicht unterschieden. Das religiöse Repertoire spiegelt daher den unmittelbaren Lebensraum des Menschen sowie die wirtschaftlichen und sozialen Verhältnisse seiner Anhänger wider und ist in diesem Zusammenhang eine „optimale Religionsform“. Dieses Abgrenzungsmerkmal äußert etwa Josef Franz Thiel in der Theologischen Realenzyklopädie. Jahrtausendelang war der Glaube ein wesentlicher Faktor für die gemeinsame kulturelle Identität eines jeden Volkes.
Alle sogenannten schriftlosen Kulturen betrieben ursprünglich traditionelle Subsistenzformen – wie Jagen, Fischen, Sammeln, Garten- oder Feldbau –, die eine direkte Auseinandersetzung mit der natürlichen Umwelt und eine energieeffiziente und nachhaltige Anpassung erfordern, um gut und dauerhaft davon leben zu können. Daher spielte die Bewahrung der Balance zwischen Mensch und Natur eine existentielle Rolle. Dies führte im Laufe der Geschichte zu einem detaillierten traditionellen Wissen über die natürliche Ordnung und die „Rhythmen“ ihrer wiederkehrenden Abläufe sowie zu einem ständigen Abgleich zwischen dem Handeln und seinen Folgen: Die Natur bestimmte den „Takt“ des Lebens und die Religion diente zur Bewahrung der Balance, indem sie den Menschen
- ein umfassendes, zur Lebensweise passendes, ganzheitlich verknüpftes Erklärungsmodell und
- einen Wertekanon als ethisch-moralischen Handlungsrahmen boten.

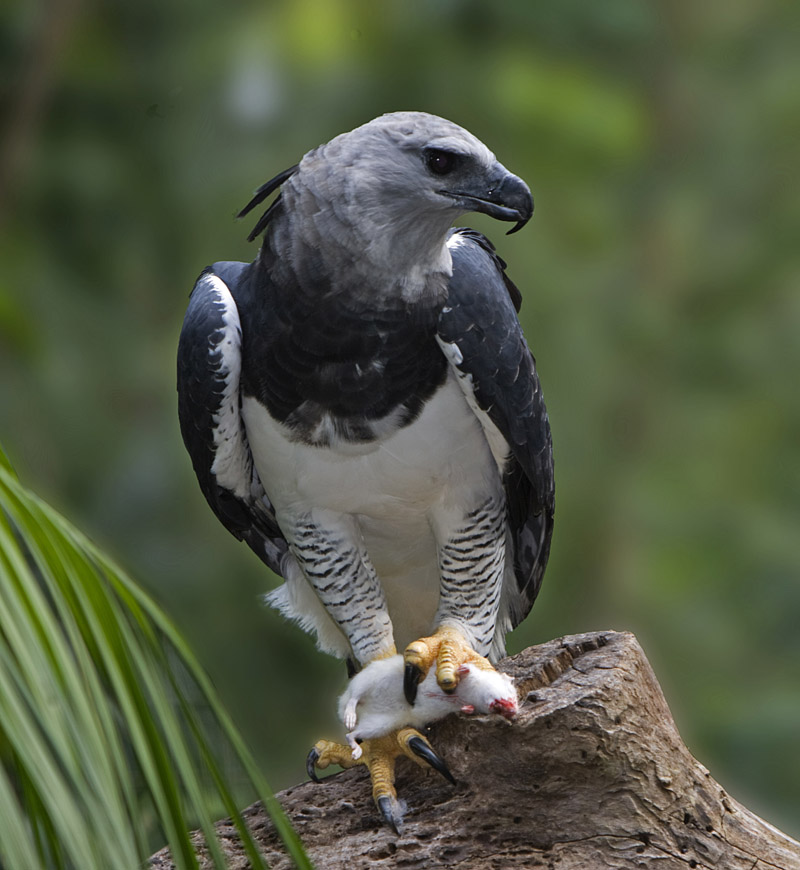
Die Harpyie ist für die Awá Brasiliens tabu

Dieser Handlungsrahmen bestand zum einen aus der Heiligung von Naturerscheinungen – wie z. B. heilige Berge, Felsen, Wasserfälle, Quellen, Haine; Regen, Wind, Sonne, Mond; bestimmte Tiere oder Pflanzen – die entweder besonders mächtig erschienen (Wal, Elefant, Bär, Bäume u. Ä.) oder die für das Überleben existentiell waren (Bison, Lachs, Yams, Mais u. Ä.), sowie besonderen Naturprinzipien (Sexualität, Jahreszeiten). Solche Objekte der Anbetung wurden personifiziert oder beseelt, indem ihnen eine menschenähnliche Seele, ein innewohnender Geist, eine übernatürliche Lebenskraft u. Ä. zugeschrieben wurden. Da sich dieser sogenannte Animismus in unterschiedlich starker Ausprägung und auf jeweils andere Objekte gerichtet in allen ethnischen Religionen findet, wird der Begriff Animismus ebenfalls umgangssprachlich und in der Theologie als Synonym für ethnische Religionen verwendet. Er hat jedoch einen pejorativen Anklang und kann wegen seines Bezugs zur überholten Animismustheorie als Relikt evolutionistischer Sichtweisen aufgefasst werden.
Der zweite Aspekt des moralischen Handlungsrahmens bestand in diversen sakral begründeten Tabus und rituellen Vorschriften zum Umgang mit der Umwelt. Sie sollten in erster Linie der Erhaltung der überlebenswichtigen Ressourcen dienen. Die Einhaltung solcher Normen führt automatisch zu einem wirksamen Naturschutz, der jedoch nicht als „altruistischer Ökozentrismus“ missverstanden werden darf, denn häufig dienen religiöse Kulte wie Jagdzauber oder Fruchtbarkeitsriten durchaus auch dazu, Macht über die nichtmenschliche Welt zu gewinnen. Entscheidend ist der Grad der Frömmigkeit der Beteiligten – sprich: ihre Motivation zur Einhaltung der Normen –, die allerdings bei intakten lokalen Gemeinschaften als sehr hoch eingestuft werden kann.
Die ursprünglich animistische Vorstellung der Allbeseeltheit der Natur wurde zum Teil auch auf die Objektwelt insgesamt übertragen. Die auch vom Shintoismus aufgenommene Idee der Belebtheit der Objektwelt ist z. B. noch im japanischen Volksglauben zu finden, wonach Gebrauchs- und Alltagsgegenstände und vor allem weggeworfene Dinge zum Leben erwachen und dann als Tsukumogami mehr oder weniger harmlose Verwirrung anrichten können. Dieser Glauben hat in einer ressourcenarmen Ökonomie wie der Japans eine evidente ökologische Funktion; zugleich hat er japanische Techniker zu kulturspezifischen Entwicklungen animiert (Tamagotchi, Pflege- und Unterhaltungsroboter) und zu deren gesellschaftlicher Akzeptanz geführt.

#### Wandelbare und gegenwärtige Geister und Götter

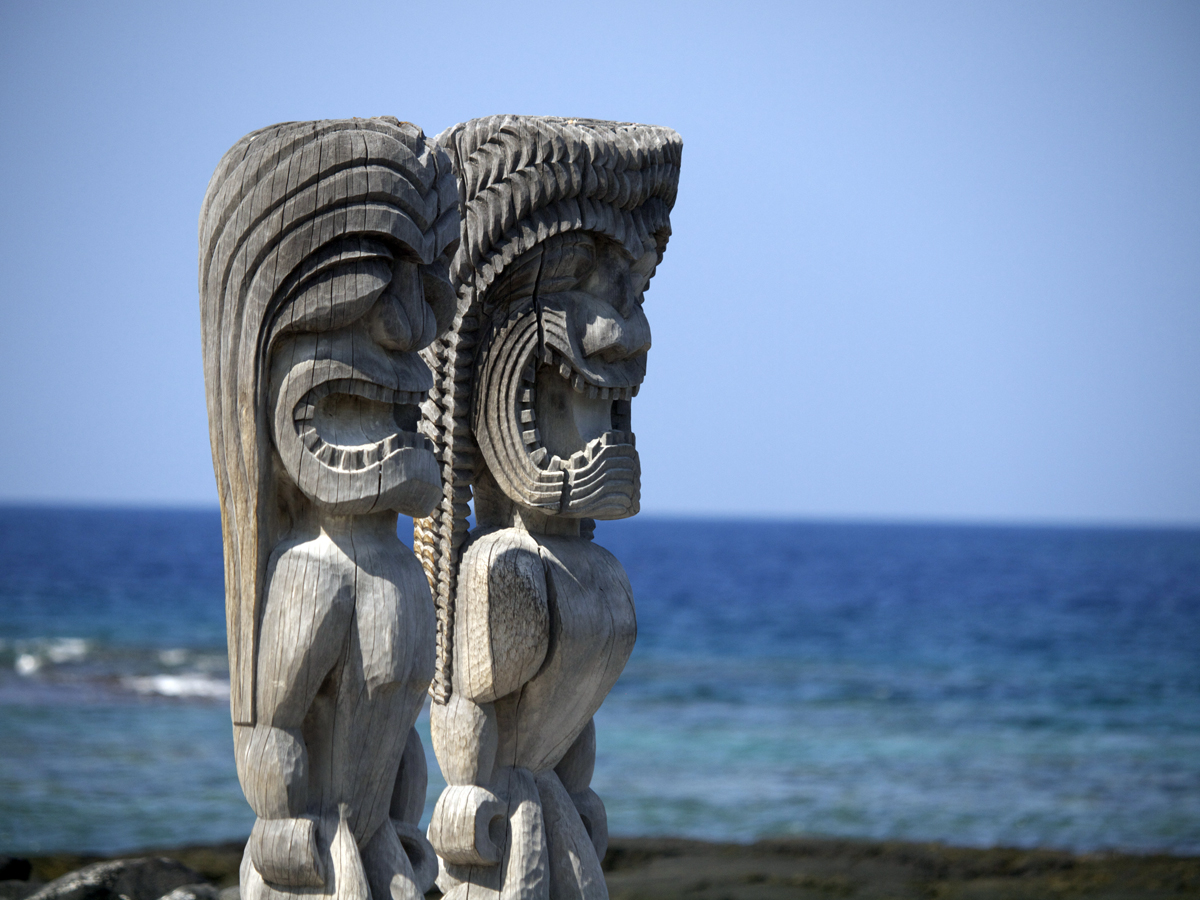
Menschliche Kulturen haben eine enorme Vielfalt an Göttern und Geistern hervorgebracht
(Götterbilder auf Hawaii markieren heilige Orte)

Animismus (Allbeseeltheit) und Polytheismus (Vielgötterei) galten lange Zeit als das Abgrenzungsmerkmal der als „primitiv“ bewerteten Glaubenssysteme. Heute wird jedoch nicht mehr ignoriert, dass auch in den Weltreligionen diverse animistische und polytheistische Elemente aufzufinden sind. Aufgrund der abwertenden Konnotation, die seither mit den beiden Begrifflichkeiten verbunden ist, werden sie nur noch selten als grundsätzliche Kennzeichen der schriftlosen Religionen genannt. Der Ethnologe Klaus E. Müller hingegen hält die speziellen Formen ethnischer Geister- und Götterwelten nach wie vor für eindeutige Abgrenzungsmerkmale.
Alle ethnischen Religionen kennen ein mannigfaltiges „Jenseits im Diesseits“, in dem diverse Götter, Urahnen, Freiseelen, Tier- oder Pflanzengeister, numinöse Kräfte, Dämonen u. v. m. vorkommen, die in allen möglichen Naturerscheinungen wohnen und für alles bedeutsame Geschehen verantwortlich sind. Ihre jeweilige Bedeutung lässt sich allerdings nicht klassifizieren. Dennoch können einige gemeinsame Kennzeichen formuliert werden:
- In den monotheistischen Systemen gilt der eine Gott als Schöpfer der Welt. Er beherrscht und durchdringt sie, steht aber erhaben über ihr und wird kultisch verehrt. In den ethnischen Religionen ist oft ebenfalls ein sogenannter „Hochgottglaube“ vorhanden. Als Sitz des höchsten Wesens wird meist der Himmel angenommen; doch greift dieses höchste transzendente Wesen nicht dauernd in das Geschehen auf der Erde ein und ist im Alltag kaum kultisch verankert. Hier wirken stattdessen verschiedene Geistwesen oder Kräfte, mit denen die Menschen täglich kommunizieren und die sie verehren, aber oft auch fürchten. In polytheistischen Religionen, in denen die Naturkräfte stärker personalisiert sind, haben die Götter übermenschliche, aber spezialisierte Fähigkeiten. Sie sind zumeist nicht allmächtig oder allgegenwärtig und auch nicht unsterblich oder ewig.
- Findet sich die Vorstellung von einem Schöpfergott, spielt er meist nur eine Rolle in den Mythen, da er sich nach der Erschaffung der Welt zurückzog und keinen direkten Einfluss mehr auf die Gegenwart hat.[42] Er wird nicht regelmäßig verehrt, sondern oft nur in Notsituationen angerufen. Ihm sind auch keine Heiligtümer geweiht. Solange die Welt ihren Gang geht, scheint sein Eingreifen nicht notwendig. Dennoch kann man wohl nicht – wie dies Mircea Eliade tut – von einem Deus otiosus sprechen, da das höchste Wesen aus Gründen des Respekts nicht direkt und offen angesprochen wird; doch ist es mental stets präsent.[43]

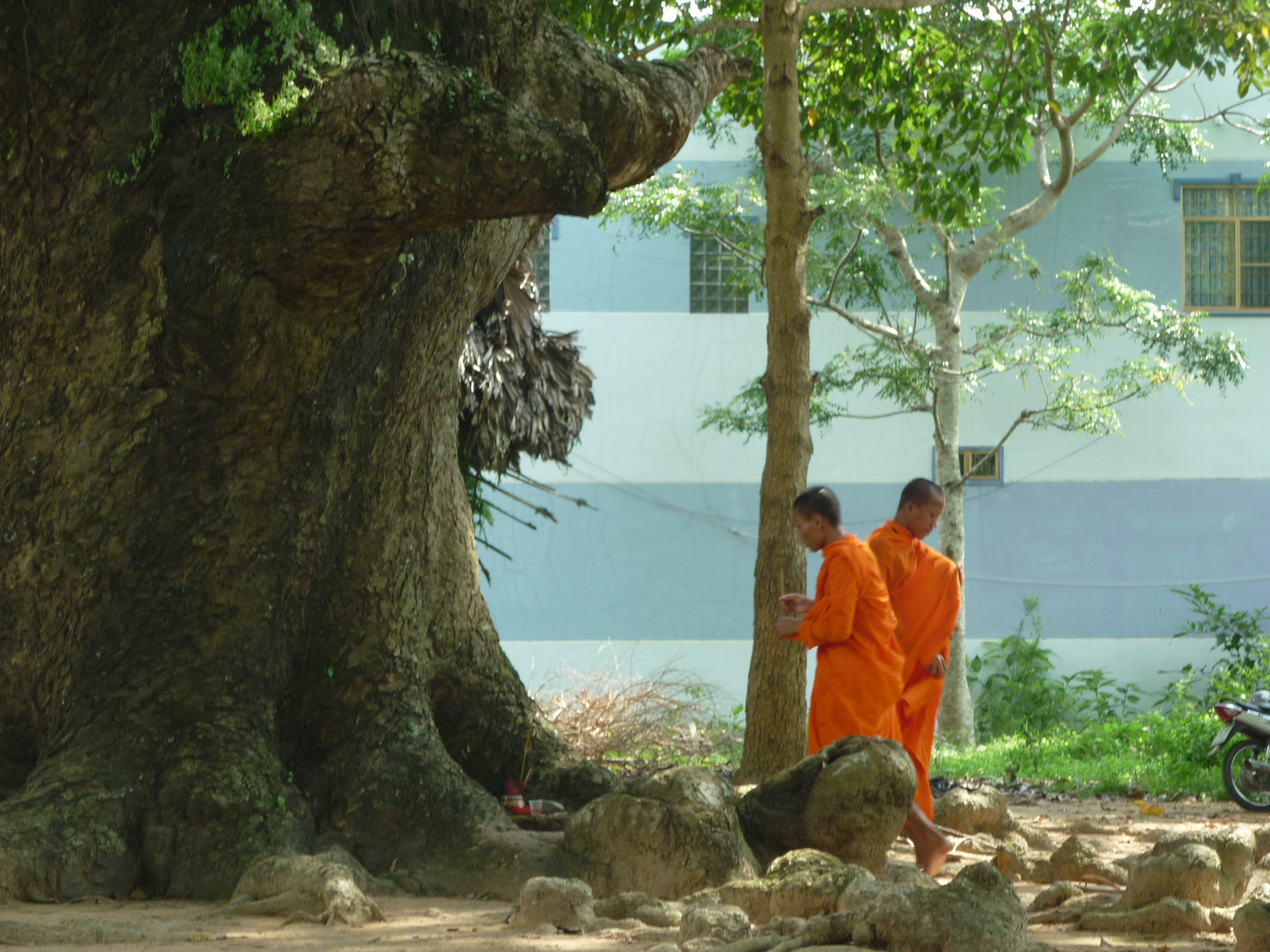
Nicht nur in den „Naturreligionen“ gelten uralte Bäume als heilige, beseelte Wesen oder Sitz von Geistern (buddhistische Mönche an einem heiligen Baum in Vietnam)

- Auch wenn einige henotheistische (ein Hauptgott, Verehrung mehrerer Götter) oder monolatrische Religionen (ein Hauptgott ohne Verehrung anderer Götter) geschichteter Gesellschaften auch Hochgötter kennen, die Einfluss auf das menschliche Leben haben, angebetet werden und zum Teil auch allmächtig und allgegenwärtig sind, ist ein Monotheismus im strengen Sinne in keiner lokalen Religion zu finden.[25]
- Im Gegensatz zu den kanonischen Weltreligionen, in denen die transzendenten Wesen klar definierte Eigenschaften und Aufgaben haben, sind sie in den ethnischen Religionen äußerst unklar und wandelbar. So sind die Grenzen zwischen Göttern, Geistern und Ahnen nicht immer genau festzulegen. Das Göttliche kann in zahlreichen separaten Entitäten oder Wesen wohnen und verschiedene Formen annehmen.[44]
- Das höchste Wesen ist meist eine „stammesbezogene“ Gottheit oder spirituelle Kraft, kein universeller „Weltherrscher“. Überwiegend ist es typisch für die jeweilige Wirtschaftsform (Jäger → Herr der Tiere; Ackerbauern → weibliche Erdgottheiten; Hirten → Himmelsgott). Dieses höchste Wesen und viele andere, die alle eng mit der natürlichen Umwelt verbunden sind, müssen mit Hilfe verschiedener Riten und Rituale besänftigt werden, um dem Menschen positive Lebensbedingungen zu bescheren.[40] Doch in vielen Jäger- und Sammlergesellschaften existiert keine Vorstellung von einem personifizierten höchsten Wesen. Stattdessen wird die gesamte Natur in dieser prädeistischen Vorstellungswelt als von einem Wind oder Hauch oder einer Gemeinschaftsseele durchdrungen gedacht. Diese belebt alle Dinge und sakralisiert sie; eine besondere Götterverehrung oder elaborierte Jenseitsvorstellungen gibt es nicht.
- Viele Kulturen weltweit kennen göttliche bzw. übernatürliche Kräfte, die in den Weltreligionen unbekannt sind[41] (z. B. Ozeanien: Mana, Algonkin: Manitu, Irokesen: Orenda, Sioux: Wakan, Nuba: Masala, Ainu: Kamuy). Ähnlich wie das Phänomen des Animismus wurden diese Kräfte früher fälschlich für universelle Ideen gehalten (wie etwa beim Animatismus-Konzept von Robert Ranulph Marett).
- Eine wichtige Rolle spielen oft die „Kulturheroen“. Das sind „Urheberwesen“ aus der Urzeit, von denen häufig sowohl wichtige Kulturelemente als auch die Institutionen und die Menschen selbst abstammen. So stahl z. B. Māui, der von den Māori verehrt wird, den Göttern das Feuer. Einige dieser Heroen sind doppelgesichtige Figuren, die unvermittelt auch als böswillige Nepper, Schwindler oder Scharlatane auftreten. In diesem Fall werden sie als Trickster bezeichnet. Sie sollen dem Menschen verdeutlichen, dass seine selbst geschaffene Ordnung jederzeit wieder in Chaos umschlagen kann, wenn er nicht vorsichtig ist.[45]

#### Fehlende religiöse Organisationen

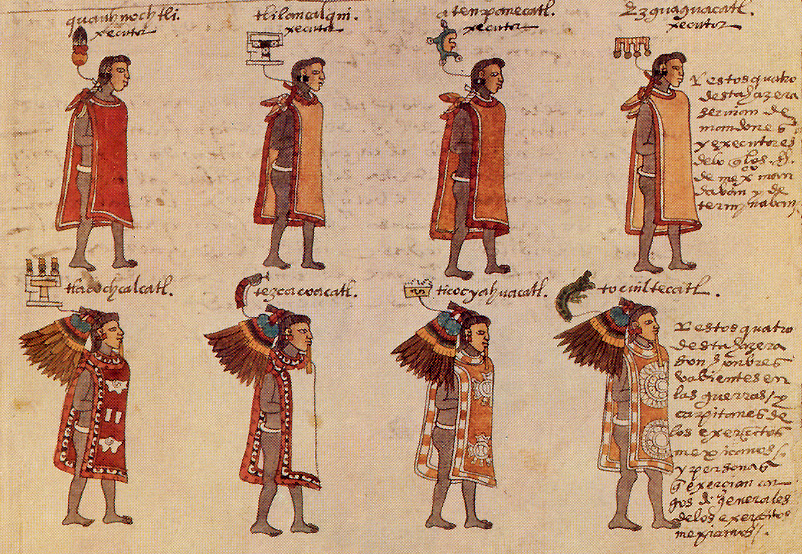
Nur in den Religionen komplexer Gesellschaften wie beispielsweise der Azteken (Bild: aztekische Priesterklassen) gab oder gibt es Vollzeitspezialisten der Religion. Von einer eigenständigen Organisation – einer „Kirche“ – kann jedoch dabei nicht gesprochen werden.

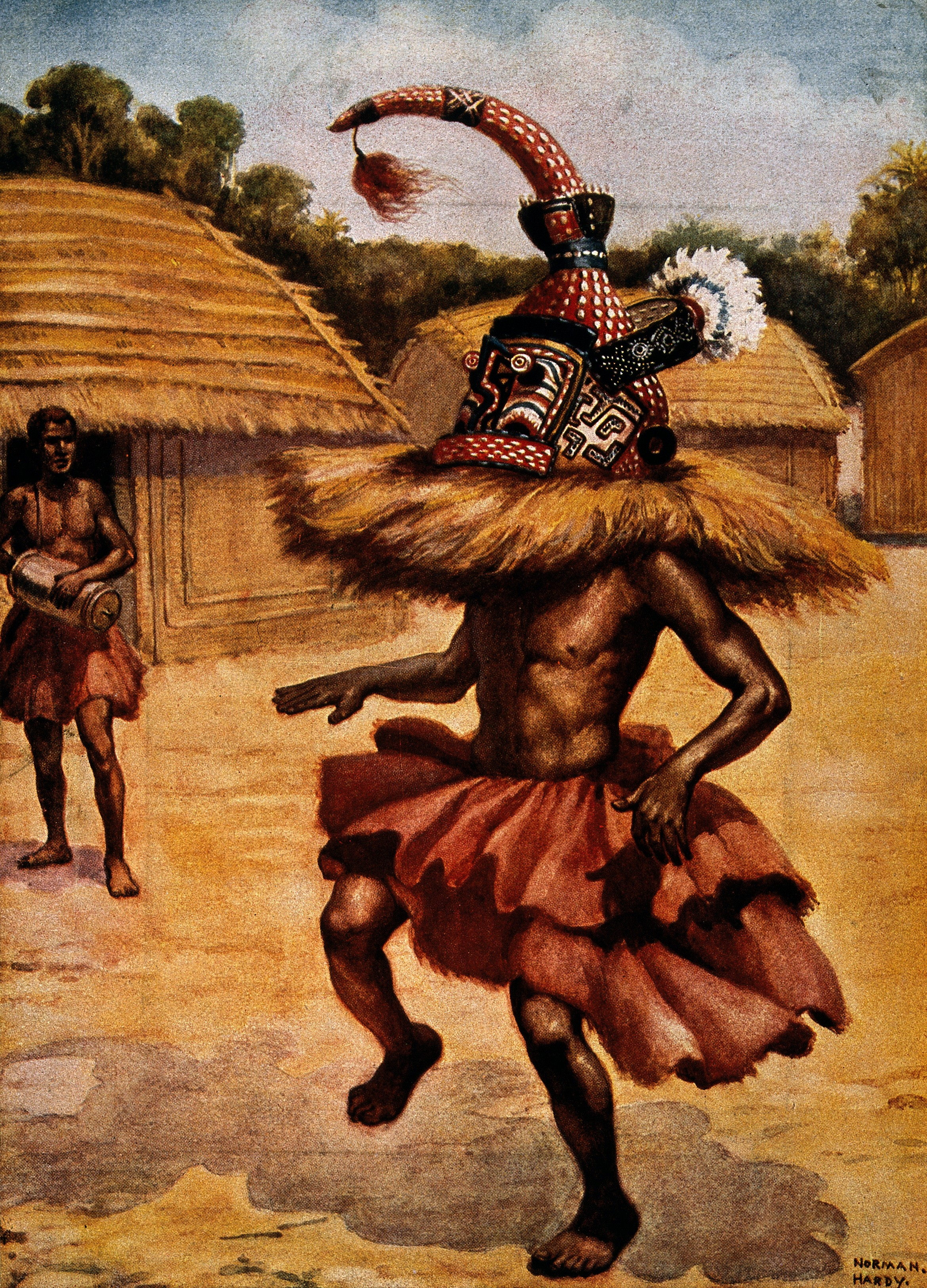
Medizinmann vom unteren Kongo. Die meisten heiligen Leute „naturreligiöser“ Gemeinschaften sind Teilzeitspezialisten

Die Trennung von Religiösem und Profanem, Heiligem und Alltäglichem ist bei nicht missionierten, traditionell subsistenzwirtschaftlich lebenden Ethnien wesentlich unschärfer als in anderen Zivilisationen. Selbst in den seltenen Fällen, in denen ethnische Religionen einen strengen Dualismus von Diesseits und Jenseits ähnlich wie im Christentum, durchdringen religiöse Assoziationen jegliches Handeln: „Das Leben ist Religion“ und wird nicht vom Jenseitsglauben dominiert.
Diese unscharfe Trennung zwischen Sakral- und Alltagssphäre liegt unter anderem daran, dass es in den traditionellen Religionen nur sehr selten und in begrenztem Umfang religiöse Organisationen gibt. Demnach existiert auch kein geistlicher Berufsstand. Beamtete Priester kommen erst in komplexeren vorstaatlichen Gesellschaften vor. Hier sind es häufig Clan-Älteste, die auch Priesterfunktionen ausüben. Regelrechte „ethnische Kirchen“ sind unbekannt, und auch die Existenz von diversen Geheimbünden bei indigenen Völkern, z. B. bei einigen Bantu-Stämmen, die meist mit dem Ahnenkult zu tun haben, rechtfertigt nicht eine Ausgrenzung aus der Gruppe der ethnischen Religionen.

#### Wandlungsfähigkeit

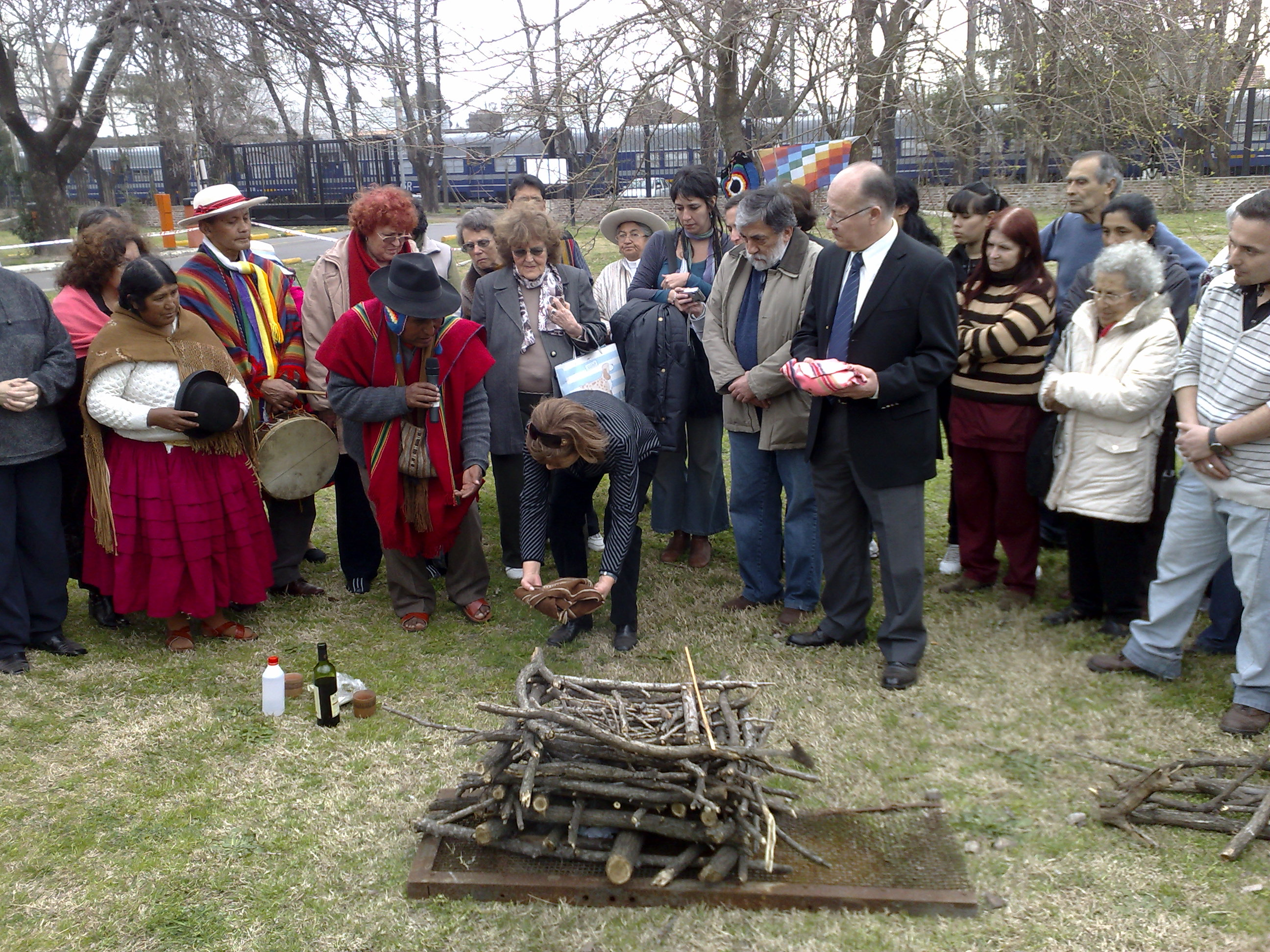
Zeremonie der argentinischen Mapuche und Tehuelche zu Ehren von Pachamama, der Mutter Erde – ursprünglich einer Gottheit der Inka, die zudem im Laufe der Zeit mit dem christlichen Marienkult vermischt wurde

Während die Universalreligionen großen Wert auf die Unveränderlichkeit ihrer Lehren (→ Orthodoxie) legen, könnte man auch die Unkonventionalität und Wandlungsfähigkeit der mündlich überlieferten Weltanschauungen, die keine festen Dogmen kennen und veränderten Lebensumständen flexibel angepasst werden (etwa nach Ina Wunn), als Unterscheidungskriterium betrachten. Dies wird beispielsweise bei der Entwicklung der Religion der Ainu sichtbar. Diese Tatsache wird besonders deutlich, wenn man die schnelle und vielfältige Bildung synkretistischer Mischformen mit den Glaubenssätzen dominanter Mehrheitsgesellschaften betrachtet: Nahezu überall auf der Welt integrierten traditionelle Gesellschaften passende Elemente aus den missionierenden Weltreligionen problemlos in ihren eigenen Glaubenssysteme, statt sich tatsächlich bekehren zu lassen, wie es sich die Missionare gewünscht hätten (Beispiele sind etwa afrobrasilianische Religionen oder die Native American Church).

#### Zyklische Zeitauffassung mit Gegenwartsbezug
Der indianische Politikwissenschaftler Vine Deloria junior hält hingegen die weitgehende „Zeitlosigkeit“ der ethnischen Religionen für das entscheidende Trennungskriterium: So spielt Zeit vorwiegend im Sinne immer wiederkehrender Jahreszyklen eine Rolle, die „Urzeit“ ist zumeist vage und ohne Chronologie; Ahnen und Kulturheroen werden vergegenwärtigt; göttliche Bestrafungen erfolgen unmittelbar und nicht erst beim „jüngsten Gericht“ in einer unbestimmten Zukunft; und Orte sind aufgrund ihrer natürlichen Beschaffenheit heilig und nicht durch einen Bezug zu bestimmten historischen Ereignissen.
Greschat formulierte für die Theologische Realenzyklopädie: „Diese Aufgabe [Heil für die Gemeinschaft zu erwirken] wird als Verantwortung für den Fortbestand der urzeitlich geordneten Welt akzeptiert und lenkt die religiöse Aufmerksamkeit notwendigerweise auf die Gegenwart.“ Auch er führte dieses Zeitverständnis als Abgrenzungskriterium auf.

#### Versöhnungsreligionen versus Erlösungsreligionen

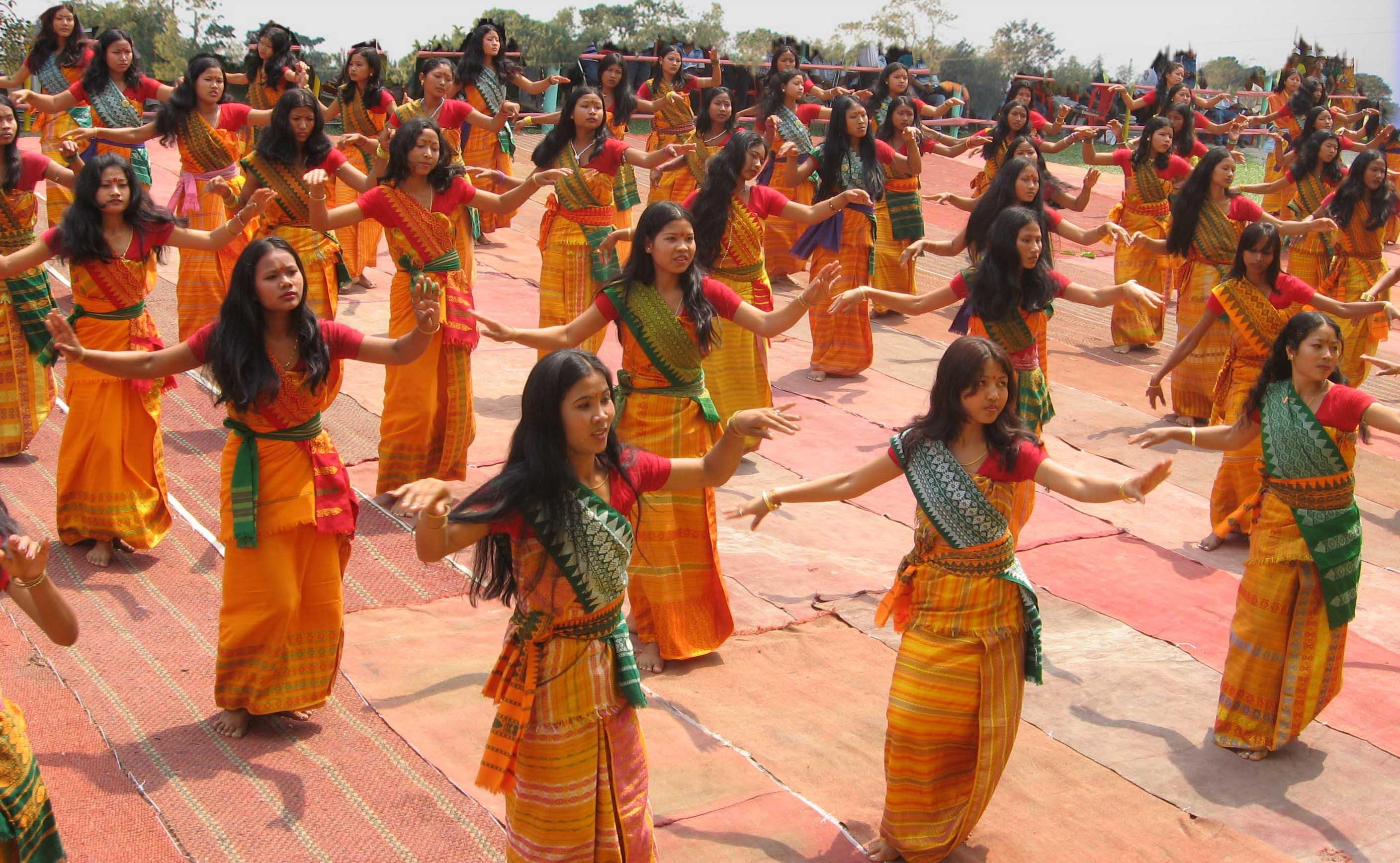
Nach Sundermeier und Zilleßen sind alle ethnischen Religionen Versöhnungsreligionen, deren höchstes Ziel die Harmonie der Gemeinschaft ist (Bagurumba-Zeremonie des Bodo-Volkes aus Assam)

Der evangelische Theologe Theo Sundermeier hält die ethnischen Religionen für einen grundlegend anderen Typus als die Weltreligionen. Nach seiner Auffassung liegt der wesentliche Unterschied in der Ausrichtung: Das höchste Ziel der großen Glaubenssysteme – nach Sundermeier der sogenannten „Erlösungsreligionen“ – sei die individuelle Erlösung vom Bösen oder vom Leid des Daseins in einer zukünftigen, unsterblich-transzendenten Realität. Die ethnischen „Versöhnungsreligionen“ würden hingegen an erster Stelle versuchen, Frieden, Harmonie und die gegenwärtige Einheit der Gemeinschaft und der Welt zu erhalten und zu erneuern; sprich: die soziale, ökonomische und ökologische Realität im Diesseits zu stabilisieren und vor Schäden zu bewahren. Das Wohl des Einzelnen sei auf Gedeih und Verderb mit dem Wohl des Nächsten und der Gemeinschaft verbunden. In diesem altruistischen Gemeinwohl selbst läge der tiefere Sinn des „naturvölkischen“ Lebens – und nicht in der Vergeltung guter Taten durch höhere Mächte in einem späteren Leben. Das Jenseits müsse dem Menschen zu Lebzeiten dienen, es verspräche weder Lebenssinn noch Erlösung oder Erleuchtung. Gedanken an die Zeit nach dem Tod seien dort nicht auf die eigene Weiterexistenz gerichtet, sondern auf die Lebenszeit der nachfolgenden Generationen. In ähnlicher Weise äußert sich der Theologe Dietrich Zilleßen.
Sundermeier ordnet neben allen buchlosen lokalen Religionen auch die historischen Religionen der alten Ägypter, Griechen, Römer, Kelten und Germanen, die fernöstlichen Religionen des Daoismus, den chinesischen Volksglauben sowie einige der hinduistisch- oder buddhistisch-synkretistischen „Mischreligionen“ Indiens und Südostasiens sowie schließlich die Jüdische Religion den Versöhnungsreligionen zu. Das Christentum sieht er zweigeteilt: Je nach lokaler Konfession sei es mehr Versöhnungsreligion (etwa die südamerikanische Befreiungstheologie oder die afroamerikanischen Glaubensgemeinschaften Nordamerikas) als Erlösungsreligion.

### Mögliche Zuordnungsprobleme

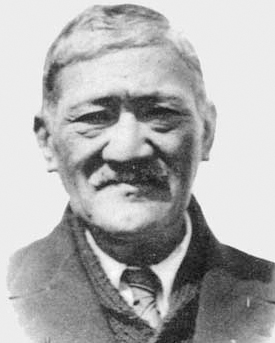
Tahupōtiki Wiremu Rātana stiftete die Rātana-Kirche der Māori. Durch das Vorhandensein eines Stifters ist sie jedoch keine ethnische Religion.

Es gibt einige Religionen, deren Zuordnung zu den ethnischen Religionen problematisch ist:
- Die „synkretistischen Neureligionen“,[52] die – vor allem im Zuge der Unterdrückung lokaler Religionen – durch den Einfluss fremder Kulturen als „Krisenreaktion“ entstanden, sind zumeist auch auf bestimmte indigene Völker beschränkt und basieren zum großen Teil auf mündlicher Überlieferung. Allerdings berufen sie sich häufig auf die Bibel oder andere heilige Texte und haben fast immer einen Stifter (beispielsweise die Rātana-Kirche der Māori durch Tahupōtiki Wiremu Rātana, die Geistertanzbewegung der Prärie-Indianer durch Wodziwob, der Peyotismus in Nordamerika durch Quanah Parker oder – mit Einschränkungen – der Laestadianismus bei den Sámi durch Lars Levi Laestadius); und die Vorstellungen von der transzendenten Welt sind immer mehr oder weniger von einer Offenbarungsreligion beeinflusst. Eine Zuordnung zu den traditionell ethnischen Religionen ist im hier verwendeten Sinne daher nicht gegeben.
- Das Jesidentum wird von Ina Wunn ethnisch genannt.[53] Es hat zwar animistisch-ethnische Elemente, ist prinzipiell jedoch ein monotheistischer Glaube und kennt einen Stifter, so dass diese Zuordnung im ansonsten im Fachdiskurs häufig verwendeten Sinne nicht korrekt ist.
- Die traditionelle tibetische Religion Bön kennt heilige Schriften, einen Stifter und hat vieles mit dem Buddhismus gemeinsam. Dennoch hat zumindest die Form des alten Bön klar animistische Züge.
- Der japanische Shintoismus erfüllt alle Kriterien für ethnische Religionen, bis auf die Tatsache, dass es zwei heilige Texte gibt.

## Weitgehende Gemeinsamkeiten
„Wir [die Ureinwohner] bezeichnen uns selbst weniger als Naturschützer denn als Menschen, die mit den Werten der Selbsterhaltung geboren sind. Wir registrieren die Warnsignale, die die Natur aussendet, Zeichen wie Klimaveränderung, Geschmack des Wassers und die traurigen Lieder der Vögel.“

Neben den Abgrenzungsmerkmalen, die ausschließlich ethnische Religionen kennzeichnen, gibt es noch einige weitere Gemeinsamkeiten, die von verschiedenen Autoren formuliert wurden. Sie sind nicht nur auf ethnische Religionen beschränkt und dienen daher nicht als Abgrenzungsmerkmale. Zudem finden sich relativ viele Ausnahmen. Das Hauptproblem ist eine Folge der enormen Vielfalt solcher Phänomene, so dass jede modellhafte Reduzierung zwangsläufig leicht kritisiert werden kann. In den Massenmedien wird nicht selten der Eindruck geweckt, die größte Gemeinsamkeit im Denken der Ethnien, die nur eng begrenzte Ökosysteme nutzen sei ein spirituell begründeter Naturschutz. Obgleich die Erhaltung der Lebensgrundlagen bei den Gemeinsamkeiten eine zentrale Rolle spielt, ist dies eine stereotype Vereinfachung, die der Realität nicht gerecht wird, wie auch das einleitende Zitat belegt.
Bei einer differenzierten Betrachtung werden fünf solcher Gemeinsamkeiten in der Literatur relativ häufig formuliert:
- Emotionale Verwandtschaft mit der Welt
- Allgegenwärtige Spiritualität
- Individuelle Verantwortlichkeit
- Ritualisierte Kreisläufe
- Mythen und Kulte zur Deutung und Harmonisierung des Umweltbezugs

Diese Kennzeichen gelten zwar weitestgehend für alle lokalen Religionen, allerdings in sehr unterschiedlichen Ausprägungen.

### Emotionale Verwandtschaft mit der Welt

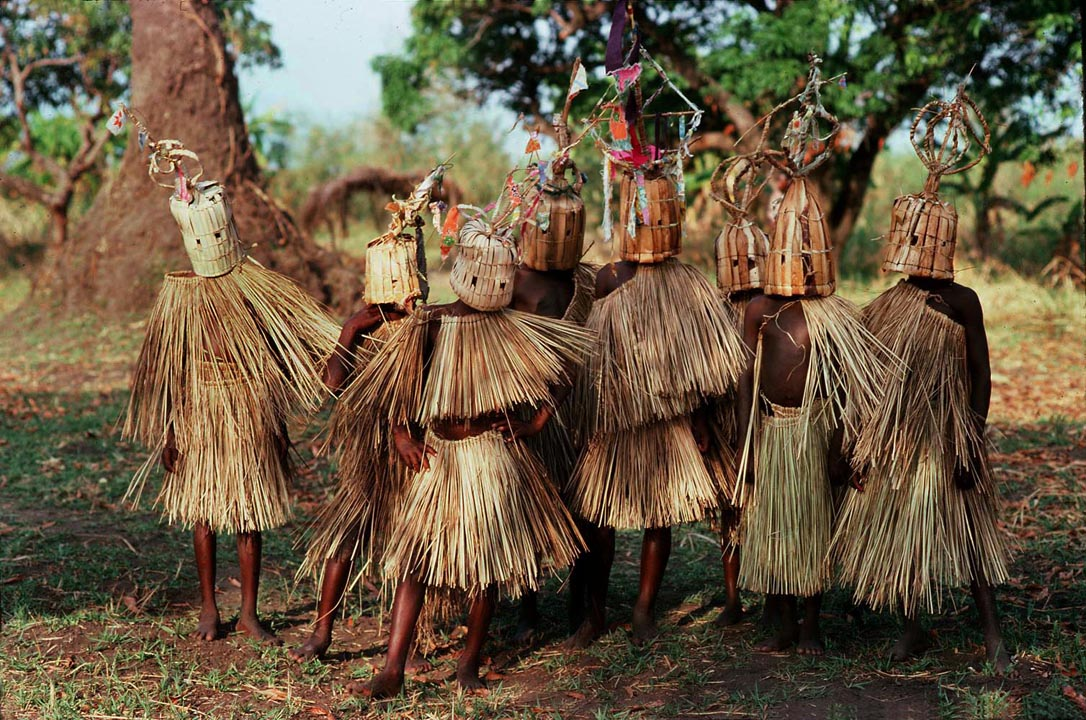
Wer in die „Haut“ der Geister schlüpft und sich in kollektiver Weise intensiv in ihr geheimnisvolles Treiben versetzt, der wird zeitweilig selbst zum Geist und stellt so eine Verbindung zum Jenseits (Initiation der Jungen bei den Wayao in Malawi)

„Der erste Friede, der wichtigste, ist jener, der in die Seelen der Menschen einzieht, wenn sie ihre Verwandtschaft, ihr Einssein mit dem Weltall und allen seinen Mächten gewahren und inne werden, daß im Mittelpunkt des Weltalls Wakan-Tanka wohnt und diese Mitte tatsächlich überall ist; sie ist in jedem von uns. […]“

Über die Verehrung bestimmter Naturobjekte oder -phänomene hinaus besteht bei praktisch allen (vormals) traditionellen Gesellschaften eine enge spirituelle und emotional-verwandtschaftliche Bindung an ihren Lebensraum – „ihr“ Land –, die einen unmittelbaren Zugang zum Religiösen vermittelt, der den Menschen der Industrienationen häufig unverständlich ist.
Die älteste Form der politisch-sozialen Organisation ist die herrschaftsfreie Akephalie, eine egalitäre Konsensdemokratie, die wiederum aus den engen verwandtschaftlichen Beziehungen früher Wildbeuter-Gruppen entstanden ist. Daraus resultiert die große Wertschätzung, die Verwandtschaftsverpflichtungen (biologisch, ehelich oder mythisch) und ihrer Erfüllung entgegengebracht wird. Der animistische Glaube an die Beseeltheit der Naturerscheinungen, die Allgegenwart komplexer ökologischer Verflechtungen und totemistisch oder spirituell begründete Verwandtschaften zu anderen Lebewesen wie etwa die Vorstellung eines Alter Ego dehnen das „familiäre Denken“ auf große Bereiche der Umwelt aus. In sogenannten „Naturreligionen“ hält sich der Mensch nicht für die Krone der Schöpfung; dort versteht er sich eher als „Bruder unter Geschwistern“. Aby Warburg spricht in diesem Sinne in seiner Studie über den Schlangenkult der Pueblo-Indianer vom Totemismus als einer „Form des Darwinismus durch mythische Wahlverwandtschaft“, die blutige Tieropfer unnötig macht und die Form einer Interaktion zwischen Mensch und Tier annimmt. Es handelt sich um eine mythologisch-psychologische Verwandtschaftsbeziehung als Vorstufe zur rationalen Welterklärung.

### Allgegenwärtige Spiritualität

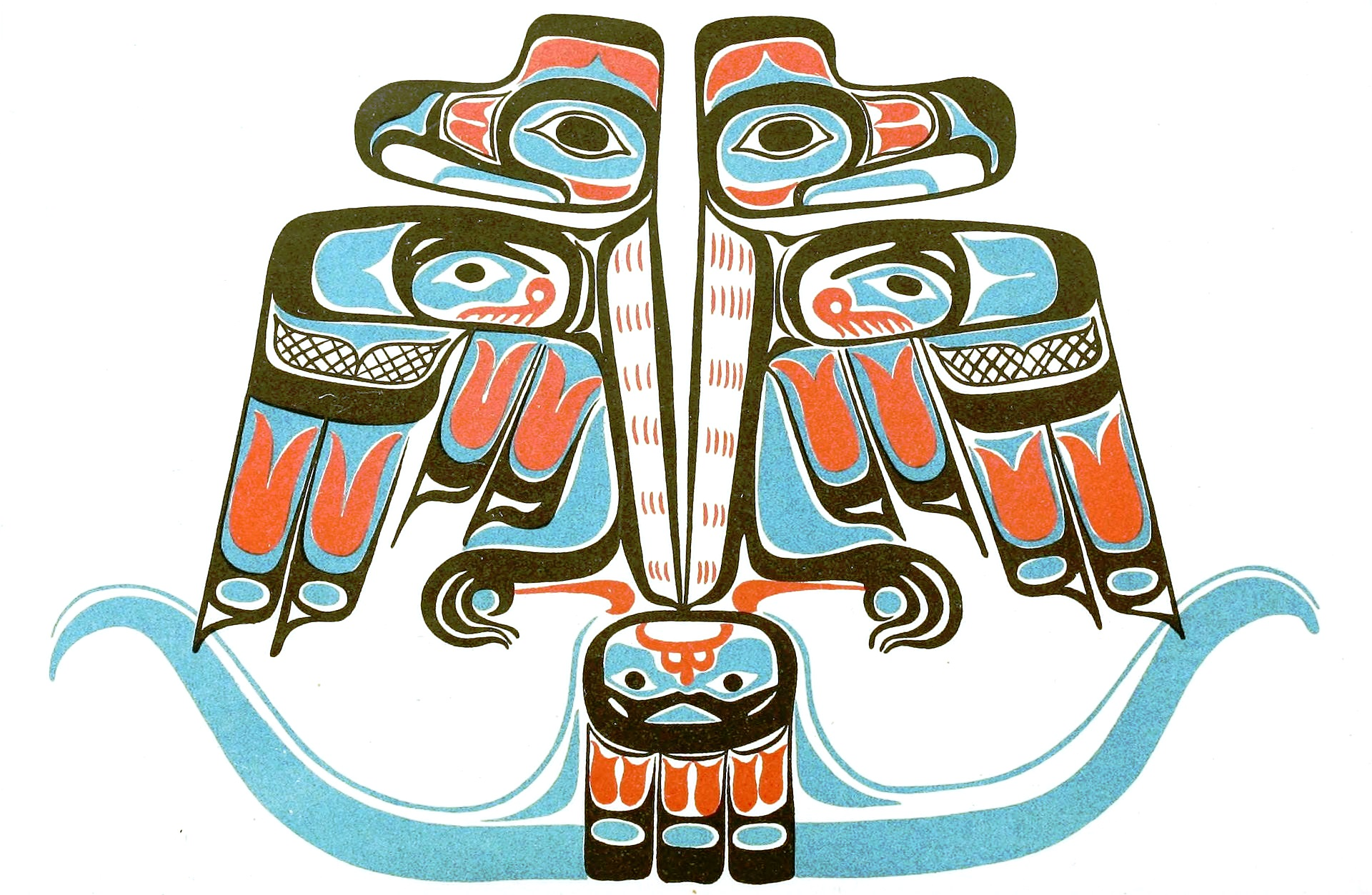
Die Kunst indigener Völker ist zu einem Großteil von religiösen Motiven inspiriert (Malerei der Nordwestküstenkultur aus Sitka/Alaska)

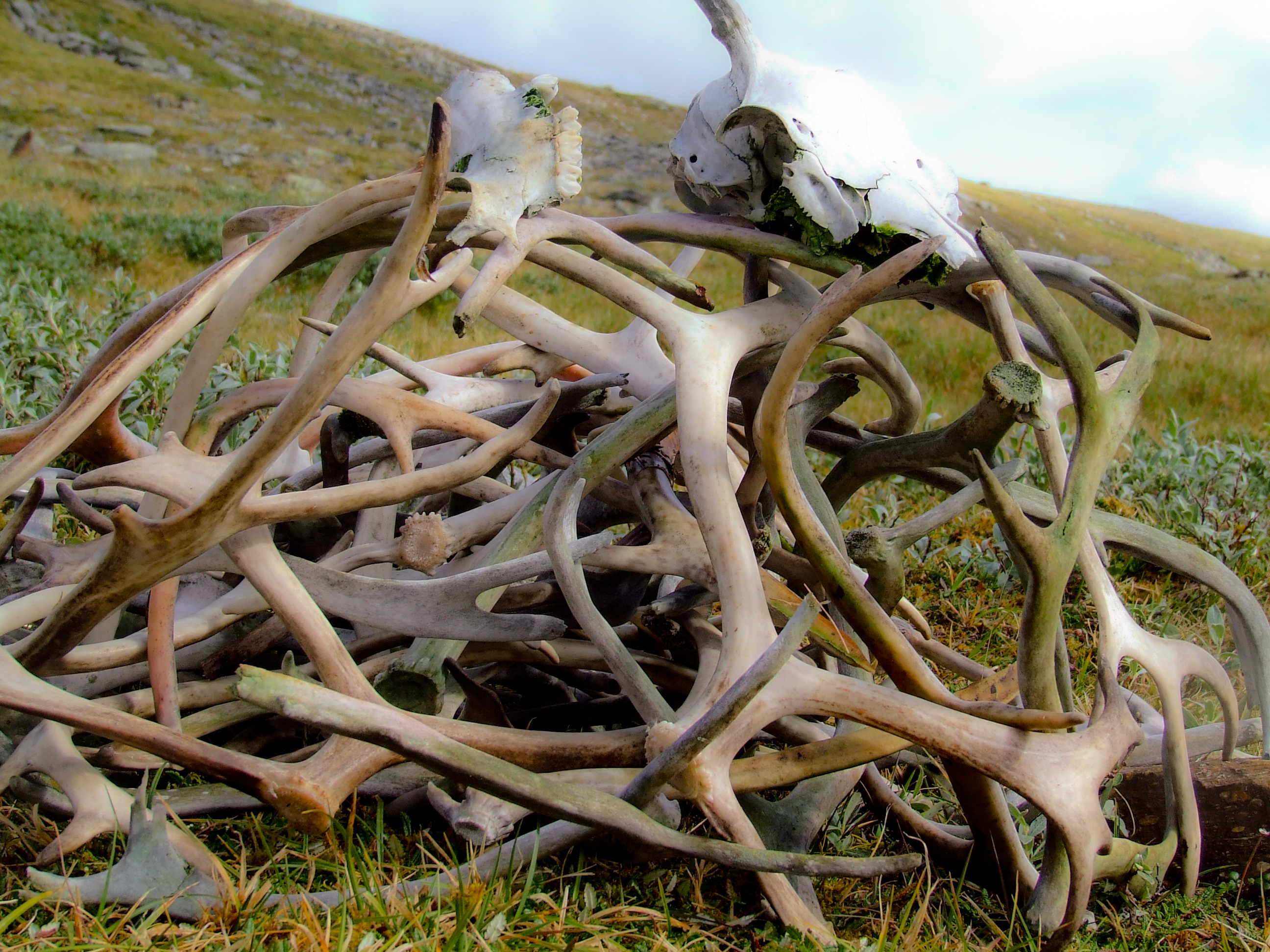
Für Menschen, die in und von ihrer direkten Umwelt leben, ist der Kreislauf von Leben und Tod allgegenwärtig und sehr direkt. Eine häufige Vorlage für religiöse Interpretationen.

„Wenn jemand von uns stirbt, teilt sich seine Seele. Ein Teil bleibt im Land und verwandelt sich in einen Baum, der andere geht eine Zeit lang zur Bralgu-Insel. Die Geister kommen gelegentlich zum Festland. […]“

Vorstellungen der Verwandlung wie aus diesem Aborigine-Zitat bilden häufig die Grundlage für die psychomentale Kommunikation mit den „transzendenten Verwandten“ – mit Geistern, Dämonen, Engeln, Göttern, Ahnen usw.: Bekannt sind hier vor allem die schamanische Reise, der Trancetanz und die Visionssuche. Bei unbeeinflussten ethnischen Religionen weiß jeder Angehörige, welche Objekte und Vorgänge verwandt und damit heilig sind, welche Tabus zu beachten sind, welche Rituale zur Aufrechterhaltung der kosmischen Harmonie notwendig sind und welche Folgen Verstöße gegen diese Normen auslösen sollen. Die Folgen glaubt man in Unfällen und Krankheiten zu erkennen, die grundsätzlich als Reaktion auf das Fehlverhalten von Menschen (mangelnde Achtung vor den Geistern, Verstöße gegen Regeln und Traditionen) oder das Wirken von Schadenzauber durch übelwollende Hexen oder Hexer interpretiert werden.
Viel stärker als bei den sogenannten „Hochreligionen“ ist der Alltag traditioneller Menschen durchdrungen vom Glauben an solche übernatürlichen Mächte und Zauberkräfte. Da der Übergang von menschlichen zu nichtmenschlichen „Personen“ in einer allbeseelten Welt fließend ist, spielt das Wirken des Übernatürlichen bei sehr vielen Völkern in allen Bereichen des Lebens eine Rolle, so dass Religion kein separater Bereich des Lebens ist, sondern das Leben selbst.
Die Vorstellungen vom Übernatürlichen sind je nach Ethnie sehr unterschiedlich: Sie können wohltätig, hilfreich und stärkend für die ganze Gruppe oder den Einzelnen sein; aber auch arglistig, gefährlich und schwächend. Demnach haben jegliche Handlungen des naturrerligiösen Menschen – selbst Spiel, Kunst, Tanz oder Musik dienen nicht (nur) der Unterhaltung – immer irgendeinen spirituellen Bezug.
Die „Schnittstelle“ zur Geisterwelt ist nach Klaus E. Müller ein zumindest zweigliedriges Seelenkonzept, bei dem zwischen Vitalseele und Freiseele unterschieden wird. Die Vitalseele ist mit dem Körper verbunden und dient der Aufrechterhaltung der Körperfunktionen. Sie wird vor allem in warmen und harten Körperteilen lokalisiert und ist wie der Körper selbst vergänglich. Die Freiseele ist hingegen unvergänglich, vom Körper ablösbar und hat damit die Eigenschaften eines Geistes, der nach dem Tod in vielen Kulturen als Ahnenseele ins Jenseits geht. Sie ist ursächlich für das Leben sowie alle mentalen Funktionen und kann sich im Schlaf, in Trance oder Drogenrausch, durch Schreck, Affekt oder schwere Krankheiten vom Körper lösen.
Das „mystische Erlebnis“ – der notwendige direkte und persönliche Kontakt zu den höheren Mächten und die Fähigkeit, sie zu beeinflussen – setzt bei allen Ethnien eine besondere Gabe „von oben“ voraus. Welche Personen diese Gabe besitzen ist allerdings von Volk zu Volk unterschiedlich.

### Individuelle Verantwortlichkeit

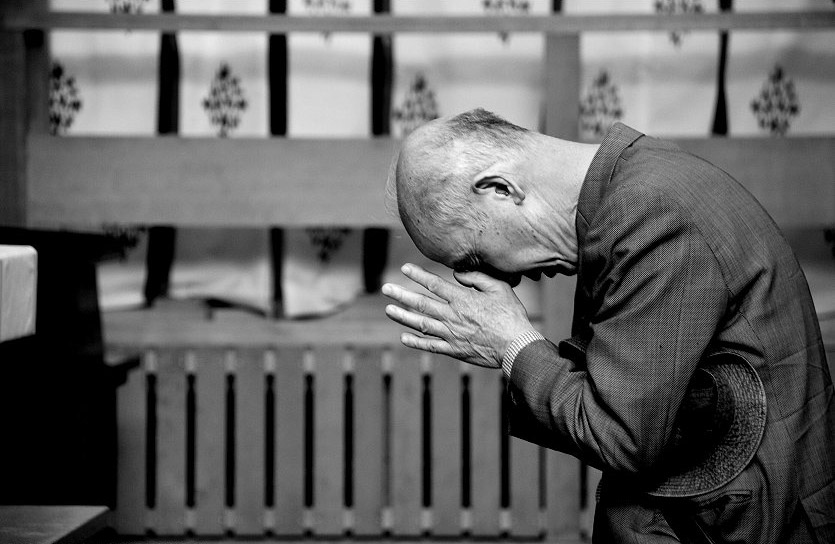
Auch im japanischen Shintō ist das Gebet – wie in den meisten ethnischen Religionen – eine individuelle Angelegenheit

„In jedem lebendigen Wesen wohnt ein kleiner Gott. Und weil wir alles, was lebt, anbeten, können wir auch nicht rücksichtslos mit dem umgehen, was uns die Natur gegeben hat.“

Bei Völkern, die keine Trennung von Alltag und Glaubensdingen, keinen festliegenden Kanon und keine Form „kirchlicher Organisation“ kennen, ist die Ausübung der Religion weitestgehend dem Einzelnen überlassen: Er kann frei entscheiden, in welcher Situation er welches Ritual durchführt – etwa zur Besänftigung der Geister getöteter Tiere wie bei den meisten Jägervölkern. Niemand überwacht dies; es gibt keine Unterscheidung von „wahrem“ und „falschem“ Glauben und Sünden wie Gotteslästerung oder Ketzerei sind unbekannt. Stattdessen vertraut jeder ganz selbstverständlich darauf, dass sich alle Gruppenmitglieder freiwillig der Tradition und den geltenden Tabus unterwerfen.
Der wichtigste Ausgangspunkt für die ethnische Religiosität ist die unmittelbare Erfahrung des Transzendenten. Dazu stehen den Menschen neben dem Gebet und diversen Opferritualen je nach Tradition verschiedene Möglichkeiten zur Verfügung. Weit verbreitete Praktiken sind Fasten, Träumen, absichtliche Isolation oder die Einnahme halluzinogener Substanzen, um visionäre Eindrücke zu erzeugen, die als Kontakt mit den numinosen Mächten betrachtet werden. Zudem vermitteln in nahezu allen lokalen Religionen diverse Geisterbeschwörer, Heiler, Zauberer, Seher o. Ä. – allesamt als Teilzeitspezialisten – zwischen dem Menschen und dem Jenseits. Das heilige Wissen wird von diesen Spezialisten und/oder von all jenen weitergegeben (und ggf. verändert), die von sich behaupten, visionäre Erlebnisse gehabt zu haben. So besteht keine eindeutige Trennung zwischen Laien und religiösen Experten. Die Existenz solcher religiöser Spezialisten scheint bereits für das jungsteinzeitliche Südafrika archäologisch belegt zu sein.
Der Zugang zur Religion ist meist pragmatisch: Man verehrt nur solche Kräfte, die helfen können und helfen wollen. Die Verehrung göttlicher Mächte allein um ihrer Größe oder Heiligkeit willen ist praktisch unbekannt. Auch kollektive Rituale werden nur selten „von oben“ angewiesen. Trotz der fehlenden Trennung von Alltag und Religion, der großen individuellen Hingabe und der vermuteten Allgegenwart jenseitiger Mächte, ist in der Regel keine Abkehr von der Realität zu beobachten und es gibt durchaus auch Gruppen, bei denen die Bedeutung spiritueller Tätigkeiten gering ist.

### Ritualisierte Kreisläufe

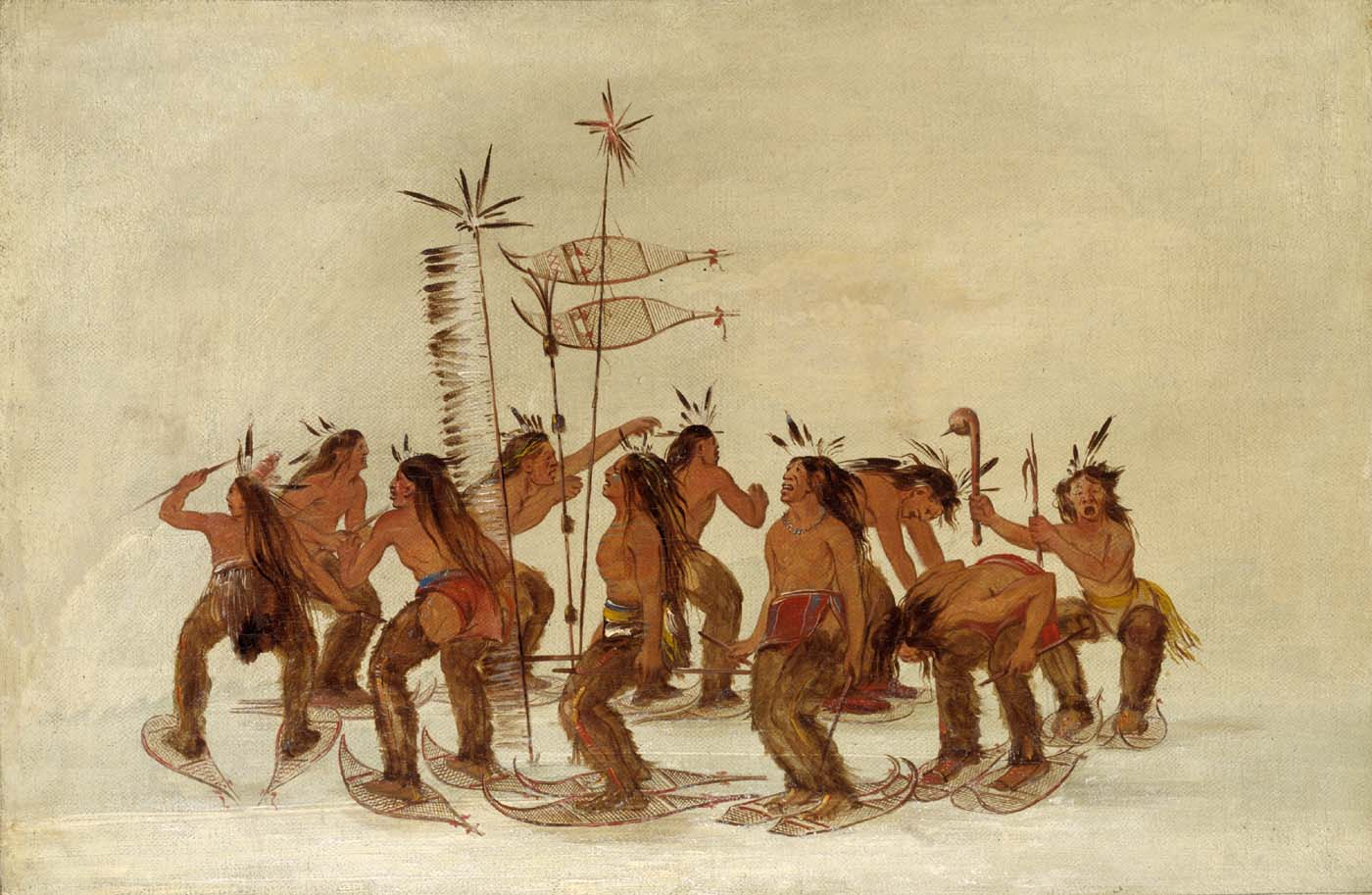
Der Schneeschuhtanz der Ojibwa ehrte die Ankunft des Winters, der die Jagd erleichtert

„Irgendwann trafen die übernatürlichen Wesen auch auf die Stellen, an denen die unfertigen Menschenkinder lagen. Bei ihrem Anblick wurden sie von Mitleid gerührt, und sie beschlossen, die Menschen zu erlösen. Sie trennten sie voneinander und öffneten ihre Sinnesorgane, so daß sie wahrnehmen und sich entwickeln konnten. Dann lehren sie sie, im Einklang mit den Ahnen auf der Erde zu leben und Zeremonien, Gesänge sowie Magie zu beherrschen.“

Die Kontinuität in der Biosphäre wird vor allem durch die permanente Wiederholung diverser Kreisläufe deutlich. Diese Tatsache findet sich in allen ethnischen Religionen in der ein oder anderen Form wieder. Sehr eindrücklich ist dies bei der Traumzeit der Aborigines, die mit Hilfe verschiedener Rituale den von ihnen empfundenen gegenseitigen Austausch von Urzeit und Gegenwart aufrechterhalten. Vielfach geht diese Vorstellung bis hin zu einer angenommenen ewigen Wiederkehr der Welt, ähnlich der Samsara-Vorstellung in Hinduismus und Buddhismus: Ein endgültiges Weltende ist unbekannt, nach der Zerstörung entsteht automatisch wieder eine neue Welt. Wo eine lineare, auf ein endgültiges Weltende gerichteter Geschichtsablauf auftaucht, liegt stets ein Einfluss der christlichen oder islamischen Mission vor.
Die religiösen Strategien zu den ewigen Kreisläufen resultieren aus dem bereits beschriebenen emotionalen Verwandtschaftsgefühl: Konkret basieren sie auf der Projektion der menschlichen Lebenszyklen – Geburt-Kindheit-Altern-Tod-(Wiedergeburt), Tag-Nacht-Rhythmus, Jahreszeiten usw. – auf die gesamte Welt, die dann in ebenso regelmäßig wiederkehrenden kollektiven Riten (vor allem Übergangsriten) und individuellen Ritualen geheiligt werden. Die strikte Wiederholung soll die Menschen mit den natürlichen Zyklen in Gleichklang bringen und hat auf diese Weise Anteil an der ewigen, göttlichen Existenz des Kosmos.
Veränderungen, die nicht den Kreisläufen entsprechen, wurden von traditionellen Menschen als Bedrohung des kosmischen Gleichgewichts aufgefasst, so dass viele „naturreligiöse“ Völker Strategien entwickelt haben, den Status quo des Lebens möglichst unverändert zu bewahren. Claude Lévi-Strauss prägte in diesem Zusammenhang den Begriff der „kalten Kulturen“. Ganz anders bei den „Völkern, die in der Geschichte leben“, bei denen Fortschritt und Veränderung mit unbekanntem Ziel oberste Priorität haben.

### Mythen und Kulte zur Deutung und Harmonisierung des Umweltbezugs

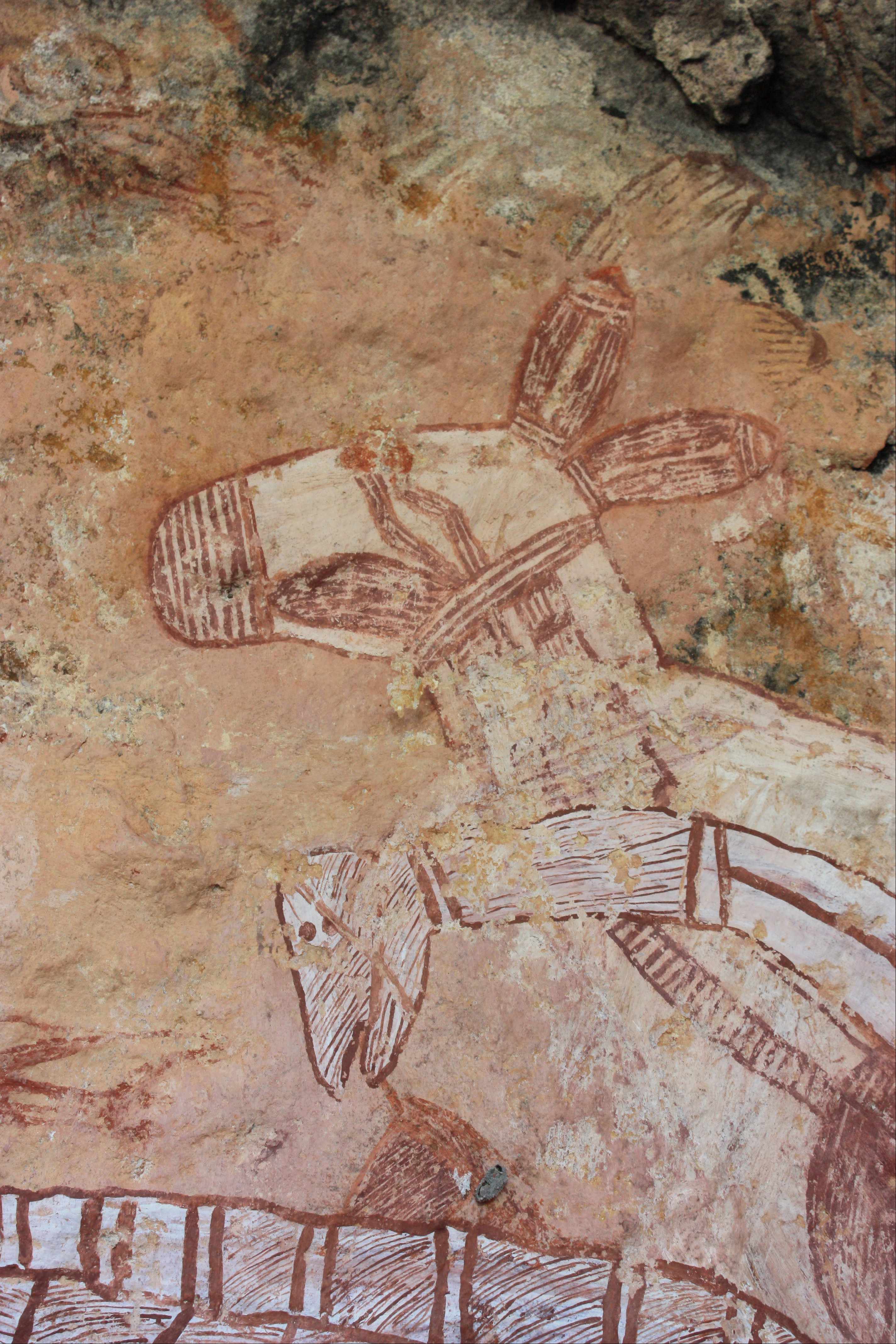
Das große Känguru, eine mythische Traumzeitgestalt der Aborigines, die als Schöpfer aller Töne, Laute und Sprachen galt.

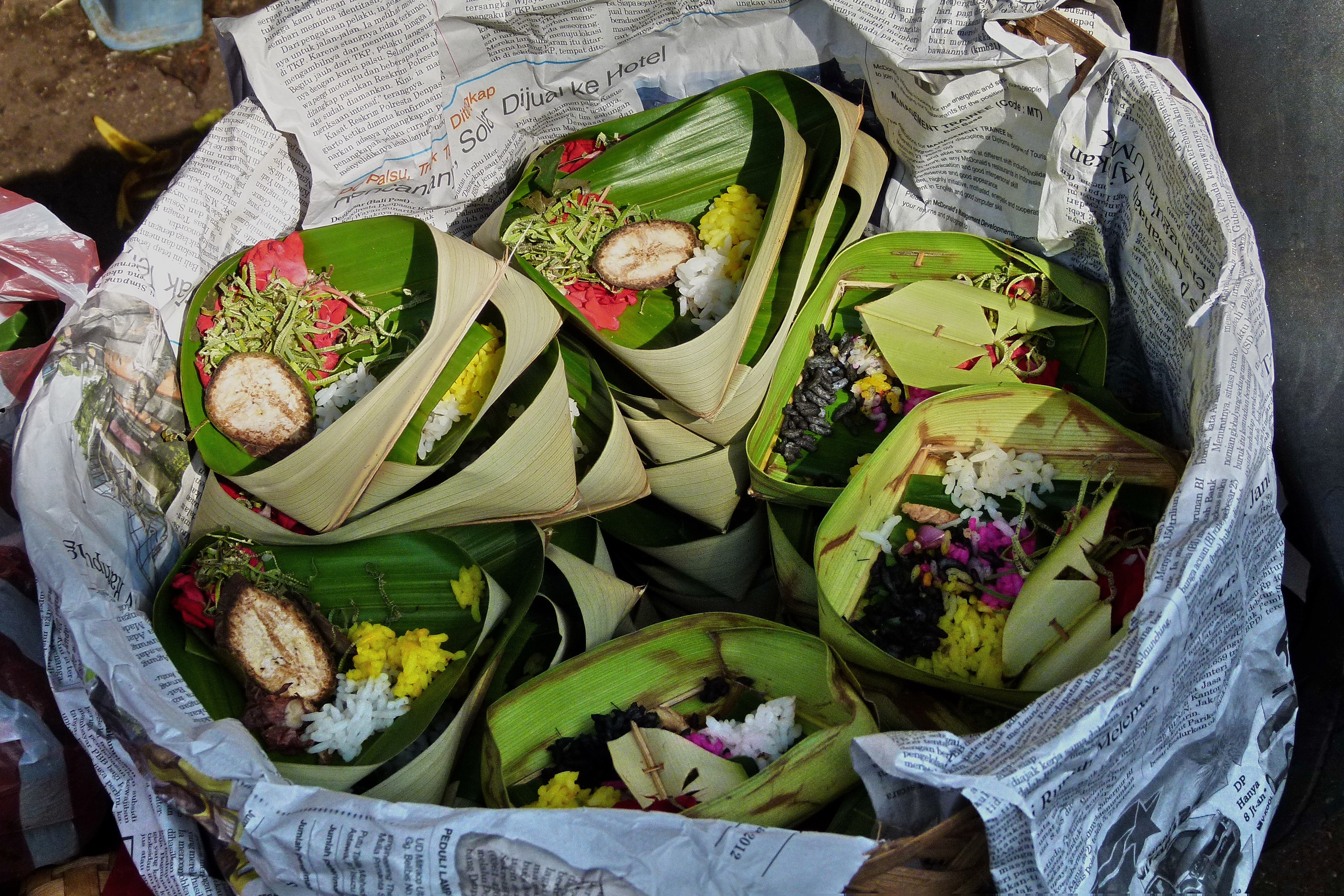
Opferrituale sind in traditionellen Religionen sehr weit verbreitet (Opfergaben auf einem Markt in Bali)

„Alles war im Gleichgewicht: unsere Gebete, unsere Rituale, unsere Ahnen, die Natur. Wir wußten immer schon, daß sich alles ändern wird, wenn das Gleichgewicht zerbrechen würde. Deshalb war es notwendig, daß unsere Gebete und Rituale ungestört blieben. Dann kamen die christlichen Weißen vor 90 Jahren. Von da an begann sich alles zu verändern. […] Unsere Glaubensvorstellungen veränderten sich, unsere Bräuche wandelten sich, und seither ändert sich auch die Natur. […]“

Anstelle der in den Hochreligionen vorhandenen feststehenden Lehren sorgen die mündlich überlieferten Mythen und der damit verknüpfte Kult in den ethnischen Religionen für die Weitergabe und Erhaltung des Glaubens und der damit verbundenen Wertvorstellungen. Sie sind weit mehr als Gleichnisse oder Märchen, sondern bilden das kollektive kulturelle Gedächtnis und das religiöse Symbolsystem traditioneller Völker. Die Vorstellung einer engen Verknüpfung von Mensch und Kosmos, die nur durch die Einhaltung des Kultes aufrechterhalten werden konnte (wie sie im einleitenden Zitat von den Salomonen deutlich wird), fand sich früher praktisch bei allen naturnah lebenden Ethnien. Die starke Gebundenheit an die Mythen und die übermächtigen, teils menschlichen, teils animalischen Ahnengestalten, die darin vorkommen, sind demnach charakteristisch. In der Regel sind es bildhafte Erzählungen aus einer (nicht historisch fassbaren) Urzeit, als die Kommunikation zwischen Menschen und anderen Wesen (Tiere, Geister, Gottheiten) normal war. Besonders deutlich wird dies bei der Traumzeit der australischen Aborigines. Auch wenn die Mythen inhaltlich oft unzusammenhängend, unklar und teilweise gar widersprüchlich erscheinen, stellen sie die damit aufgewachsenen Menschen, ihre Umwelt und die letztendlich unbegreifliche Realität in einen engmaschig verknüpften Sinnzusammenhang. „Kennzeichnend für die Mythen der Naturreligionen ist, dass selbst geringste Details der Lebenswelt aufgegriffen und in Bezug auf die Handlungen der mythischen Ahnen gedeutet werden. Jeder Baum, jede Wasserstelle, jeder Clanname, selbst der Platz eines Hauses im Dorf hat seine religiöse Entsprechung im Mythos.“ Zusammen mit den daraus abgeleiteten Kulthandlungen entfalten die ethnischen Religionen ihre psychosoziale Wirkung (etwa als Welterklärung, Motivationsgrundlage oder zur Stärkung der Solidarität).
Diese Kulthandlungen sind überaus vielfältig; drehen sich jedoch bei allen Ethnien unter anderem
- um Dank und Demut gegenüber der Schöpfung,
- um Vergebung für den notgedrungenen Eingriff des Menschen in den Naturhaushalt und
- um Respekt und Ehrfurcht gegenüber dem Leben, den Ahnen und den Traditionen.

Kultische Handlungen bestehen nahezu überall aus individuellen und kollektiven Ritualen. Letztere finden ihren Ausdruck häufig in Musik (etwa im samischen Joik) und im Tanz. Überdies ist das Ritual des Opferns in irgendeiner Form bei sehr vielen Ethnien bekannt; wenn auch nicht bei allen.
Bei den ethnischen Totenkulten lässt sich zudem feststellen, dass sie im äußeren Ablauf und hinsichtlich ihres Sinngehaltes überall auf der Welt in die drei Stadien: Separation (Loslösung vom Verstorbenen), liminale Phase (eigenschaftsloser Zwischenzustand) und Integration (Wiedergeburt, Aufnahme ins Totenreich, Geistwerdung u. ä.) gegliedert sind. Ziele sind immer das Ausleben der Trauer für den Einzelnen und der Schutz vor Instabilität der Gemeinschaft, die durch den Verlust von Menschen entstehen kann.

## Klassifizierungsversuche
„In der Kleingesellschaft ist das Religiöse in der Tat das ‚Unausweichliche‘. Die Religion stellt sich im Kultus dar, sie bestimmt die Ethik der Gruppe und des einzelnen und hat ihr Gegenüber im Heiligen, wie immer es auch benannt und verstanden wird.“

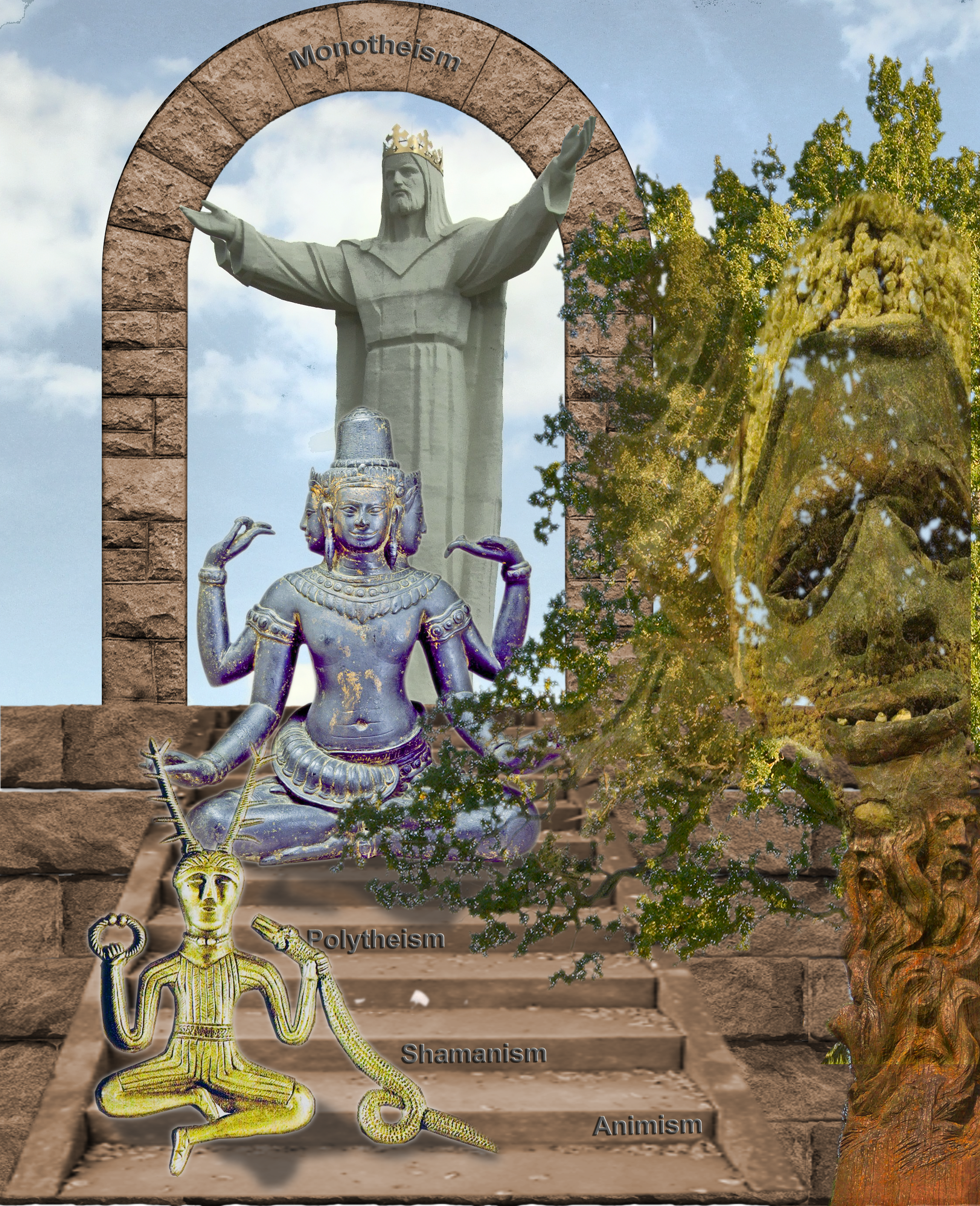
Evolutionistische Theorien der Religionsentwicklung basieren auf hierarchischen Modellen, die die ethnischen Religionen auf die untersten Stufen stellen: Sie werden damit als unentwickelt, primitiv und unbedeutend abgewertet.

Es wurden bereits viele Versuche unternommen, eine klassifizierende Religionstypologie zu erstellen. Für die ethnischen Religionen – beziehungsweise für die Gesamtheit aller Religionen – ist das nach heutigen Maßstäben noch nicht überzeugend gelungen.
Nach Ina Wunns Die Evolution der Religionen sind heutige Modelle z. T. noch zu stark von den teleologischen, wertend-evolutionistischen Auffassungen des 19. Jahrhunderts (und seiner imperialistischen Ideologie) geprägt, die eine stufenweise, zielorientierte Höherentwicklung der Religionen von einer primitiven kulturellen „Urstufe“ bis zu einer hochentwickelten Stufe annahm. Wunn setzt an die Stelle dieses Evolutionsmodells ein neues Stammbaum-Modell, analog zum Evolutionsmodell in der Biologie, aus dem heraus die Entwicklung der Religionen besser verstanden werden soll, führt dieses jedoch ausdrücklich selber nicht systematisch durch.
Die enorme Vielfalt der ethnischen Religionen ist sehr schwer zu kategorisieren; nicht zuletzt wegen des unzureichenden ethnographischen Ausgangsmaterials. Detaillierte Stammbäume mit einer daraus resultierenden Systematik, die nach modernen wissenschaftlichen Standards angefertigt wurden, gibt es bislang erst für sehr wenige traditionelle Religionen (etwa für die indischen).
Hilfsweise wird heute meistens eine geographische Klassifikation (die Religionen Nordamerikas, Sibiriens, Polynesiens usw.) verwendet, die naturgemäß nur sehr bedingte Rückschlüsse auf die Verwandtschaftsbeziehungen zulässt.
Zwei häufig zitierte Typologien, die ohne Abwertungen und überzogene Analogismen auskommen, sind die Einteilungen nach Kultpraxis und sozioökologischen Rahmenbedingungen, die im Folgenden erläutert werden und deren Ergebnisse sich überdies gut ergänzen.
(Die Beschreibung suggeriert klare Abgrenzungen zwischen den Typen. Bitte beachten Sie, dass es sich dabei tatsächlich um sehr stark idealisierende Modelle handelt: In der Realität gibt es mindestens ebenso viele Mischformen wie idealtypische Formen und die Grenzen zwischen den Kategorien sind extrem vereinfacht!)

### Typologie nach Kultpraxis
Der kanadisch-amerikanische Anthropologe Anthony F. C. Wallace legte 1966 eine viergeteilte Typologie der Religionen nach der Kultpraxis vor (Kulte und Rituale zeichnen sich durch eine große Langlebigkeit und geringe Veränderlichkeit aus, so dass sie sich gut für kulturvergleichende Untersuchungen eignen). Wallace sieht einen Zusammenhang zwischen der Organisationsform und Technologie einer Ethnie und der Art und Weise ihrer kultischen Handlungen („cult institutions“). Seine Ergebnisse wurden 2007 von Roberts und Sanderson (durch Abgleich mit einer Analyse von Murdock und White über 186 präindustrielle Gemeinschaften) grundsätzlich bestätigt und weiter verfeinert.
Die im Folgenden dargestellten Typen bauen aufeinander auf: Das heißt, in Gesellschaften, die olympische Kulte praktizieren, kommen ebenso kommunale, schamanische und individuelle Kulte vor und so fort.

Schamanischer Religionstyp

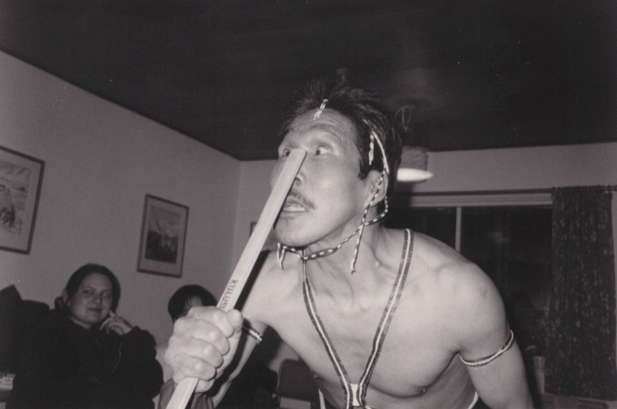
Anda Kuitse, der letzte Schamane der Ostgrönländer (1998)

Die einfachste Kultform sind individuelle Rituale, die von jeder Person jederzeit und überall vorgenommen werden können (beispielsweise Gebet, kleine Opfergaben oder Visionssuche). Wallace nennt keine Religion, in der nur solche Rituale durchgeführt werden. Die „nächsthöhere“ Kultform sind Riten, die von speziell ausgebildeten Geisterbeschwörern (von ihm verallgemeinernd Schamanen genannt) auf Wunsch einer Person, einer Familie oder einer Gemeinschaft mit einem konkreten Ziel (Krankheit heilen, Jagdtiere heranführen, Seelen Toter geleiten, Wetter beeinflussen, Unheil abwenden usw.) durchgeführt werden. Ethnische Religionen, in denen individuelle und schamanische Kulte vorhanden sind, fasst Wallace zum „schamanischen Religionstyp“ zusammen.
Anhänger des schamanischen Religionstyps sind stark naturgebunden und verehren Götter und Geister, die sich direkt (als jeweilige Ursache der Dinge) in den Naturerscheinungen offenbaren (Animismus). Er kommt in Gesellschaften vor, die zu 63 % vorrangig vom Jagen und Sammeln leben, zu 83 % als Stammesgesellschaften organisiert sind und zu 90 % keine eigene Schrift haben.
Sanderson sieht den Erfolg dieser Religionen in der Krankenheilung und vor allem in der Angstreduktion innerhalb der Gemeinschaft.

Kommunaler Religionstyp

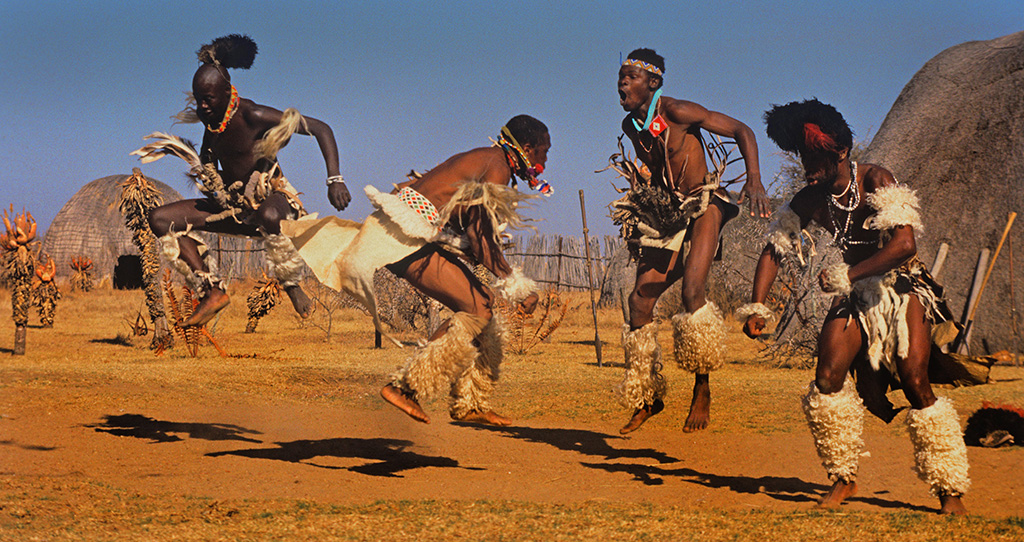
Ritueller Tanz der Zulu Südafrikas

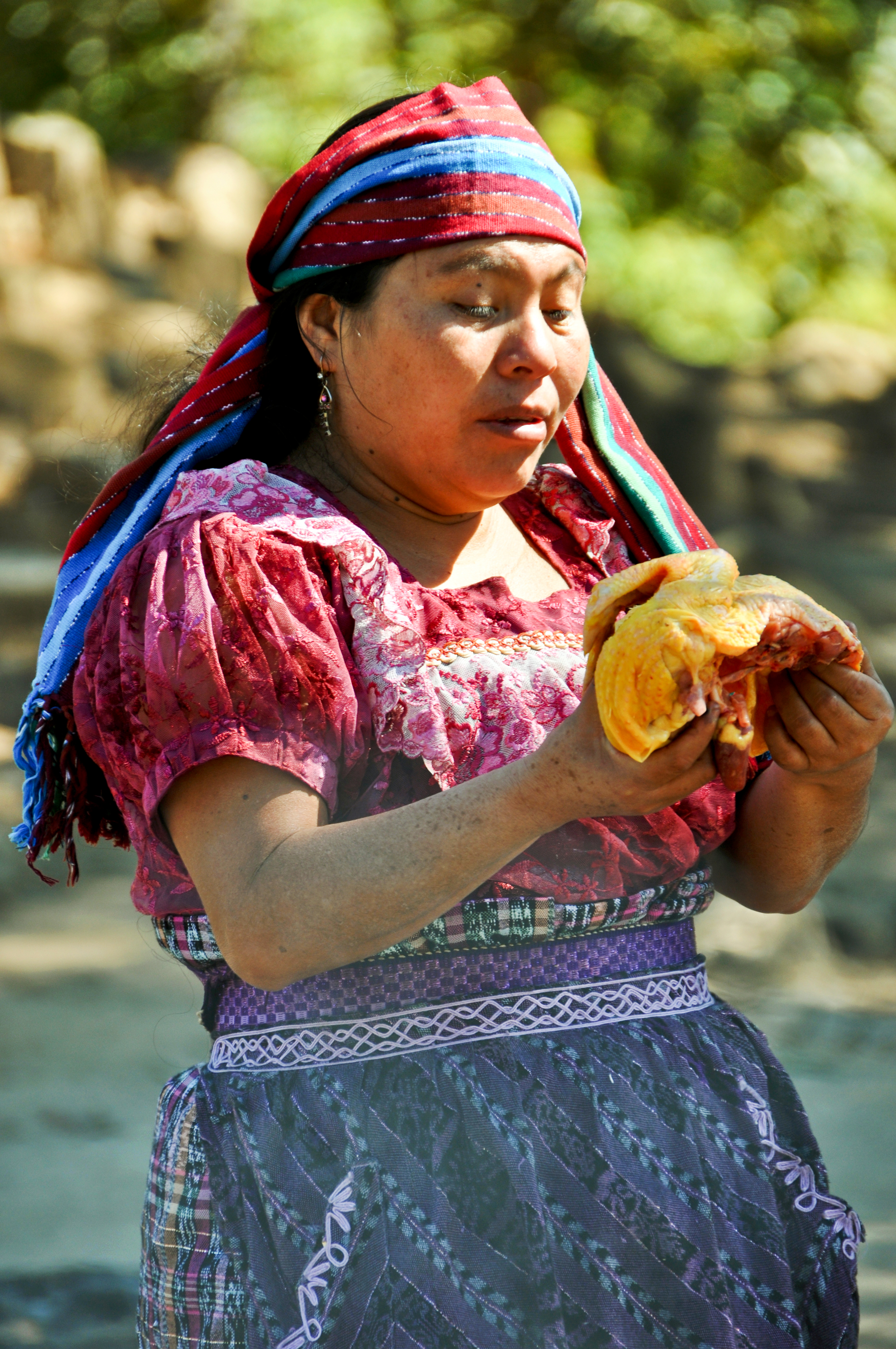
Hühneropfer bei einem Ritual der Maya

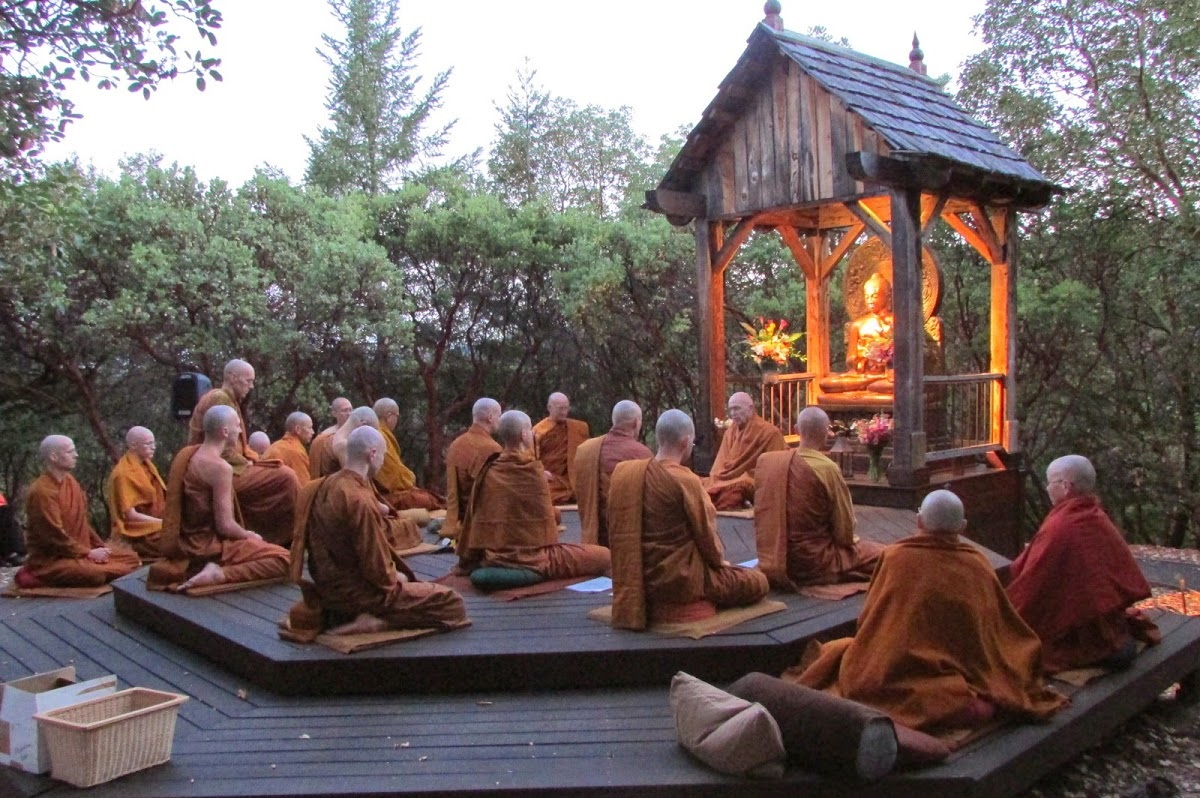
Nach Wallace, Sanderson und Roberts gehört auch der Buddhismus zum „monotheistischen Religionstyp“

Bei dieser Kultform handelt es sich um die Riten, die gemeinsam von den Mitgliedern einer Gruppe abgehalten werden (etwa Initiationsriten, religiös inspirierte Tanzzeremonien, Opferzeremonien usw.). Viele dieser Zeremonien orientieren sich an kalendarischen Zyklen. Ethnien, die neben den individuellen und schamanischen Kulten auch noch gemeinsame Riten kennen, bezeichnet Wallace als „kommunalen“ oder „kollektiven Religionstyp“.
Bei diesem Typ kommt zum animistischen Glauben vor allem der Ahnenkult hinzu. 52 % der Anhänger kommunaler Religionstypen leben vom Feldbau, sie sind zu 52 % in Stammesgesellschaften und zu 31 % in Häuptlingstümern organisiert und besitzen zu 81 % keine Schrift.
Sanderson sieht den wichtigsten Erfolgsgrund für diese traditionellen Religionen im Ahnenkult als wichtigen Sozialfaktor für den Zusammenhalt der komplexer strukturierten Gesellschaften.

Olympischer Religionstyp
Finden sich in einer Religion auch Kulte, die wohl organisiert und häufig standardisiert von einem Vollzeit-Spezialisten (Priester) vor und mit der Gemeinschaft vollzogen werden (in Ethnoreligionen hauptsächlich Opferungen), spricht Wallace vom „olympischen“ oder auch „ekklesiastischen Religionstyp“ (nach Roberts und Sanderson „polytheistischer Typ“).
Kennzeichnend für den olympischen Typ ist, dass eine große Zahl menschenähnlich gedachter (guter und böser, intelligenter und dummer) Götter in einem Pantheon wohnen, die jeweils spezielle Funktionen erfüllen und von denen einige durch bestimmte Heiligtümer (Tempel, Schreine, Idole usw.) repräsentiert werden. Olympische Religionen kommen in Gesellschaften vor, die zu 50 % von Landwechselwirtschaft oder traditionellem Ackerbau und zu 42 % von Gartenbau leben. Die Menschen leben zu 33 % in segmentären Gesellschaften, zu 25 % in Häuptlings- bzw. Fürstentümern und zu 42 % in eigenen Staaten. 66 % der olympischen Religionen sind schriftlos.
Nach Sanderson beschäftigen sich diese Systeme – die sowohl bei ethnischen als auch bei den großen östlichen Religionen vorkommen – auch mit Fragen nach dem Sinn des Lebens.

Monotheistischer Religionstyp
Mit dem monotheistischen Typ durchbricht Wallace das Prinzip der Kultpraxis, denn bis auf das größere Spektrum der Kulte entsprechen sie dem olympischen Typ (so dass sie streng genommen keine eigene Kategorie sind).
Überdies verwenden Wallace und auch Sanderson und Roberts eine sehr weite Definition des Monotheismus, die neben den eigentlichen abrahamitischen „Ein-Gott-Religionen“ auch den Hinduismus (Vishnu und Shiva als Manifestation eines göttlichen Prinzips), Buddhismus, Daoismus und Konfuzianismus (Buddha, Laozi und Konfuzius als gottgleiche Persönlichkeiten) einbezieht.
Dieser Religionstyp (der alle Weltreligionen umfasst) kommt zu 78 % in Agrarkulturen und zu 19 % in viehhütenden Gesellschaften vor. Sie sind politisch zu 60 % in Staaten organisiert und haben zu 87 % eine Schrift. Ethnische Religionen gehören nicht in diese Kategorie.

### Typologie nach Lebensweisen
Die zweite Typologie der Religionen, die mangels einer evolutionären Stammbaum-Klassifikation häufig herangezogen wird, ist eine Einteilung nach den prägenden Umweltfaktoren und den daraus hervorgegangenen Lebensweisen. Sicher ist einerseits, dass Gesellschaft und (ethnische) Religion immer nur in engster Symbiose anzutreffen sind; und das andererseits eine gleichartige „religiöse Umwelt“ – gemeint ist an erster Stelle die konkrete Nutzung der naturräumlichen Gegebenheiten, aber auch die soziale Organisation, Wirtschaftsfaktoren, Technologie und die politische Konstellation – häufig zu relativ ähnlichen Vorstellungen führt. Daraus folgt, dass sich Religionen rasch verändern, sobald sich die Umweltbedingungen ändern. Die Art des Wandels ist insofern gerichtet und reagiert direkt auf die durch die Umweltveränderung ausgelösten religiösen Bedürfnisse. So verliert etwa ein Jagdgott seinen Sinn, wenn eine Gruppe – etwa durch den Einfluss der westlichen Zivilisation – zu sesshaftem Ackerbau übergeht.
Dieser Zusammenhang erklärt, warum die Religion eskimoischer Meeresjäger, die Fischer- und Jägerreligion der nordamerikanischen Nordwestküste oder die Agrarreligion der Irokesen relativ ähnliche „Gegenstücke“ in anderen Erdteilen haben, obwohl keine gemeinsame Abstammung besteht. Diese Art der Anschauung bildet zudem die Grundlage des Forschungsansatzes Religionsökologie.
Die Betonung des Adjektives relativ in Bezug auf die Ähnlichkeiten weist auf die Schwachstellen dieser Typologie hin:
- Solche Übereinstimmungen sind bei direkt benachbarten Gruppen mit gleichartiger Lebensweise durch eine Subsumierung homologer und analoger Prozesse sowie durch direkten Kulturtransfer gut belegt und leicht erklärbar. Darauf aufbauend wurden – in Kombination mit anderen Kulturelementen – verschiedene Modelle sogenannter Kulturareale entwickelt, die gleichartige Kulturen in großräumigen Gebieten zusammenfassen. Doch bereits auf dieser Abstraktionsebene gehen (zwangsläufig) viele Abweichungen und Ausnahmen verloren.
- Trotz erstaunlicher Analogien, die auch über Kontinente hinweg bestehen, darf nicht außer Acht gelassen werden, dass es durchaus auch viele Gruppen gibt, die gleiche Wirtschafts- und Sozialstrukturen haben und die dennoch vollkommen unterschiedliche religiöse Symbolsysteme hervorgebracht haben.[90]

Folgende Kategorien werden unterschieden:

Religionen der nomadischen oder halbnomadischen Jäger, Fischer und Sammler
Hier herrscht fast immer ein animistischer Geisterglaube vor: Praktisch alle Naturerscheinungen gelten als beseelt bzw. von Geistern bewohnt. Häufig wird eine mythisch-verwandtschaftliche Verbindung zu Tieren, aber auch zu Pflanzen, Bergen, Quellen u. v. m. – den sogenannten Totems – hergestellt, denen als Symbole eine wichtige Bedeutung für die Identitätsfindung zukommt – entweder im Sinne eines profanen Gruppenabzeichens oder eines geheiligten Sinnbildes. Zentral ist möglicherweise die Vorstellung einer natürlichen Ordnung, die vor allem darin besteht, das bestimmte Lebewesen das „Eigentum“ bestimmter höherer Wesen sind, die als Herr oder Herrin der Tiere bezeichnet werden. Aus der Verwandtschaft zu den anderen Wesen oder der Angst vor Racheakten der „Eigentümer“ werden oftmals Nahrungs- und Jagdtabus sowie Vergebungsrituale hergeleitet, die zum Teil eine wichtige Funktion für die Erhaltung der Ressourcen haben. Kultische Handlungen bestehen zum Beispiel in Tierpantomimen, rituellen Verwandlungen in Tiere oder Beschwörungsriten vor Jagdzügen. Die Geister sind – bis auf das höchste Wesen – gleichrangig und reflektieren damit die egalitäre Sozialstruktur der Jägervölker.
(Die Informationen zu den Wildbeutern sind in der Gegenwartsform geschrieben, obgleich es nahezu keine einzige Gruppe mehr gibt, deren Religion nicht bereits stark fragmentiert ist.)

Religionen der halbsesshaften oder temporär sesshaften Pflanzer, Jäger und Fischer
Bei den Garten- und Wanderfeldbauern – die Knollengewächse wie Maniok und Yams oder verschiedene Gemüsearten anbauen sowie zusätzlich jagen und fischen – gesellt sich zur animistischen Geisterwelt die Verehrung von umfassenden numinosen Mächten oder Gottheiten. Sie sind häufig nicht eindeutig menschengestaltig, sondern werden stattdessen eher als „vereinheitlichte Seelensumme“ verschiedener Naturphänomene aufgefasst – etwa als Weltseele oder Mutter Erde –, stehen aber grundsätzlich über den Geistern. Die Entstehung von Baum- und Knollenfrüchten wird auf Erdgottheiten zurückgeführt. In einigen Pflanzerkulturen Amerikas und Südostasiens besteht der Glaube an Zusammenhänge ähnlich der Dema-Gottheiten Neuguineas, aus deren getöteten Körpern die neuen Feldfrüchte entstehen. Der Wandel zur landwirtschaftlichen Produktionsweise spiegelt sich auch deutlich in den Urzeitmythen wider: Oftmals wird deren Ende und der Beginn des heutigen Daseins mit einem dramatischen Ereignis in Verbindung gebracht. Sexualität, Heirat und Tod haben in diesen Religionen eine vorrangige Bedeutung. So spielt der Ahnenkult, der bei den Wildbeutern nur ansatzweise vorkommt, bei manchen einfachen Pflanzern eine wesentlich größere Rolle. Neben den individuellen und schamanischen Kulten gibt es auch religiöse Handlungen auf kollektiver Ebene (etwa die Riten von religiösen Geheimbünden). Sie bekräftigen den Zusammenhalt der Gruppe, die stärker als bei Wildbeutern auf speziellen Kenntnissen und Fähigkeiten Einzelner beruht. Religiöse Tabus und totemistische „Verwandtschaftsstrukturen“ sind wie bei den Wildbeutern häufig.

Religionen der langjährig sesshaften Feld- und Ackerbauern

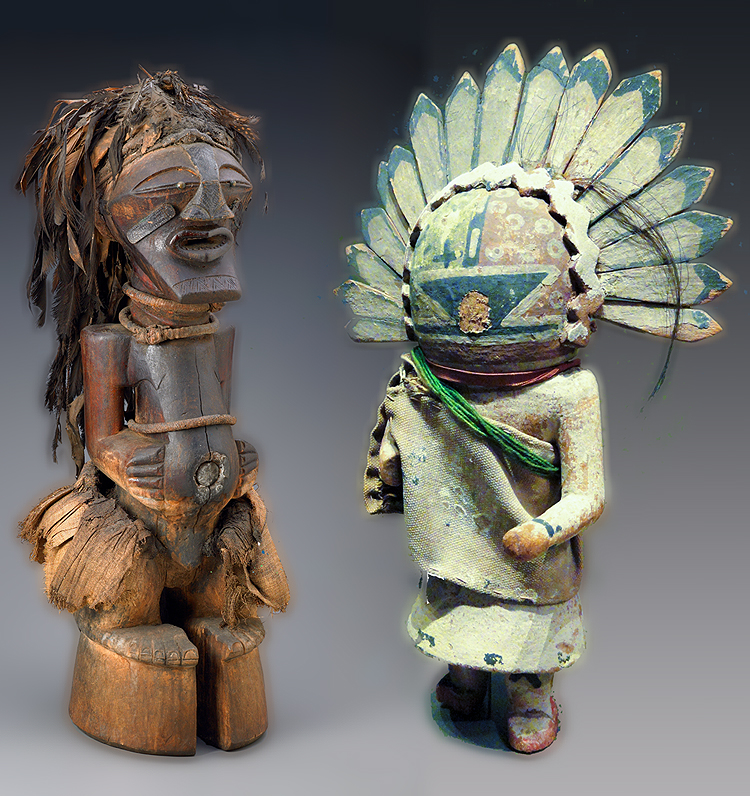
Bodenbauende Kulturen entwickeln häufig einen starken religiösen Bezug zur Fruchtbarkeit und zu den Ahnen (Gegenüberstellung einer Idol-Figur der Bassonge aus Zentralafrika und einer Kachina-Figur der Hopi aus Arizona)

Diese Religionen sind fast immer polytheistisch und die Vielzahl der Gottheiten und Geistwesen wird – als Spiegelbild des größeren menschlichen Selbstverständnisses als schaffende „Kulturwesen“ und komplexer, hierarchischer Sozialstrukturen – oft menschenähnlich beschrieben. Fast immer existiert demnach ein Hauptgott, der den anderen überlegen ist. Hingegen ist ein animistischer Allbeseeltheitsglaube meistens kaum vorhanden. Bei den Völkern, die die Erde als Quelle allen Lebens verehren, steht sie noch mehr als bei den Pflanzern im Mittelpunkt der Verehrung; häufig in Gestalt einer anthropomorphen Erdgöttin, die für die Fruchtbarkeit der Felder zuständig sind. Die Erkenntnis, dass ein erfolgreicher, langjährig flächentreuer Bodenbau von ausgeglichenen Wetterbedingungen abhängig ist, brachte den Glauben an Himmelsgötter hervor, die – je nach den lokalen Verhältnissen – als Sonnen- oder Wettergott verehrt werden. Wenngleich die Bedeutung der „Erdmutter“ zumeist größer ist, besteht nicht selten die Idee eines „Weltelternpaares“ aus Himmels- und Erdgottheit. Im Glauben zahlreicher Feldbauern spielt zudem das Feuer – häufig mit weiblichen Eigenschaften ausgestattet oder mit einer Göttin verbunden – eine besondere Rolle. Ebenfalls finden sich zahlreiche Gesellschaften, bei denen separate Liebes- und Fruchtbarkeitsgöttinnen eine dominierende Rolle spielen. Totemgruppen finden sich auch noch bei Bodenbauern; Tabuvorschriften sind jedoch weniger bedeutungsvoll. Der Ahnenkult mit regelmäßiger und dauerhafter Totenverehrung – der im Hinblick auf die Sesshaftigkeit der statischen Bindung der Toten an den Boden entgegenkommt – ist weit verbreitet. In diesen Gesellschaften treten auch hauptberufliche religiöse Funktionäre (Priester) auf, die die organisierten Kulthandlungen koordinieren.

Religionen der nomadischen oder halbnomadischen Viehhirten
Bei den nomadischen oder halbnomadischen Hirtenvölkern, die in Gebieten leben, die für den Pflanzenanbau zu trocken sind, wohnt der höchste Gott – als Gebieter des lebensspendenden Regens – fast immer im Himmel. Gottesnamen und -vorstellungen werden häufig mit dem Himmel oder der Sonne assoziiert. Die meisten dieser Religionen sind polytheistisch, einige (insbesondere in Afrika und auf der Arabischen Halbinsel) monotheistisch – allerdings immer neben animistischen Naturgeistern ähnlich der Wildbeuter. Durch die mobile Lebensweise ist der Ahnenkult meist wenig ausgeprägt und da nichts angebaut wird, haben auch Erdgottheiten nur geringe Bedeutung. Stattdessen haben die jeweiligen Nutztiere in den Hirtenreligionen (sowie bei den jägerischen Reiterkulturen) immer eine besonders wichtige religiöse Bedeutung. Da die meisten Nomaden seit jeher zusätzlich Handel mit Bodenbauern treiben, um sich mit pflanzlicher Nahrung zu versorgen, kam es zu etlichen Kontakten mit deren Religionen. Dies hatte oftmals Einfluss auf die eigenen Glaubensvorstellungen und Kulte und erklärt etwa den starken Einfluss von Islam und Buddhismus auf die zentralasiatischen Schamanenreligionen. Wie bei den einfachen Pflanzern werden hauptsächlich individuelle, schamanische und kollektive Kulte ausgeführt. Da diese Menschen in fragilen Ökosystemen leben, gibt es zahlreiche religiös belegte Tabus. Totemistische Gruppen kommen hingegen selten vor, weil keine Abhängigkeit von Wildtieren besteht – und damit keine gefühlte verwandtschaftliche Bindung zu ihnen notwendig ist. Nomadische Hirtenkulturen sind fast ausnahmslos patriarchalisch organisiert: Wie die Frau von jeher mit der Pflanze zu tun hatte, so der Mann mit dem Tier. In Hirtenkulturen sind Frauen oft von religiösen Funktionen ausgeschlossen oder dürfen manchmal nichts mit dem Vieh zu tun haben.

Religionen komplexer sesshafter Kulturen
Völker, die im Zuge der Entwicklung zu Stadtkulturen – fast immer verbunden mit einer expansiven Ausdehnung ihres Einflussbereiches – von verschiedenen Wirtschaftsweisen leben (Pflanzen- u./o. Tierproduktion sowie Handwerk, Gewerbe und Handel) und die in diesem Zusammenhang eine vielschichtige Sozialstruktur benötigen, haben entweder komplexe Götterwelten oder einen eindeutigen Monotheismus. Die differenzierte Arbeitsteilung und die häufigere Auseinandersetzung mit kulturellen Dingen (im Vergleich zum unmittelbaren Umweltbezug der Jäger, Bauern und Hirten) lässt die Natur – und mit ihr die Geistervorstellungen sowie totemistische Gruppenbildung – in den Hintergrund treten. Stattdessen sind die Gottesideen viel abstrakter und „entrückter“. Hier lebt der Mensch nicht mehr „auf gleicher Ebene“ mit den ihn umgebenden Mächten. Die unerreichbaren Götter und die Religion sind etwas vom Alltag Getrenntes; spirituelle Bedürfnisse können nur mit Hilfe spezialisierter Vermittler nach fest vorgeschriebenen Ritualen befriedigt werden. Gleichsam ist häufig eine Säkularisierung („Verweltlichung“) zu beobachten; der Einzelne wird zum Gläubigen; der kollektive „Zwang“ zur „angeborenen“ ethnischen Religion ist kaum noch ausgeprägt. Die Entstehung der sozialen Ordnung wird überirdischen Mächten zugeschrieben; die Abstammung der Clangruppen häufig auf mythische Ahnen zurückgeführt. Nahezu überall verbreitet war in historisch-ethnischen Religionen dieses Typs eine zentrale Sonnengottheit, die die Leben spendende und alles erhaltende Kraft der Sonne repräsentierte. Mond-, Meer- und Wettergottheiten kamen ebenfalls häufig vor. Statt einfacher Tabuvorschriften gibt es zumeist komplizierte Gebote. Die religiösen Spezialisten sind hauptberuflich tätig und in der Regel gehören die Priester zur Staatsbürokratie; es gibt daher keine Trennung zwischen Kirche und Staat (→ Theokratie).
Zu diesen Religionen zählen vor allem die Buchreligionen, die jedoch nicht zu den ethnischen Religionen gehören; zudem die nicht-schriftlichen komplexen Religionen der historischen Reiche in Amerika (Maya, Azteken u. a. in Mittelamerika → Chronologie des präkolumbischen Mesoamerika; Sicán, Inka u. a. in Südamerika → Liste historischer Staaten in Amerika) und Subsahara-Afrika (Antike/Frühmittelalter: Reiche von Ghana, Kanem, Hausastaaten; Neuzeit: Kongo, Lunda, Luba u. a.), deren komplexe Strukturen in der Kolonialzeit zerstört wurden.

## Geschichte

### Entwicklung der ältesten Religionen

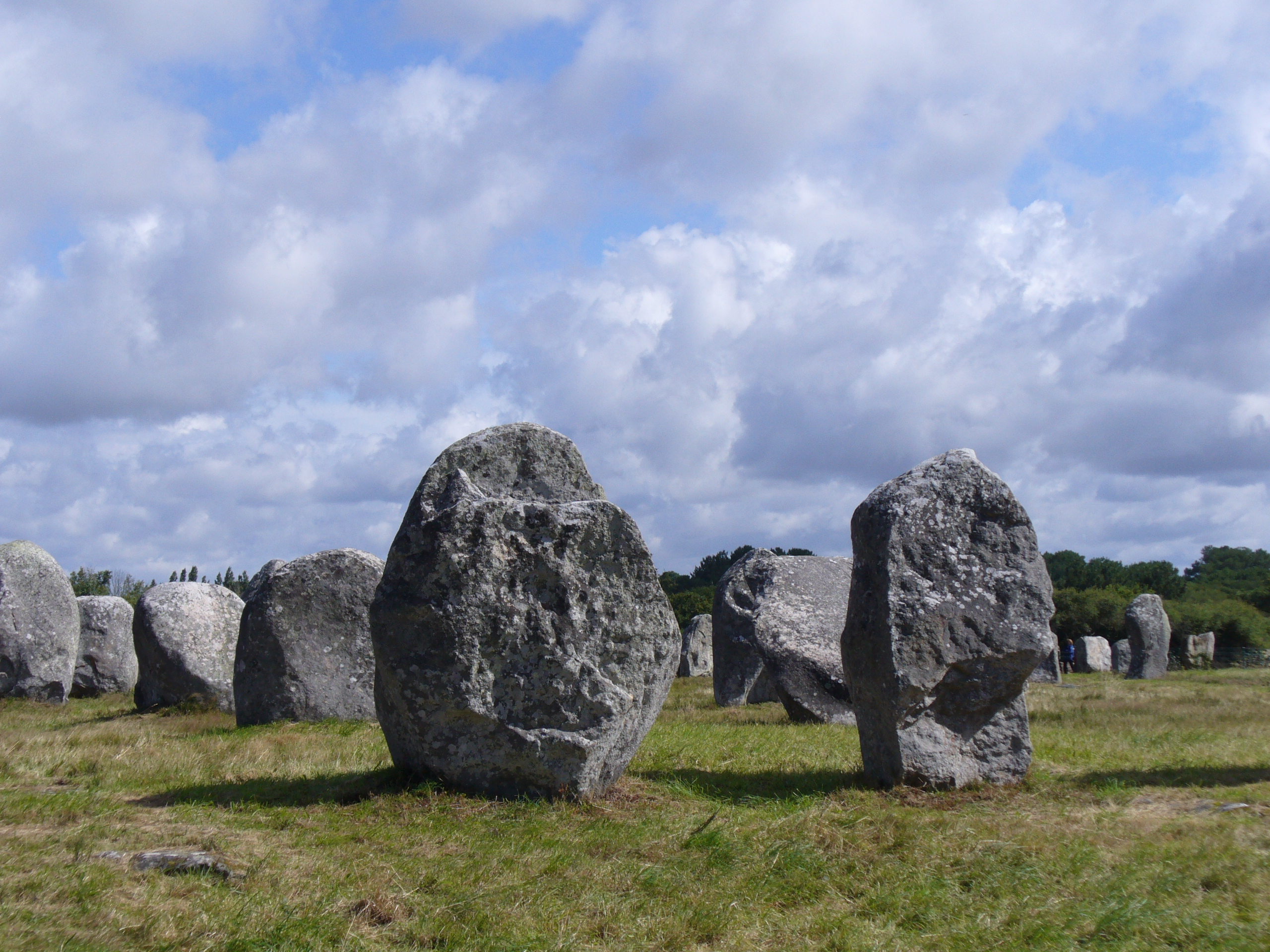
Steinreihen mit 1099 Menhiren in Carnac (Frankreich): Religiöse Kultplätze der Megalithkultur oder astronomisch-„wissenschaftliche“ Verwendung? Rückschlüsse dieser Art sind hoch spekulativ

Irgendwann in der Urgeschichte entstand die Religiosität des Menschen (universale Ehrfurcht vor der transzendenten Ganzheit der Welt). Ob es sich dabei um eine genetisch fixierte Veranlagung handelt, die evolutionäre Vorteile bietet, ist umstritten (→ „Gottesgen“). Sicher ist jedoch, dass es keine rezente Menschengruppe ohne eine Religion gab.
Die unmittelbare religiöse Naturverehrung und wahrscheinlich auch animistische Vorstellungen sind die ältesten religiösen Äußerungen der Menschheit. Bereits Funde von den Jägerkulturen der jüngeren Altsteinzeit (etwa Venusstatuetten, Opferplätze und Höhlenmalereien) weisen vermutlich religiöse Symbole auf; die Rekonstruktion „paläolitischer Religionen“ ist allerdings höchst spekulativ. Dies offenbart sich bereits an der Tatsache, dass die biologischen und kulturellen Nachfahren der Schöpfer prähistorischer Kunstwerke (etwa die Aborigines Australiens oder die San Südafrikas) nicht in der Lage sind, die dargestellten Symbole eindeutig zu deuten.
Für das beginnende Neolithikum hingegen kann man bereits mit Sicherheit von bestimmten ethnischen Religionen sprechen. Zugleich wurde der Naturzyklus zunehmend personifiziert. Dies gilt besonders für die sogenannte Muttergöttin oder Magna Mater. Auch Tierdarstellungen spielen eine wichtige Rolle, wobei die Abbildung von als Fleischlieferanten weniger bedeutenden Tieren darauf hinweist, dass ihre Darstellung mit abstrakteren, von ihrer Nahrungsfunktion oder vom Jagdzauber losgelösten Sinninhalten besetzt ist. So findet sich die Frau-Stier-Symbolik in verschiedenen Varianten in Südosteuropa und Anatolien. Dabei handelt es sich jedoch um keinen raumübergreifenden Kult.
Verhaltenwissenschaftlich orientierte Forscher gehen davon aus, dass die Bereitschaft zu Kooperation, Vertrauen und Fairness gegenüber Anhängern der eigenen religiösen Gruppe (nicht aber anderen Gruppen gegenüber) größer ist, wenn die Angehörigen dieser Gruppe eine gemeinsame kognitive Repräsentation eines all- oder vielwissenden, strafenden oder belohnenden übernatürlichen Wesens besitzen. Für Religionen aller Art – für schriftlose wie für Schriftreligionen – gilt dabei, dass sich Strafvorstellungen als weitaus verhaltenswirksamer erweisen als Belohnungserwartungen.
Einschneidende Veränderungen erfolgen in der Bronzezeit: Mit zunehmender sozialer Differenzierung und wirtschaftlicher Konsolidierung bildet sich eine Priesterkaste heraus; analog zur Stärkung der Rolle der Familie innerhalb des Sippenverbandes entwickelt sich der olympische Religionstyp mit seinen komplizierten Verwandtschafts- und Rivalitätsbeziehungen zwischen personifizierten Gottheiten. Auch der Jenseitskult wird aufwändiger, die Grabbeigaben werden zahlreicher, und Menschenopfer sind nicht selten.
Seither haben sich die Religionen in vielfältiger Weise entwickelt: Neue Lebensbedingungen, konkrete spirituelle Erlebnisse Einzelner, einschneidende historische Ereignisse, Erfahrungen mit Drogen (die religiös gedeutet wurden), Kontakte zu andersgläubigen Völkern, zum Teil auch Manipulationen im Interesse von Machterhaltung oder -gewinnung, aber vor allem der Prozess der mündlichen Weitergabe über viele Generationen haben die historisch-ethnischen Religionen unweigerlich verändert. Es wird daher kaum möglich sein, auch nur Teile dieser komplexen Prozesse genau zu rekonstruieren. Sicher ist lediglich, dass die sogenannten schriftlosen Religionen prinzipiell einen starken Gegenwartsbezug haben und keine „konservierten“ Urreligionen sind.

### Frühe Kontakte zu den Weltreligionen

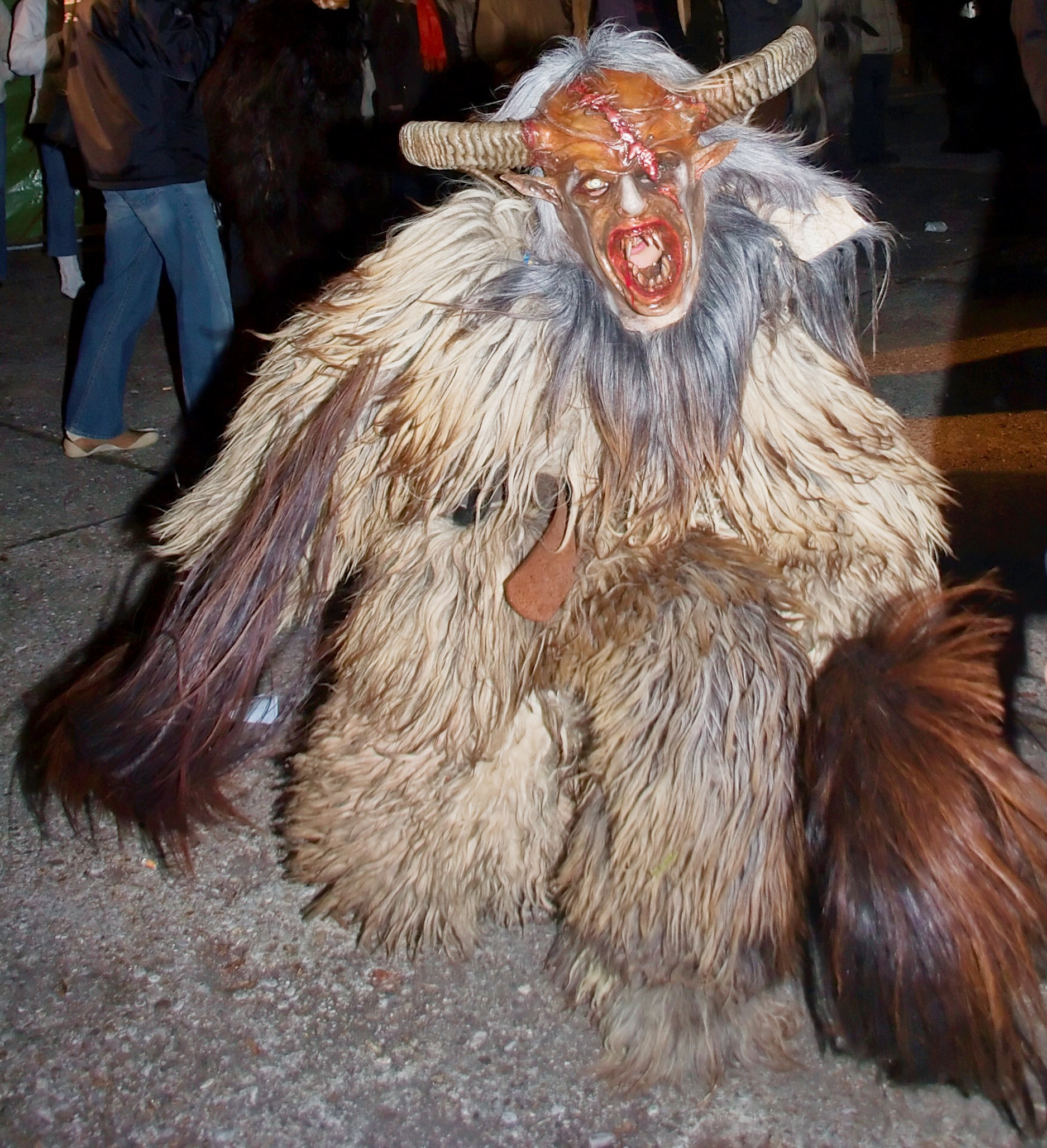
Der heute als Begleiter des heiligen Nikolaus auftretende Krampus ist eine der vielen ursprünglich heidnischen Dämonengestalten des Alpenraumes

Die abwertend als „heidnisch“ bezeichneten ethnischen Religionen Europas und des Nahen Ostens sind schon vom Altertum (Beispiel: Religion der Beduinen durch die Verbreitung des Judentums) bis ins späte Frühmittelalter (Beispiele: Zwangstaufe der Sachsen durch Karl den Großen, Christianisierung Skandinaviens, Islamisierung Zentralasiens) dem „göttlichen Bekehrungsauftrag“ der Universalreligionen zum Opfer gefallen.
Die verbliebenen Spuren heidnischer Ideen im christlichen Europa erkennt man vor allem in abergläubischen Vorstellungen und regionalen Bräuchen (wie etwa der alemannischen Fastnacht, dem schwedischen Luciafest oder den Mutter-Erde-Ritualen im christlich-orthodoxen Volksglauben der Slawen). Je später die Christianisierung stattfand, desto mehr ethnisch-religiöse Spuren sind zu finden – beispielsweise die Konsultation des „Táltos“ (eine Art Schamane) in Ungarn oder der Glaube an die „Babas“ (Heilerinnen und Seherinnen) aus Bulgarien.
Weitaus friedlicher verlief die Verbreitung des Buddhismus in Zentral- und Südostasien – vor allem, da er (von wenigen Ausnahmen abgesehen) mit keiner politischen Expansion verknüpft war. Hier entstanden vielerorts Mischsysteme: Die lokalen Religionen erkannten die buddhistische Philosophie als „Dach“ an und der buddhistische Klerus integrierte seinerseits die ethnischen Götterwelten und Zeremonien geschickt als „Basement“ in sein Denkgebäude (besonders gut zu erkennen ist dies etwa in der tibetischen Bön-Religion).
Der Hinduismus wird bisweilen als die größte ethnische Religion der Welt bezeichnet, da er aus einer langsamen Verschmelzung, Verschriftlichung und Systematisierung der vielfältigen Lokalreligionen des Subkontinentes – ohne Zäsur durch eine Stifterperson – entstanden ist und ausschließlich Inder betrifft (Ausnahme Hinduismus auf Bali, wurde eingeführt durch Siedler aus Südindien). Einige Religionen der Adivasi (traditionelle, eigenständige Ethnien Indiens) können jedoch trotz der deutlich hinduistischen Einwirkung auch heute noch als lokale Religionen bezeichnet werden.
Im Einflussbereich Chinas kam es bei der Ausbreitung der beiden Stifterreligionen Daoismus und Konfuzianismus sowie des aus Indien importierten Buddhismus – die zusammen als die „Drei Lehren“ bezeichnet werden – von Anfang an zu einer friedlichen Koexistenz der alten und neuen Religionen, die auf diese Weise den enormen religiösen Pluralismus der chinesischen Volksreligiosität begründeten.
Eine ähnliche Entwicklung vollzog sich in Japan bei der Ankunft des Buddhismus, der bis heute – ohne nennenswerte gegenseitige Beeinflussung – neben der alten ethnischen Shinto-Religion existiert.
Über die Religionsentwicklung in den anderen Teilen der Erde während dieser Zeit lässt sich mangels fehlender Aufzeichnungen nur sehr wenig sagen.

### Entwicklung im Zuge der europäischen Expansion

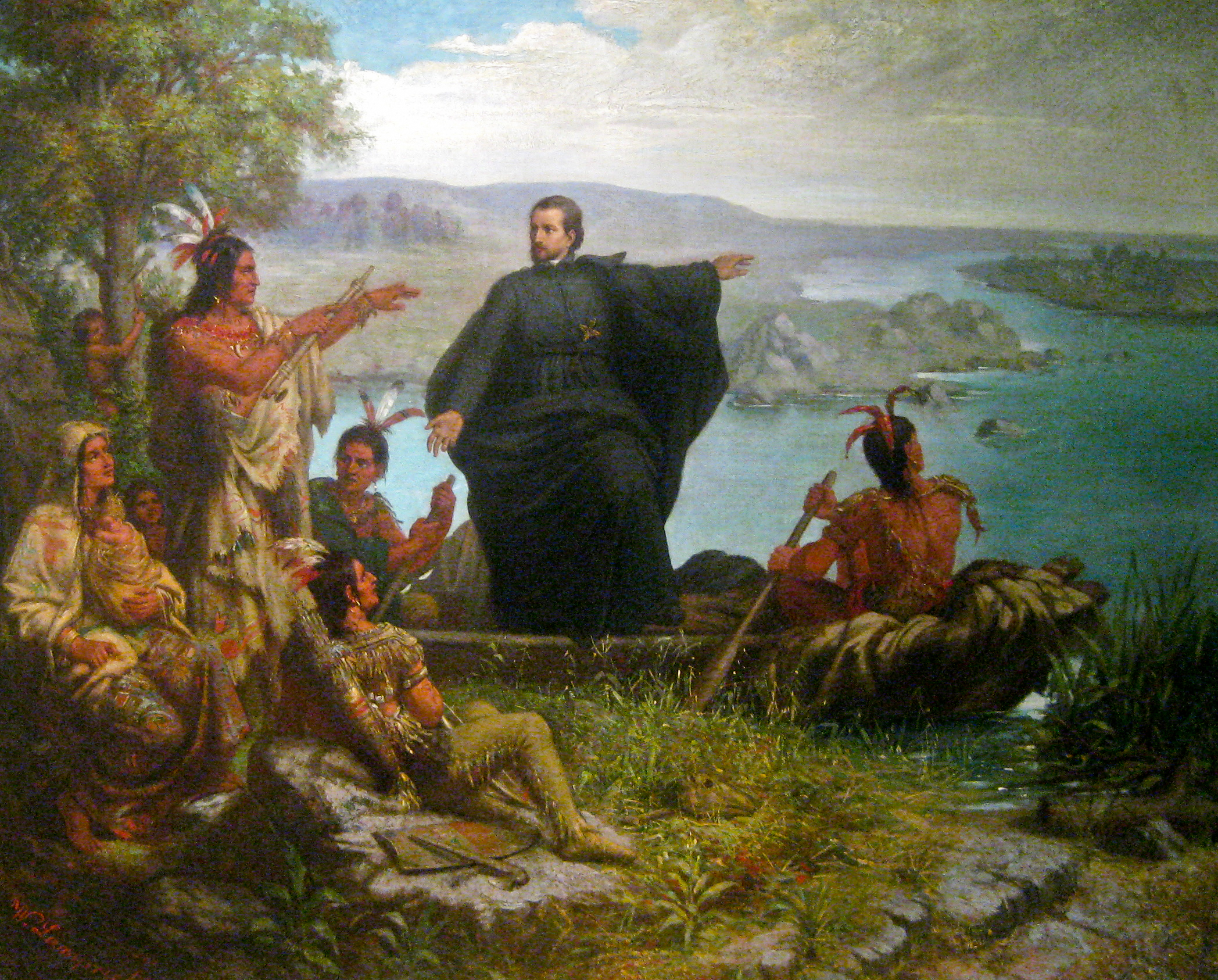
Blieben die Bekehrungsversuche christlicher Missionare bei intakten Gemeinschaften auch zumeist erfolglos, so waren die Menschen dennoch begierig auf andere Weltanschauungen und integrierten oftmals verschiedene christliche Elemente in ihre Religionen

Die Zeit der Entdeckung der Welt durch die Europäer läutete den Beginn des Kolonialismus ein, in dessen Verlauf die traditionellen Weltanschauungen in mannigfaltiger Weise massiv beeinflusst wurden. In Lateinamerika erschienen zuerst die spanischen und portugiesischen Eroberer, die ihre gewalttätige Herrschaftsübernahme offiziell als „göttlichen Auftrag“ legitimierten. Ihnen folgten in ganz Amerika im 16. und 17. Jahrhundert katholische Missionare. In Afrika und Ozeanien gerieten die lokalen Religionen besonders ab dem 18. Jahrhundert unter Druck; zuletzt die australischen Aborigines ab Mitte des 19. Jahrhunderts. Dabei ergänzten sich die Kolonialherren – durch Besiedlungspläne und militärische Aktionen – sowie die Missionare verschiedener christlicher Konfessionen gegenseitig. Später zerrütteten die westliche Technologie und wissenschaftliche Erkenntnisse die traditionellen Weltbilder. Trotz alledem konnten sich viele lokale Religionen bis heute behaupten – dank ihrer enormen Wandlungs- und Anpassungsfähigkeit oftmals in einem neuen „Gewand“.
Nach dem Zweiten Weltkrieg nahm die Kritik an der Ausbreitung der modernen Kultur und des abendländischen Christentums sowie am allgemeinen Materialismus deutlich zu. Die Missachtung der natürlichen Kreisläufe, der elementaren menschlichen Bedürfnisse und des Immateriellen hat heute die ganze Welt in Gefahr gebracht. Eine Rückkehr zu traditionellen Werten, ein wachsendes Selbstbewusstsein, zunehmende Unabhängigkeit und ein Wechsel in der Politik der Regierungen führten in manchen indigenen Gruppen zum Aufleben alter Kulte. Stammesvölker sammeln sich wieder um ihre Kulte, rufen verdrängte Lehren in Erinnerung, erneuern alte Formen und hoffen auf einen Neuanfang.

### Das Bild der ethnischen Religionen im Westen

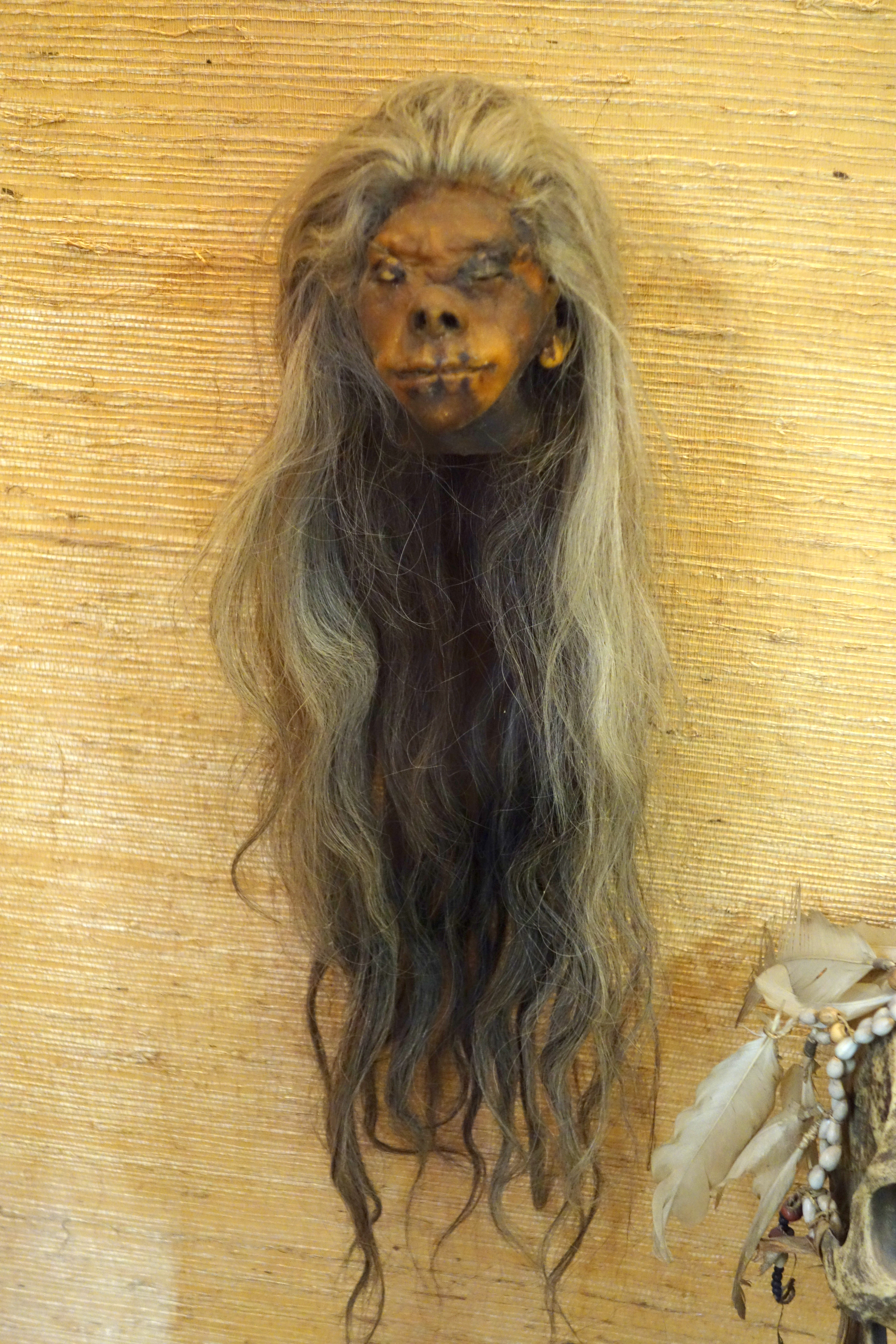
Das Bild der traditionellen Religionen wurde früher vor allem durch solche Bräuche geprägt, die von christlichen Idealen besonders weit entfernt waren. Dies verlieh oftmals eher nebensächlichen Dingen eine viel zu große Bedeutung und verzerrte so die Realität erheblich. (Schrumpfkopf der Shuar)

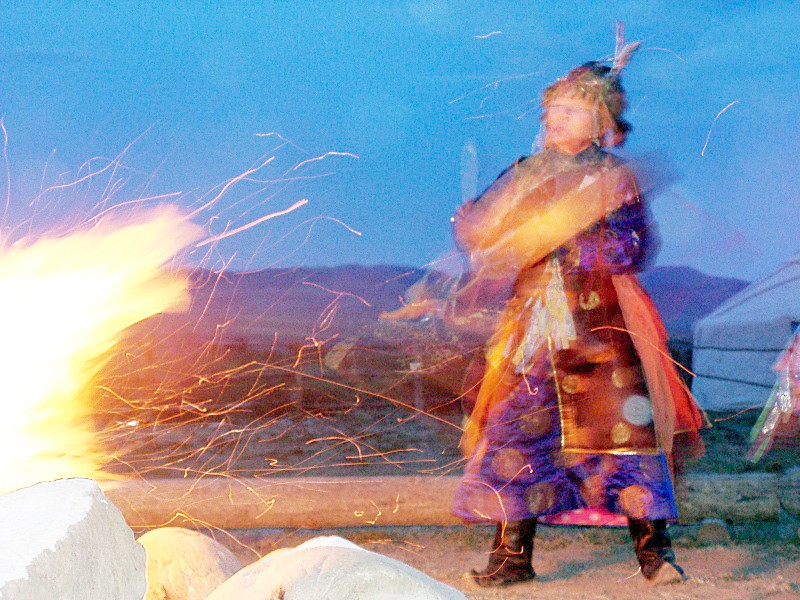
Sibirische Schamanen standen Pate für verschiedene Theorien des Schamanismus: Konzepte westlicher Autoren, die versucht haben, die Phänomene rund um die Geisterbeschwörer etlicher Völker unter diesem Begriff zu „homogenisieren“

Erste Berichte über die Glaubenspraxis fremder Völker erreichten das christliche Abendland im Zeitalter der Entdeckungen. Trotz der rasanten europäischen Expansion wurden in den ersten Jahrhunderten nur Bruchstücke der fremden Religionen bekannt, da das Interesse der Invasoren in dieser Hinsicht gering war. Zudem verfälschten die Berichterstatter oftmals die realen Verhältnisse, indem sie ihre subjektiven Eindrücke im Vergleich mit der christlich-europäischen Tradition bewerteten – die sie für die einzig zivilisierte Sichtweise hielten. Häufig wurden daher besonders fremdartige Phänomene (ritueller Kannibalismus, Menschenopfer, bildhafte Götterdarstellungen usw.) über alle Maßen hervorgehoben. Gottesfürchtige Missionare bemitleideten die fremde Frömmigkeit als „Geisterfurcht“. Ihr spirituelles Handeln nannte man „Magie“, „Animismus“ oder „Fetischismus“ – und nicht Religion. Als der religiöse Charakter nach den ersten Forschungsergebnissen nicht mehr zu leugnen war, entstand der Begriff „Naturreligion“, der die ethnischen Religionen den anderen – sogenannten – „Kulturreligionen“ gegenüberstellte.
Bis dahin kamen jedoch noch tausenden von Forschungsreisenden, Abenteurern, Kaufleuten und Missionaren in die Kolonien. Sie hatten noch keinerlei Vorstellung von modernem wissenschaftlichen Arbeiten und verbreiteten daher weiterhin verzerrte ethnographischen Aufzeichnungen. Entweder waren die Glaubenssätze bereits durch Kontakte mit dem Christentum verfälscht, ohne dass der Ethnograph dies bemerkte; oder die indigenen Begriffe und Vorstellungen wurden vor dem Hintergrund des christlichen Glaubens falsch aufgefasst und übersetzt. Zum Teil führten auch bestimmte Erwartungen dazu: Etwa der Gedanke, die verlorenen Stämme Israels gefunden zu haben oder angebliche Bestätigungen der Schöpfungsgeschichte und ähnliches.
Bedingt durch die im 19. Jahrhundert evolutionistisch geprägten Modelle der Menschheitsentwicklung und die Vorbehalte gegen die sogenannten heidnischen Religionen, wurden sie als primitive Weltanschauungen auf die unterste Stufe der Entwicklungsleiter gestellt. Diese vorurteilsbehaftete Sichtweise entstand – wie bereits beschrieben – vor allem durch falsche Interpretationen. So wurden etwa visionäre Erfahrungen, Träume oder Trance-Zustände bei den nordamerikanischen Ureinwohnern von den Kommentatoren aufgrund ihrer Exotik viel zu stark hervorgehoben. Tatsächlich waren „normale Wacherfahrungen“ in den nordamerikanischen Religionen fast überall genauso wichtig. Erst im Laufe des 20. Jahrhunderts hat die Religionswissenschaft und Ethnologie das negative und wertende Bild der ethnischen Religionen endgültig abgelegt.
Die verfälschten Aufzeichnungen ergaben vor dem evolutionistischen Hintergrund weitreichend verallgemeinerte Schlussfolgerungen, die nach heutigem Kenntnisstand jedoch in dieser chronologischen Abfolge überholt sind: Man ging davon aus, der „primitive“ Mensch habe zuerst an eine Beseeltheit aller Naturerscheinungen geglaubt (Animismus), um sich das Weltgeschehen zu erklären. Später sei daraus die Anbetung verschiedener Götter (Polytheismus) entstanden, bis schließlich der Glaube an einen einzigen Gott (Monotheismus) bei den „Kulturvölkern“ daraus hervorgegangen sein soll.
Verschiedene religiös verhaftete Phänomene wie „Animismus“ oder „Totemismus“ wurden damals zu universellen, homolog aus einer Urreligion entstandenen Weltanschauungen erklärt. In diesem Zusammenhang stehen auch einige religiös-spirituelle Schamanismus-Konzepte: Aus den vielfältigen Formen von Geisterbeschwörern in den unterschiedlichsten Kulturen wurde aufgrund einiger ähnlicher Praktiken auf ein weltweit verbreitetes, einheitliches spirituelles Phänomen geschlossen – obwohl es sich tatsächlich um unabhängige, analoge Entwicklungen mit jeweils eigenem Sinnzusammenhang handelt. Während Ethnologie und Religionswissenschaft seit den 1990er Jahren von solch universellen Modellen abgerückt sind, hatte die Idee eines globalen „ethnischen Schamanismus“ nachhaltigen Einfluss auf die esoterische Szene und führte zur Entstehung des Neoschamanismus, dessen verzerrte Grundannahmen sich in populären Schriften hartnäckig halten und vervielfältigen.
Tatsächlich sind lokale Religionen nicht mehr und nicht weniger schlüssig, plausibel und komplex wie die Buchreligionen. Sie bedingen lediglich andere Vorannahmen für ihre Schlussfolgerungen, wie etwa die Allbeseeltheit der Natur. Ganz im Gegensatz zu den genannten Vorurteilen muss davon ausgegangen werden, dass Menschen, die sich tagtäglich mit einfachster Technologie in einer „unbarmherzigen Umwelt“ bewähren müssen, vernünftiges Denken und Handeln eine überlebenswichtige Rolle spielt. Es gibt auch keine „primitivere Mentalität“ oder „magisch-vorreligiöse Ahnungen“, sondern nur andersartige Wahrnehmungen der Wirklichkeit. Hinzu kommt, dass auch diese Kulturen auf eine lange Geschichte zurückblicken und sich nach wie vor weiterentwickeln, so dass es angesichts der nur mündlichen Überlieferung höchst spekulativ ist, daraus die Anfänge der Religion rekonstruieren zu wollen, wie es schon häufig versucht wurde. Ethnische Religionen sind keine „geistesgeschichtlichen Überbleibsel aus der Frühzeit der menschlichen Entwicklung.“, sondern sie haben sich ganz im Gegenteil besonders erfolgreich gegen ihre „Mitbewerber“ durchsetzen können.
Selbst wenn alle vorgenannten „Irrwege“ bei der Interpretation einer ethnischen Religion vermieden werden, ist aufgrund der enormen kulturellen Unterschiede zur westlichen Welt nicht sicher, „daß sie auch wirklich […] verstanden wird“, wie der Ethnologe Christian Feest in seinem Buch „Beseelte Welten“ am Beispiel der ausführlich beschriebenen Weltbilder der Pueblovölker und Navajos schreibt.
Schlussendlich führen auch romantisierende Vorstellungen vom „edlen Wilden“ zu verzerrten Vorstellungen. Die Historikerin Christine Lockwood sagte etwa zur Religion der australischen Aborigines des 19. Jahrhunderts:
„Den Aborigines ihren Glauben zu lassen, bedeutet zum Beispiel zu akzeptieren, Geister für Krankheit und Tod verantwortlich zu machen. Wenn jemand stirbt, ist das die Folge von Zauberei. Und sofort wird – mit Hilfe von Ritualen – ein Schuldiger ausgemacht. Wohnt der vermeintliche Täter im Nachbardorf, ziehen die Männer los und töten ihn. Klar, dass dieser Mord wiederum Vergeltungsmaßnahmen des Nachbarstammes provoziert. […]. Die Aborigines lebten in permanentem Schrecken vor der Welt der Geister. Das Christentum nimmt die Angst und befreit vom Aberglauben. Wir tendieren heute dazu, die Religion der Ureinwohner zu romantisieren – und übersehen dabei die Furcht und Gewalt, die damit einhergingen.“
Trotz der offensichtlich bestehenden Problematik zeichnet Lockwoods hier wiederum eine einseitige christliche Perspektive, die ebenfalls von verschiedener Seite anders aufgefasst wird. So schreibt etwa der Religionswissenschaftler Thomas Schweer im Gegenteil: „Trotz ihrer Wirkungsmacht erwecken die Geister nicht das Gefühl der Hilflosigkeit und des Ausgeliefertseins, die Dämonenfurcht ist kein Charakteristikum der Naturreligionen. Es existieren vielfältige Mittel und Methoden, um böse Geister abzuwehren.“

### Ethnische Religionen im 21. Jahrhundert
Die große Wandlungs- und Anpassungsfähigkeit der ethnischen Religionen hat dazu geführt, dass sich ihre heutigen Formen deutlich von prähistorischen Formen unterscheiden. Daher werden sie von den Wissenschaften „jünger“ eingestuft als die Buchreligionen. Abgesehen von den wenigen isolierten Völkern in den unzugänglichen Regenwäldern Südamerikas, Südostasiens und Neuguineas und einer Handvoll Ethnien, die ihre Kultur trotz der Kontakte mit der modernen Welt strikt bewahren wollen, sind alle sogenannten schriftlosen Religionen heute einem beschleunigten Wandel unterworfen. Mit mehr oder weniger Elementen der Weltreligionen vermischt sind sie noch in entlegenen Gebieten Nordkanadas, Sibiriens und Australiens, in großen Teilen Schwarzafrikas, Indiens sowie in den Bergländern Südostasiens und Indonesiens anzutreffen.

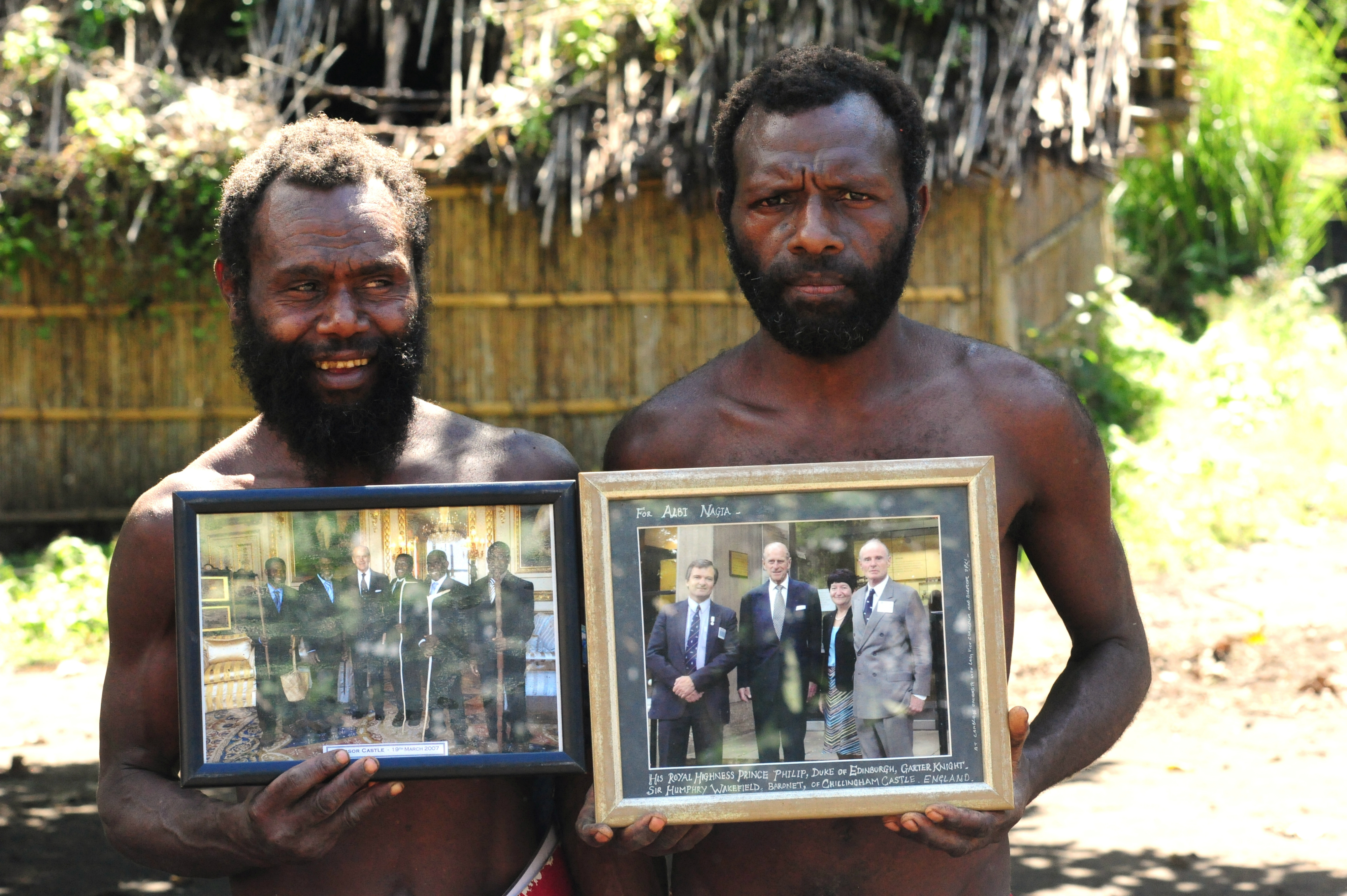
Fast alle gegenwärtigen ethnischen Religionen sind mehr oder weniger synkretistisch von den Weltreligionen beeinflusst. Ein merkwürdiges Phänomen sind dabei die Cargo-Kulte Melanesiens, wie hier die Prinz-Philip-Bewegung

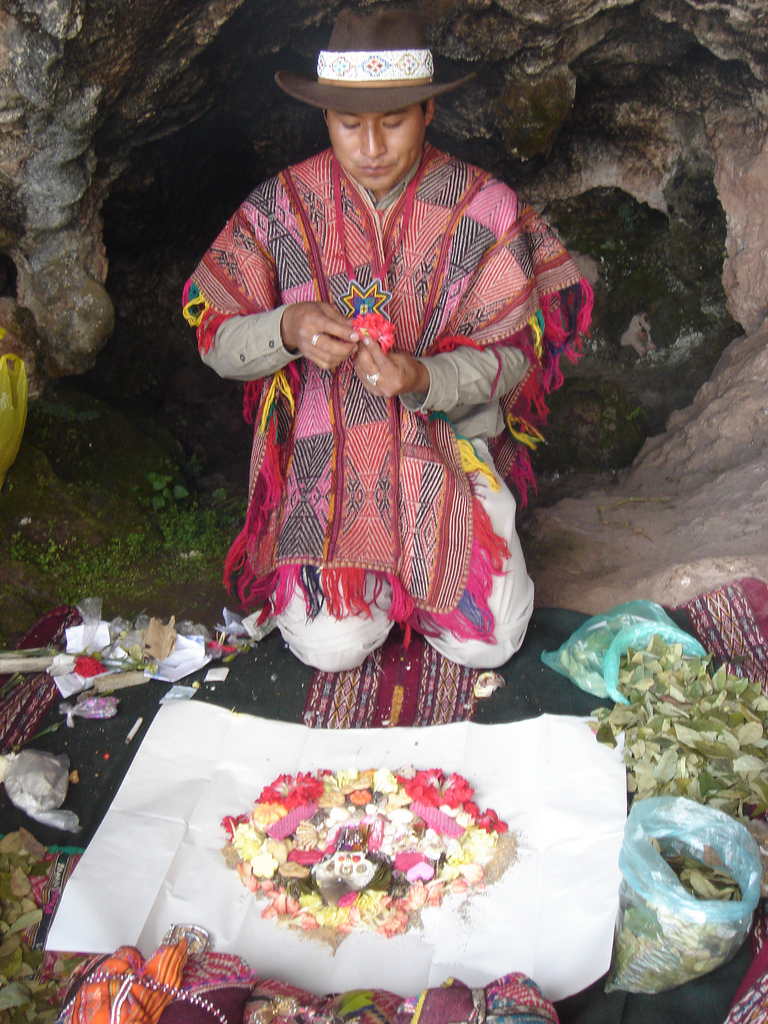
Indigene in Peru bieten den Touristen traditionelle „Despacho-Zeremonien“ an, um ihnen zu einer sicheren Wandertour zu verhelfen

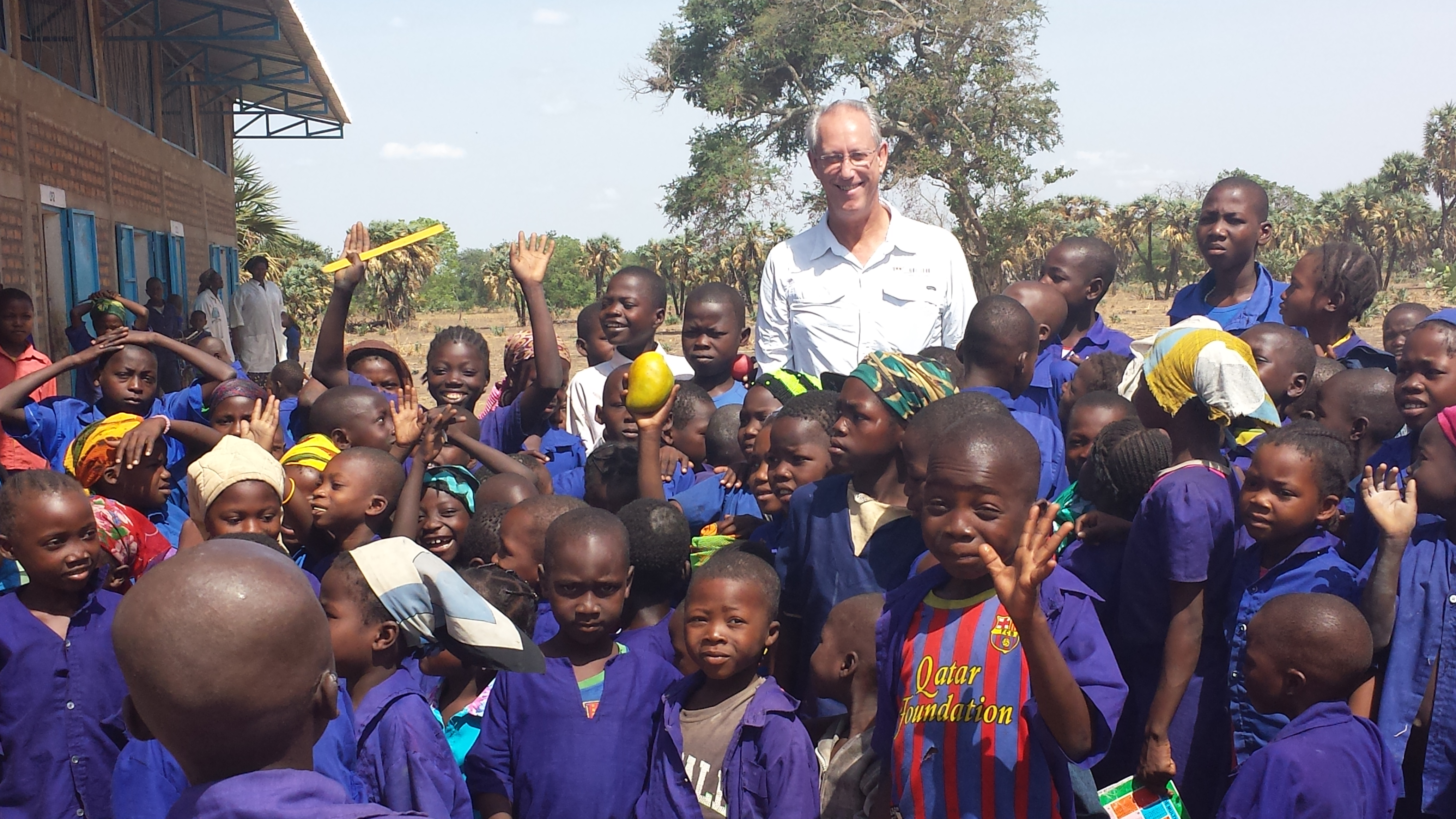
In Afrika (hier Bero Missionsschule) oder Südamerika ist die christliche Mission nach wie vor aktiv bemüht, traditionelle Menschen zu bekehren

Während früher alle Menschen einer Ethnie einen gemeinsamen Glauben teilten, herrscht gegenwärtig häufig ein religiöser Pluralismus: Einige Menschen sind gänzlich zu einer neuen Religion konvertiert, andere sprechen synkretistischen Formen zu; andere bleiben dem traditionellen Glauben treu. Insgesamt existieren noch tausende ethnischer Religionen in 141 Staaten der Erde. Damit sind sie die am weitesten verbreiteten Glaubenssysteme. Ihre offizielle Anhängerschaft macht jedoch weltweit nur noch rund vier Prozent der Weltbevölkerung aus. Inoffiziell werden es weitaus mehr sein, denn es ist eine große Dunkelziffer anzunehmen: Aufgrund der jahrhundertealten Erfahrungen mit Unterdrückung und Zwangsmissionierung, weil in vielen Staaten nur sogenannte „Hochreligionen“ anerkannt werden und Andersdenkende auch heute noch vielerorts Repressalien befürchten müssen, bekennen sich viele Menschen äußerlich zu einer anderen Religion und üben ihren wahren Glauben im Geheimen aus. Nach den laufenden Erhebungen des evangelikal-fundamentalistisch ausgerichteten Bekehrungsnetzwerkes Joshua Project bekannten sich 2016 offiziell noch 3,75 Prozent der Menschheit zu lokalen, ethnischen Religionen. Werden alle Ethnien, bei denen keine solchen Religionen mehr existieren, herausgerechnet, liegt die Quote bei 16,1 Prozent (bezogen auf gut 1,5 Mrd. Menschen).
Die sogenannten „Stammesreligionen“ werden in vielen Staaten der dritten Welt immer noch als „primitiv und unterentwickelt“ stigmatisiert, zumal die herrschende Klasse dieser Länder in der Regel nach christlichen, islamischen oder kommunistischen Vorlagen ausgebildet wurde. In den Schwellenländern ist die Situation noch ungünstiger, da traditionell lebende Gruppen hier meist als entwicklungshemmend gelten: Entweder werden sie offensiv unterdrückt oder die Errichtung moderner technischer und sozialer Infrastruktur zerstört automatisch das alte Weltbild – und mit ihm die Religion.
Eine ambivalente und nicht unerhebliche Rolle spielt heute auch der Tourismus: Während die Vermarktung interner Rituale als Showattraktion dazu führen kann, dass ihre tiefere Bedeutung verloren geht und sie zur bloßen Folklore verkommen, macht das Interesse der Weltöffentlichkeit die ethnischen Religionen sowohl zu einem Wirtschaftsfaktor als auch zu einem schützenswerten Kulturgut.
Während die meisten traditionellen Ethnien weltweit ihrer alten Vorstellungen mit Glaubenssätzen und Kulten der dominanten Weltreligion vermischen (Synkretismus) oder mit einem vielfältigen religiösen Nebeneinander (Pluralismus) auf den „Druck der Neuzeit“ reagieren, gibt es einige Bewegungen, die man vorsichtig als → „Neo-ethnische Religionen“ bezeichnen kann.
Nach wie vor sind fundamentalistische Organisationen im Namen Gottes oder Allahs bestrebt, auch noch die letzten „Heiden“ oder „Kāfir“ zu bekehren – selbst wenn es (wie etwa in Brasilien) verboten ist. So hat beispielsweise das evangelikale Joshua Project ein internetgestütztes Netzwerk aufgebaut, um u. a. mit Hilfe eines Jesus-Films in allen möglichen Sprachen zu missionieren. Die „Erfolge“ tausender Unterstützer weltweit werden in einer Datenbank veröffentlicht und mit einer visuellen „Bekehrungsampel“ bewertet, um zu weiteren Anstrengungen zu motivieren. Die Annahme einer fremden Religion trennt die Menschen gedanklich von ihrer gewohnten Lebensweise und untergräbt damit die traditionellen Wertvorstellungen und Normen. Die vormalige Funktion der Religion als „identitätsstiftendes Bindeglied“ zwischen dem Menschen, seiner spezifischen Wirtschaftsweise und der natürlichen Umwelt, geht verloren.
Staatliche Entwicklungspolitik und Maßnahmen privater Organisationen berücksichtigen oft nicht die religiösen Bedürfnisse und Werte der Betroffenen (beispielsweise durch die Hinzuziehung von Religionsethnologen), sondern orientieren sich ausschließlich an (durchaus gut gemeinten) wirtschaftlichen und sozialen Überlegungen. Dabei wird – zumeist aus Unkenntnis – übersehen, welche negativen sozialen Auswirkungen zum Beispiel der Verstoß gegen uralte Tabus oder die Missachtung heiliger Stätten haben kann. Menschen, in deren Weltbild materielle Dinge, kausale Zusammenhänge oder streng rationale Überlegungen nur eine untergeordnete Rolle spielen, beurteilen vieles vollkommen anders als Angehörige der „Globalkultur“: So führen beispielsweise Entschädigungszahlungen für die Zerstörung heiliger Stätten oder die Umsiedlung in eine fruchtbarere Gegend, nicht automatisch zu einer nachträglichen Akzeptanz des Frevels – und es führt auch nicht unbedingt zu besseren Lebensbedingungen, wenn etwa im ursprünglichen, kargen Wohngebiet die Ahnen wohnen und nur dort mit ihnen kommuniziert werden kann.
Zahlreiche Stimmen gegenwärtiger Ureinwohner aller Kontinente berichten nicht nur über negative materielle Entwicklungen wie Zunahme der Armut oder Zerstörung der Umwelt, sondern fast überall wird auch Bezug genommen auf eine fortschreitende religiöse Entwurzelung, die nicht minder schwer wiegt.
Auch die große Anpassungsfähigkeit der ethnischen Religionen wird ihren rapiden Verfall und den Wandel vieler zu „fragmentarischen Folklorereligionen ohne komplexe Vernetzung mit der Lebenswirklichkeit“ durch die zunehmende Assimilation an die Lebensweise des modernen „Biosphären-Menschen“ wohl kaum verhindern.

## Neo-ethnische Religionen

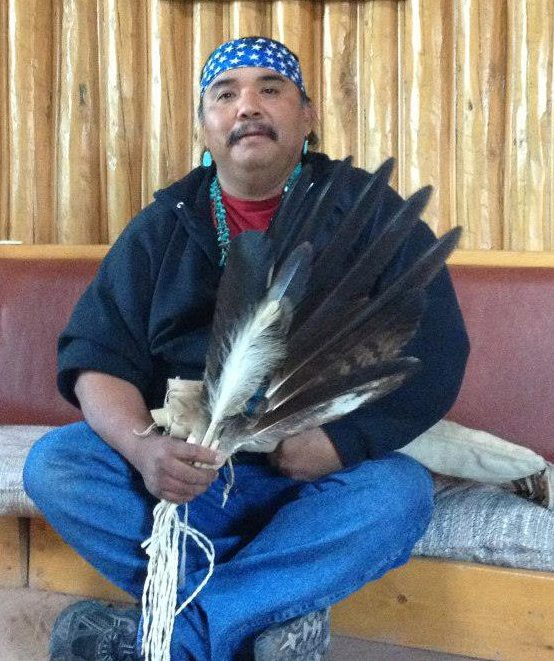
Navajo Wayne, ein Zeremonienleiter der Azee Bee Nahagha of Dine Nation, die zur panindianischen Native American Church gehört

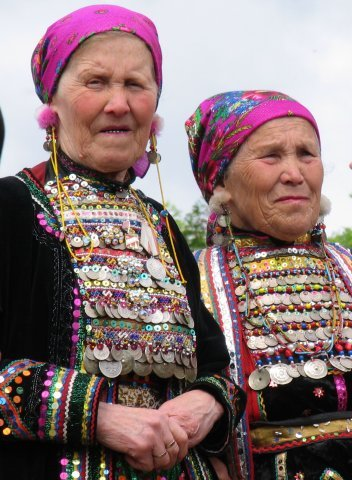
Mari-Frauen aus dem Ural. Die alte Religion ist stark folklorisiert und dient heute mehr der ethnischen Identität als religiösen Bedürfnissen

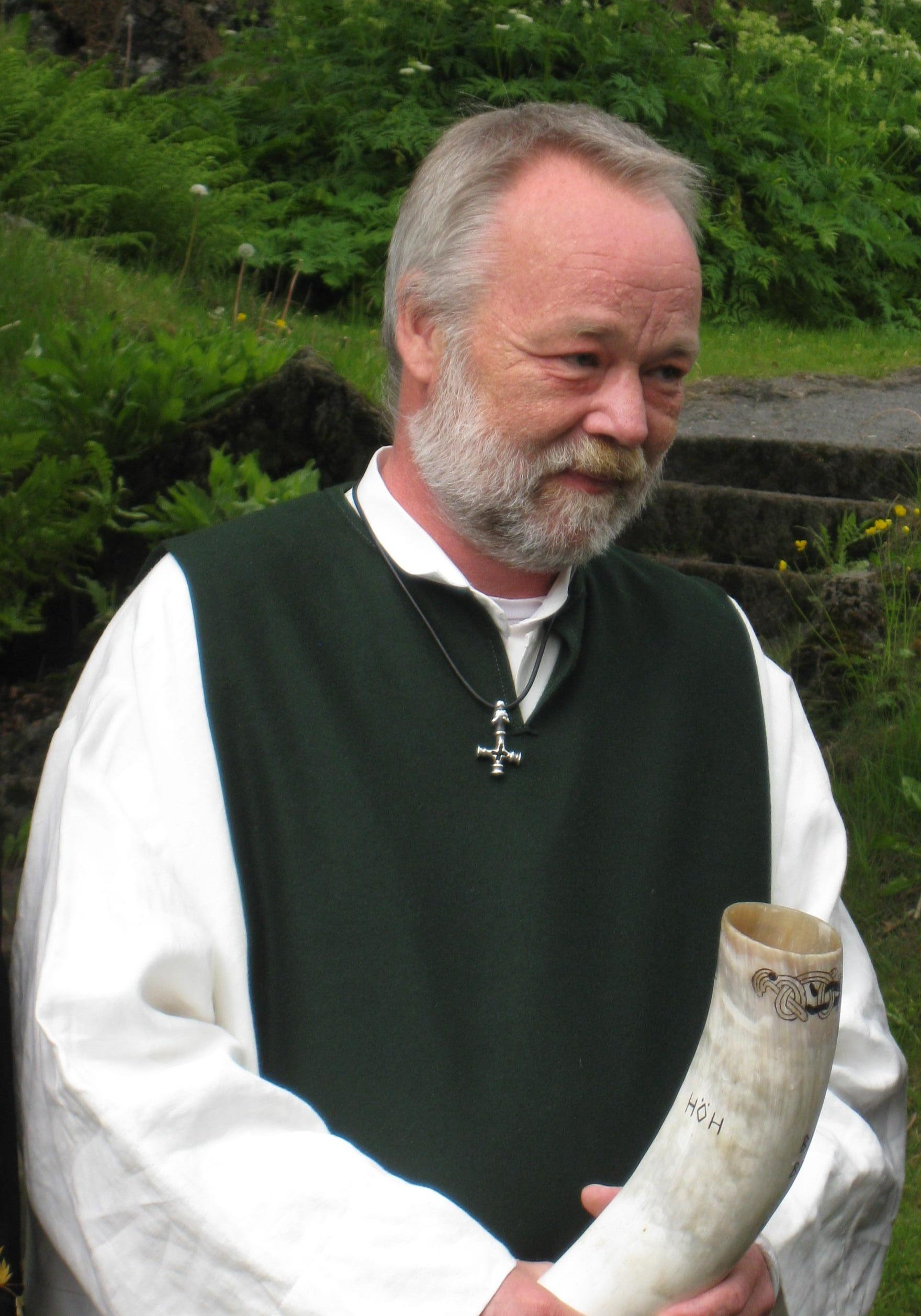
Hilmar Örn Hilmarsson, seit 2003 Gode der neoethnischen Religion Ásatrúarfélagið der Isländer

Einige neue religiöse Bewegungen und Revitalisierungsbestrebungen erfüllen aufgrund verschiedener Kennzeichen (zum Teil Bezug zu mehreren Ethnien, teilweise Verschriftlichung, unterbrochene Entwicklung u. a.) nicht die enge Definition einer ethnischen Religion, obwohl viele andere Merkmale (→ Abschnitt: „Weitere mögliche Merkmale zur Abgrenzung“ und Kapitel: „Weitgehende Gemeinsamkeiten“) – trotz fremder Einflüsse – eindeutig zutreffen und die Angehörigen sich ausdrücklich auf überlieferte Traditionen beziehen. Vor allem jedoch stehen sie in engem Zusammenhang mit der Bildung und Festigung neuer ethnischer Identitäten, die unter anderem durch gemeinsame religiöse Vorstellungen neu begründet werden. Sie werden von einigen Autoren als „Neo-ethnische Religionen“ (oder ähnlich) bezeichnet.
Der junge Begriff Neo-Ethnizität geht über den Bezug zu sogenannten „Naturreligionen“ hinaus und wird vor allem im Zusammenhang mit der Konstituierung neuer ethnisch-religiöser Gruppen verwendet: So benutzt etwa der Politikwissenschaftler Olivier Roy diesen Begriff in Zusammenhang mit dem Streben junger Moslems (oder auch der Mormonen) nach einer „erneuerten, gemeinsamen Grundlage“, indem sie ihre Religion in einer eigenen, auf ihren Vorstellungen beruhenden Art und Weise neu auslegen.

### Panbewegungen in Amerika
In Nord- und Südamerika ist seit dem 19. Jahrhundert eine panindianische Entwicklung im Gang: Traditionalisten verschiedener Stämme formieren eine zweite ethnische Identität als „Indianer“. Auf diese Weise wandelt sich der ehemals fremde Sammelbegriff zur Eigenbezeichnung einer „neuen“ Kultur. Vor allem die Native American Church und die „Mother-Earth-Philosophie“ kennzeichnen ihren religiösen Zusammenhalt. (Hier zeigt sich wieder die Offenheit der ethnischen Religionen für die Integration neuer Gedanken).

### Religiöse Revitalisierung in Asien und Australien
Religiöse Erneuerungsbewegungen innerhalb traditioneller Ethnien finden sich vor allem in Russland und Australien, seit die Repressalien gegen die indigenen Völker eingestellt wurden. Dabei werden in Sibirien im Rahmen einer prinzipiellen Erneuerung traditioneller Vorstellungen und aufgrund verlorengegangenen Wissens häufig Rituale verschiedener Völker vermischt. Diese Entwicklung wird von einigen Fachleuten kritisch gesehen, denn nicht selten mischen sich Einflüsse der esoterischen Szene mit ein, die durch Kontakte mit westlichen neureligiösen Gruppen Eingang in die Glaubenssysteme finden und diese erheblich verfälschen würden.

### „Neu-afrikanische“ Religionen
Eine besonders stark religiös motivierte Entwicklung besteht unter den Nachkommen der schwarzafrikanischen Sklaven in Mittel- und Südamerika, die aufgrund ihrer Vorgeschichte seit vielen Generationen keine eigene „Stammeszugehörigkeit“ mehr haben. Vor allem mit den afroamerikanischen Religionen können sie ihre neue, eigenständige Identität ausdrücken und sich von der Kultur der „Weißen“ abgrenzen. Dass Herkunft und Hautfarbe bei der Bildung solch „neuer Ethnien“ keine Rolle spielen muss, belegt die Tatsache, dass etwa die Umbanda-Religion auch viele weiße Anhänger hat.

### Neopagane Traditionen in Europa
Auch die neuheidnischen Bewegungen Europas, die versuchen, sich eng an die (zumeist wenigen, fragmentarischen) Aufzeichnungen und volksreligiösen Überlieferungen aus den verschiedenen vorchristlichen Religionen zu halten und die keine fremden Einflüsse (etwa sibirischer oder indianischer Praktiken) zulassen, können in die Kategorie der neo-ethnischen Religionen einsortiert werden.
In Europa gibt es außer dem „klassischen Schamanismus“ der Nenzen Nordwestrusslands – der noch in synkretistischer Form erhalten ist – sowie der Überreste der Mari-Religion in Westrussland keine ethnische Religion mehr, die eine ununterbrochene Tradition vorweisen kann. Alle Religionen, die sich auf heidnische Wurzeln berufen, werden prinzipiell dem Neuheidentum zugerechnet, da sie auf (zumeist unsicheren) Rekonstruktionen beruhen und vielfach Elemente von fremden Religionen synkretistisch integriert haben. Überdies sind sie zumeist nicht an eine Ethnie gebunden und die Motivation ihrer Anhänger wird häufig eher mit alternativen Lebensstilen und Zivilisationskritik in Verbindung gebracht, als mit gelebter Religion. In einigen Fällen sind sie mit politisch-nationalen Ideologien assoziiert (wie etwa in der Ukraine „Die Gemeinde der ukrainischen Heiligen“, „Die Versammlung der Gläubigen der Volksreligion der Ukraine“ oder auch die „Rodove Vognysche Ridnoyi Prvoslavnoyi Viry“), die gegenüber den religiösen Inhalten überwiegen.
Dennoch lassen sich bei einer differenzierteren Betrachtung einige wenige Bewegungen an der Peripherie des Kontinents finden, die zumindest auf eine ungebrochene folkloristische Traditionen und/oder schriftliche Überlieferungen zurückgreifen können, die sich vor allem an die tatsächlichen Nachkommen ihrer ethnischen Geschichte wenden und die bemüht sind, die Religion möglichst authentisch wiederzubeleben. Auch diese Glaubensrichtungen werden bisweilen als neo-ethnische Religionen bezeichnet:
- Ásatrúarfélagið (isländisch-neugermanisches Heidentum, eine Asatru-Religion)
- Sámischer Schamanismus Nordeuropas (Fragmente und mögliche Revitalisierung)
- Wiederbelebte baltisch-heidnische Traditionen:

- Romuva (Litauen)
- Dievturi (Lettland)
- Taarausk (Estland)

- Hellenismos (wiederbelebter Polytheismus des antiken Griechenlands)

## Sackgassen der ethnologischen Religionsforschung

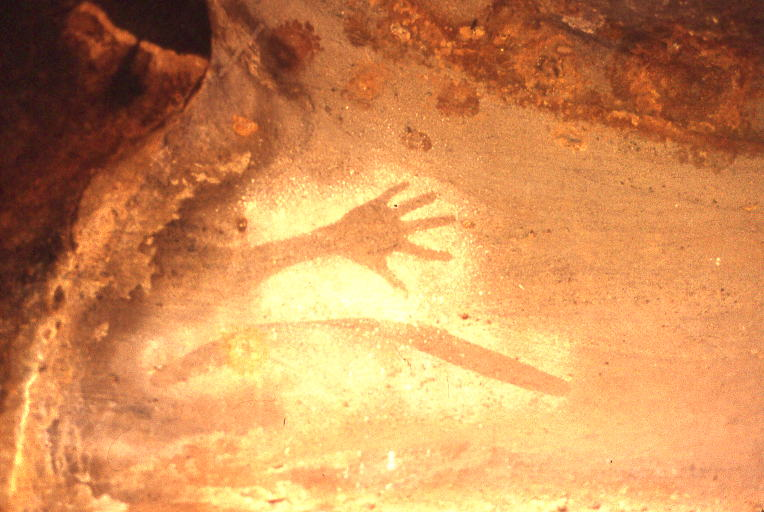
Der Versuch, frühere Zustände aus Vergleichen historischer Artefakte (wie etwa Höhlenmalereien aus jüngerer Zeit) aus rezenten ethnischen Vorstellungen zu rekonstruieren, ist hoch spekulativ

Jede Wissenschaft ist zum einen auf korrekte Ausgangsdaten und zum anderen auf unvoreingenommene Forscher angewiesen. Die westliche Religionsethnologie leidet zum Teil bis heute unter verfälschten Daten, die von christlich geprägten Forschern (häufig Missionaren) aufgezeichnet und zum Teil bereits durch irreführende Übersetzungen und Ähnliches entsprechend interpretiert wurden. Überdies ist die Vergleichbarkeit der Daten durch die uneinheitlichen Vorgehensweisen der frühen Forscher eingeschränkt.
Die meisten „Sackgassen“ beruhen jedoch vielmehr auf eurozentrischen Versuchen der Vereinheitlichung, bei denen analoge Entwicklungen (Ähnlichkeiten aufgrund gleichartiger Bedingungen) mit homologen (Ähnlichkeiten aufgrund gemeinsamer Abstammung) gleichgesetzt wurden.
Folgende Theorien wurden in diesem Kontext mittlerweile wieder verworfen:
- Urmonotheismus

Andrew Lang (1898) und Wilhelm Schmidt (1912) vertraten die Auffassung, dass bereits die Urmenschen eine Ahnung von der (unzweifelhaften) Existenz Gottes gehabt haben müssen. Solche christlich motivierten Gedankengänge sind heute obsolet.
- Dema-Götter

Adolf Ellegard Jensen projizierte 1951 die sogenannten Dema-Götter einiger Ethnien Neuguineas auf alle Bodenbaukulturen seit der Jungsteinzeit. Aus den Überresten getöteter Dema sollen die existentiellen Nutzpflanzen entstehen. Auch wenn es ähnliche Vorstellungen bei einigen einfachen Pflanzerkulturen anderer Kontinente gibt, ist eine so weitreichende Vereinheitlichung unseriös.
- Fetisch

Der französische Enzyklopädist Charles de Brosses hielt 1760 die Idee der Übertragung von spirituellen Mächten auf bestimmte Gegenstände – wie es in Westafrika mit sogenannten „Fetischen“ praktiziert wurde – für das Kennzeichen der „Urreligion“ und prägte dafür den Begriff des Fetischismus. Auch der bedeutende Religionskritiker Auguste Comte und der Theologe Friedrich Schleiermacher übernahmen diesen Gedanken Anfang des 19. Jahrhunderts.
- Mana

Verschiedene Autoren des 19. Jahrhunderts (z. B. Robert Henry Codrington und Paul Tillich) glaubten, mit der in Ozeanien beheimateten (dem Fetischismus ähnlichen) Idee einer göttlichen Kraft, die Menschen oder Gegenstände besonders mächtig macht (→ Mana), das entscheidende Fundament aller ethnischen Religionen gefunden zu haben. Auch sie fassten dabei jedoch ganz unterschiedliche Ideen zu etwas zusammen, das so nicht existiert: Entscheidend war vor allem die falsche Annahme, dass alle diese Kräfte unabhängig von Geistern oder Göttern seien.
- Totemismus

Beliebt war bis in die 1960er Jahre auch der verbreitete ethnische Begriff Totemismus, der anfangs ausschließlich religiös interpretiert und auf alle Kulturen übertragen wurde, die sich in irgendeiner Weise mit Tieren, Pflanzen oder anderen Naturerscheinungen verwandt fühlten. Wie man heute weiß, hat das Gros der totemistischen Phänomene keinen religiösen Hintergrund.
- Schamanismus

Den größten Umfang, die größte Popularität und die weitreichendsten Konsequenzen kommen jedoch den vielfältigen Schamanismus-Hypothesen zu, die in der zweiten Hälfte des 20. Jahrhunderts von Ethnologen, Psychologen, Religionswissenschaftlern, Archäologen u. a. entworfen wurden. Der von den sibirischen Tungusen stammende Begriff Schamane für den religiös-rituellen Spezialisten wurde dabei auf wenige Merkmale reduziert (etwa auf die ekstatischen Zustände oder die Berufung durch die Geister) und aufgrund von Ähnlichkeiten ungeachtet anderer (nicht übereinstimmender) Merkmale auf diverse Geisterbeschwörer, Heiler, Wahrsager, Hexer, Zauberer oder Priester anderer Ethnien übertragen. Daraus ließen sich weitreichende und unterschiedliche Schlussfolgerungen herleiten, die im Extremfall das schamanische Phänomen (per definitionem, nicht per se!) als weltumspannendes, „urreligiöses“ Phänomen einordneten. Solche Schamanismen – die seit den 1990er Jahren zunehmend kritisiert werden – prägten entscheidend die neureligiöse Strömung des esoterischen Neoschamanismus, beeinflussen einige echte schamanische Traditionen (die durch jahrhundertelange Bekämpfung fragmentiert worden waren) und verfälschen mit einer Vielzahl populärer Bücher immer noch den Stand der Forschung.
- Kulturstufen

Kulturelle Evolution wurde lange Zeit – in einigen Theorievarianten bis heute – als stufenartiger Evolutionsprozess von unterentwickelten (primitive Religionen, Animismus, Animatismus) zu hoch entwickelten Formen (Hochgottglaube, Monotheismus) betrachtet.